# Rete Sentieristica dell'Abbazia di San Salvatore Maggiore
La Rete Sentieristica dell'Abbazia di San Salvatore Maggiore (RS ASSM o più semplicemente RSA Rete Sentieristica dell'Abbazia o Rete Sentieristica Abbaziale, in latino Itinera Abbatiae Sancti Salvatoris Maioris) è un complesso di itinerari escursionistici che si sviluppano per oltre 100 km nei territori dell'antica abbazia imperiale benedettina di San Salvatore Maggiore situata sull'altopiano del monte Letenano, nell'Alta Sabina, nel territorio reatino, ai margini della regione storica del Cicolano.

## Storia
Il progetto della realizzazione di una rete escursionistica nei territori tra la valle del Salto e la valle del Turano trae ispirazione, a partire dal 2021, dalla presenza in quei luoghi dell'abbazia di San Salvatore Maggiore, complesso monumentale nel territorio del comune di Concerviano.
La riscoperta della ricca storia dell'importante - seppure quasi sconosciuta - abbazia è stata d'impulso per la stesura di un progetto, avviato già durante il periodo della pandemia di COVID-19 con la raccolta dei dati geografici per il database OpenStreetMap, nell'ottica di una valorizzazione dei luoghi che per lungo tempo hanno costituito la Signoria di San Salvatore Maggiore.

### I territori della Signoria di San Salvatore Maggiore
L'abbazia, sorta nell'VIII secolo, è stata per oltre dieci secoli a capo dei territori situati nella regione contigua al monastero, nell'Alta Sabina, oltre che di molte dipendenze in Sabina, in Abruzzo, nelle Marche e perfino nella città di Roma.
Il monastero, sotto la protezione imperiale fin dal tempo di Carlo Magno, era nullius diœcesis ovvero non dipendente da alcun vescovo tra quelli delle diocesi confinanti ma soggetto, in materia religiosa, solamente all'autorità del pontefice.
Quest'unità storico-amministrativa, definita solo in seguito, con neologismo storico, la Signoria di San Salvatore Maggiore era costituita da un rilevante numero di castelli ovvero di centri abitati, tutti soggetti all'abbazia, da cui dipendevano per gli aspetti della vita religiosa e quelli della vita civile come l'amministrazione della giustizia, la difesa e la regolamentazione delle risorse del territorio.
L'abate ed il capitolo di San Salvatore Maggiore governavano direttamente ventiquattro castelli (di cui sei già diruti nel XVI secolo) ed i loro territori.

#### Castelli dell'abbazia di San Salvatore Maggiore
1 Longone Sabino
2 Vallecupola
3 Capradosso
4 Roccaranieri
5 Concerviano
6 Varco Sabino
7 San Silvestro
8 Offeio
9 San Martino
10 Pratoianni
11 Vaccareccia
12 Poggio Vittiano
13 Rocca Vittiana
14 Fassinoro
15 Magnalardo
16 Cenciara
La Signoria di San Salvatore Maggiore, sviluppatasi a partire dall'VIII secolo, vide accrescere i propri territori fino al XIV secolo quando cominciò ad entrare in contrasto con le altre realtà politiche nella zona - dapprima il comune di Rieti e, quindi, le altre signorie territoriali delle famiglie nobili locali - allora in espansione.
I territori abbaziali comprendevano, ancora nel XVII secolo, in ordine alfabetico, i castelli di:
- Arx Raynerii / Arx Raineria (Arx Raneria) - Roccaranieri
- Arx Vittiani / Arx Vittiana - Rocca Vittiana
- Capradoxum - Capradosso
- Castrum Sancti Silvestri - San Silvestro
- Castrum Sancti Martini - San Martino
- Censuaria - Cenciara
- Concervianum - Concerviano
- Longonum - Longone
- Magnilarium - Magnalardo
- Offedium - Offeio
- Podium Vittianum - Poggio Vittiano
- Porcilianum - Fassinoro (già Porcigliano)
- Pratum Iohannis / Pratoianne - Pratoianni
- Vaccaricia - Vaccareccia
- Vallis Cupula - Vallecupola
- Varcum - Varco Sabino

#### Disgregazione della Signoria di San Salvatore Maggiore
A seguito delle conquiste napoleoniche in Italia (1809) e delle successive riforme messe in atto dai governi pontifici all'indomani della restaurazione (1816), l'unità amministrativa costituita dall'abbazia venne meno: il territorio abbaziale fu suddiviso tra alcuni dei centri una volta soggetti all'abbazia o dei centri vicini (il caso di Rocca Sinibalda e Belmonte) a cui venne affidato il ruolo di comuni cui erano affidati gli altri abitati come «appodiati».
Una nuova riforma amministrativa (1853) assegnò i territori dell'abbazia a comuni diversi da quelli creati con la precedente riforma pontificia - costituiti dentro e fuori dei territori già appartenenti all'abbazia - mentre il resto dei castelli divennero loro frazioni. Con l'Unità d'Italia la frammentazione fu completata.
Il cambio di governo non giovò al benessere dei paesi dell'abbazia che cominciarono da allora, più che prima, a conoscere la povertà ed il conseguente degrado. Il futuro cardinale Schuster, che agli inizi del novecento visitò alcuni dei castelli della Signoria di San Salvatore Maggiore - di cui tanto aveva letto nelle fonti documentali cercando negli archivi notizie dell'abbazia di San Salvatore Maggiore per redigerne in un articolo la storia - probabilmente influenzato dalla condizione di abbandono in cui versava allora l'abbazia stessa, non rimase affatto ben impressionato dal triste stato in cui trovò anche i castelli dell'abbazia.

#### Castelli di San Salvatore Maggiore oggi
Oggi i sedici castelli un tempo nel territorio dell'abbazia si trovano, nella Regione Lazio, suddivisi nei territori di cinque diversi comuni all'interno della Provincia di Rieti:
- Longone Sabino: 4 castelli (Longone, Roccaranieri, San Silvestro e Porcigliano (Fassinoro)),
- Concerviano: 4 castelli (Concerviano, Pratoianni, Vaccareccia e Cenciara),
- Rocca Sinibalda: 2 castelli (Magnalardo, Vallecupola),
- Varco Sabino: 3 castelli (Varco, Rocca Vittiana e Poggio Vittiano)
- Petrella Salto: 3 castelli (San Martino, Offeio, Capradosso).

#### Sentieri dell'abbazia di San Salvatore Maggiore nella storia
I castelli della Signoria di San Salvatore Maggiore erano collegati tra loro da una fitta rete di sentieri che permettevano agli abitanti spostamenti, relazioni e commerci all'interno e all'esterno del territorio abbaziale. 

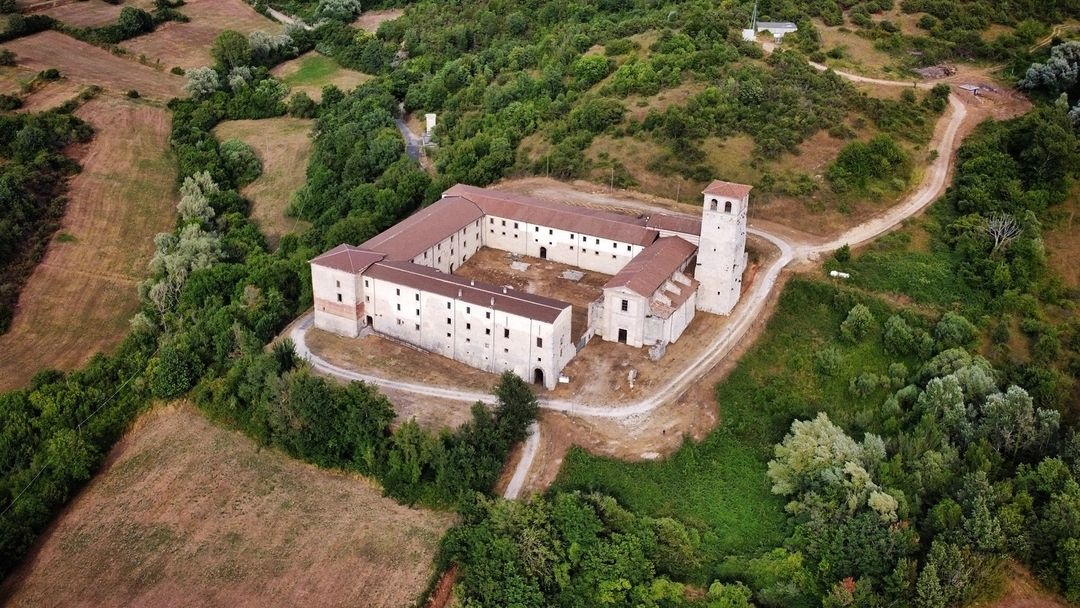
L'Abbazia di San Salvatore Maggiore al termine del Sentiero 30: Vaccareccia - Abbazia di San Salvatore Maggiore, principio del Sentiero 06: Abbazia di San Salvatore Maggiore - Pratoianni e del Sentiero 15: Abbazia di San Salvatore Maggiore - Longone.

Oltre che collegare tra di loro gli abitati dentro e fuori del territorio dell'abbazia, i sentieri avevano una particolare importanza dal momento che garantivano la via d'accesso ai terreni, fonte primaria, insieme agli animali che li pascolavano, per il sostentamento degli abitanti: si teneva, perciò, in gran conto la manutenzione delle «strade pubbliche e vicinali» come venivano allora indicati quelli che a noi oggi appaiono come semplici sentieri.
I tragitti erano percorsi tanto dagli abitanti delle contrade abbaziali quanto da coloro che, per i più disparati motivi, si trovavano ad attraversare questi territori ai margini del dominio longobardo prima, dell'impero carolingio e dello Stato della Chiesa poi.
Nei lunghi secoli della storia del territorio transitarono per i sentieri abbaziali:
- i monaci che giungevano all'abbazia e ai suoi castelli da Roma, da Rieti e dal resto della penisola[11],

- i messi imperiali e papali che portavano agli abati di San Salvatore Maggiore notizie e ordini degli imperatori e dei pontefici,
- soldati e gruppi di armati (Enrico di Castiglia portatovi prigioniero nel 1268 dopo la disfatta nella battaglia di Tagliacozzo, il capitano Jacopo Piccinino e la sua compagnia nel 1460, ai tempi della guerra angioino-aragonese, così come i messaggeri del duca Federico da Montefeltro che riportò la pace in quelle contrade nel 1461 ed infine, più tardi, truppe di Carlo VIII che vi sostarono nel 1495).

Non stupisce che nelle terre d'abbazia giungessero anche:
- predicatori (il gesuita padre Antonio Baldinucci nel 1716 quindi, nel 1742, fu la volta di padre Leonardo da Porto San Maurizio[12]),

( Padri Minori Riformati (a cura di), Opere complete di S. Leonardo da Porto Maurizio missionario apostolico, Volume V, Venezia, Tipografia Emiliana, 1869,  p. 117.)
- personaggi della curia pontificia (il cardinale Ranuccio Farnese tra il 1546 ed il 1563, il cardinale Luigi Lambruschini nel 1834, il futuro cardinale Ildefonso Schuster nel 1904),
- giudici, commissari cavalcanti provenienti da Roma e notai provenienti dai castelli dell'abbazia o da altri territori dello Stato Pontificio.[13]

Trattandosi di un territorio di confine non mancarono neanche mercanti, contrabbandieri e briganti a popolare, di tanto in tanto, le strade ed i racconti degli abitanti dell'abbazia.

### Il progetto della Rete Sentieristica dell'Abbazia di San Salvatore Maggiore (RSA SSM)

#### Perché una rete di sentieri nel territorio di cinque diversi comuni?

##### Ragioni dell'assenza di una rete di sentieri nel passato
Il progetto della Rete Sentieristica dell'Abbazia o Rete Sentieristica Abbaziale (RSA) nasce per sopperire alla mancanza, nel territorio a cavallo tra la valle del Salto e quella del Turano - a differenza che in gran parte dei territori contigui - di una rete di sentieri opportunamente segnalati e mantenuti. 
Nonostante la tradizionale presenza, di fatto, dell'antica rete di sentieri abbaziali - parzialmente caduta in disuso con l'avvento dell'automobile e la conseguente realizzazione di nuove vie di comunicazione più moderne e dirette a facilitare i collegamenti tra gli antichi castelli - non si è mai sviluppata infatti, nei decenni passati, una rete sentieristica organica ed adeguatamente segnalata.

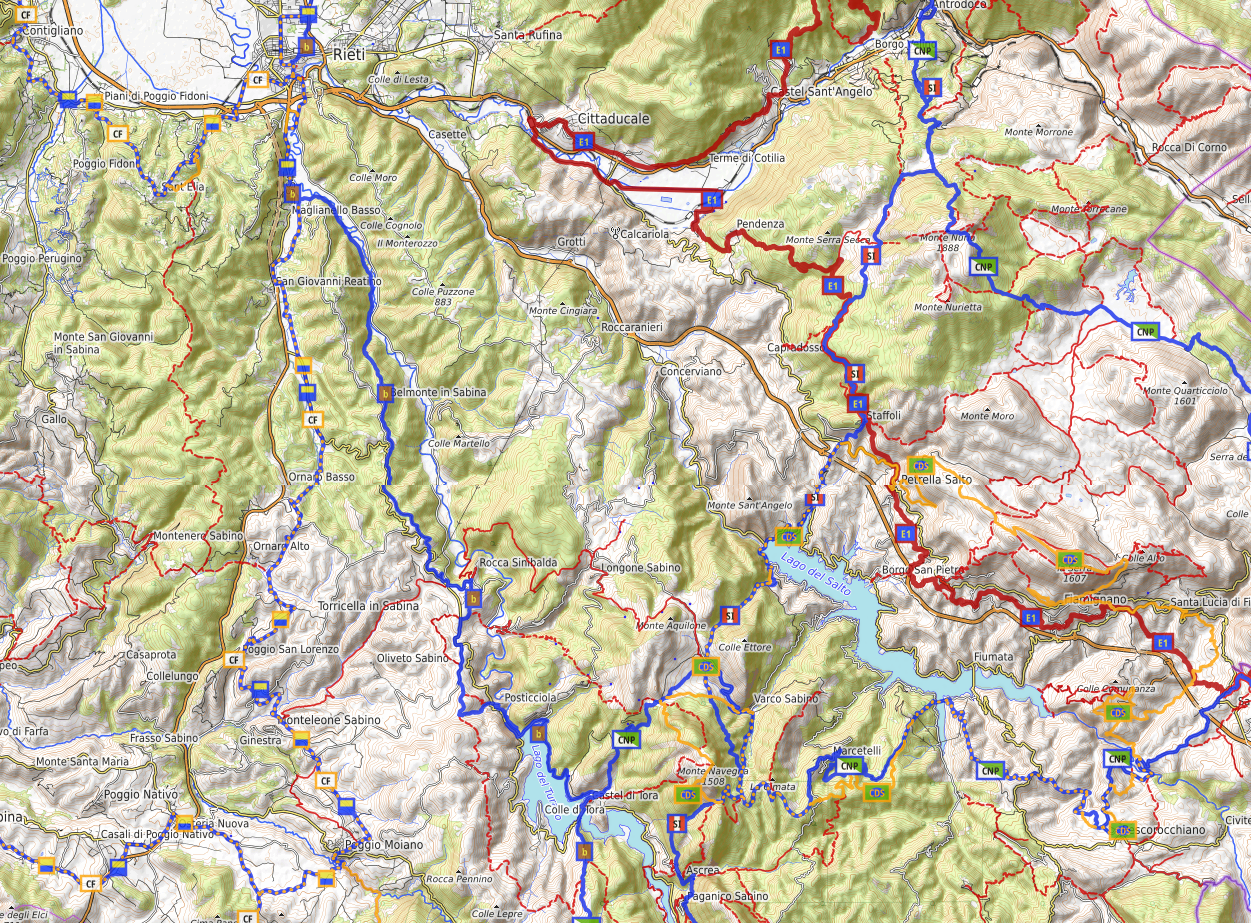
Il territorio dell'abbazia di San Salvatore Maggiore, tra i fiumi Salto e Turano, sul portale hiking.waymarkedtrails.org.

Le cause della mancata realizzazione finora di una rete sentieristica possono ascriversi, in definitiva, ad una mancata sensibilità, nel passato, degli abitanti dei castelli abbaziali:
- verso il patrimonio dei sentieri che permettevano gli spostamenti a piedi o a cavallo da un borgo all'altro. Con l'avvento dei trasporti privati e la realizzazione di nuove vie di comunicazione - cessata la necessità di percorrere a piedi o a cavallo gli antichi sentieri - è venuto meno, infatti, l'impegno - tranne rari casi - a curarne la manutenzione.[17]
- verso il patrimonio storico-culturale dei territori identificabile nell'abbazia di San Salvatore Maggiore e nella sua storia come identità comune di un vasto aggregato di castelli che, per secoli, sono stati parte integrante della Signoria di San Salvatore Maggiore.

La frammentazione del territorio abbaziale tra le varie entità amministrative è stata causa prima, negli scorsi decenni, della mancanza di una regia che guidasse i diversi attori, ovvero le diverse entità comunali sul cui territorio ricadevano i castelli abbaziali ed i loro sentieri, nella realizzazione di un progetto unico, comune e condiviso - di una certa portata - di cui potessero beneficiare tutti gli attori.

##### L'esperienza della COVID-19 e le nuove esigenze di fruizione del territorio
Negli ultimi anni lo sviluppo delle dinamiche della società moderna ha riportato alla ribalta l'importanza di un approccio diverso, più lento, alle relazioni dell'uomo con l'ambiente: l'esperienza della pandemia di COVID-19 ha posto in essere, anche nelle aree più remote del paese, la questione di permettere agli abitanti di poter usufruire in maniera più diretta del contatto con la natura che li circonda.
Nel caso dei territori abbaziali ci si è resi finalmente conto che un patrimonio inestimabile di cammini attraverso paesaggi ancora incontaminati, carichi del fascino e della suggestione della storia dell'abbazia di San Salvatore Maggiore, intatti nella natura, preservati dalla loro posizione nelle aree interne della provincia di Rieti, aspettava solo di essere reso disponibile agli abitanti dei borghi nel territorio dell'abbazia e a quanti - escursionisti o semplici turisti - si trovassero a visitare questi luoghi.

#### Territori coinvolti nel progetto
I territori coinvolti nel progetto sono quelli che hanno fatto parte, per secoli, dei domini dell'abbazia di San Salvatore Maggiore. Bisogna tener conto del fatto che, durante la sua lunga storia, il territorio dell'abbazia andò incontro ad espansioni e riduzioni della sua estensione. 

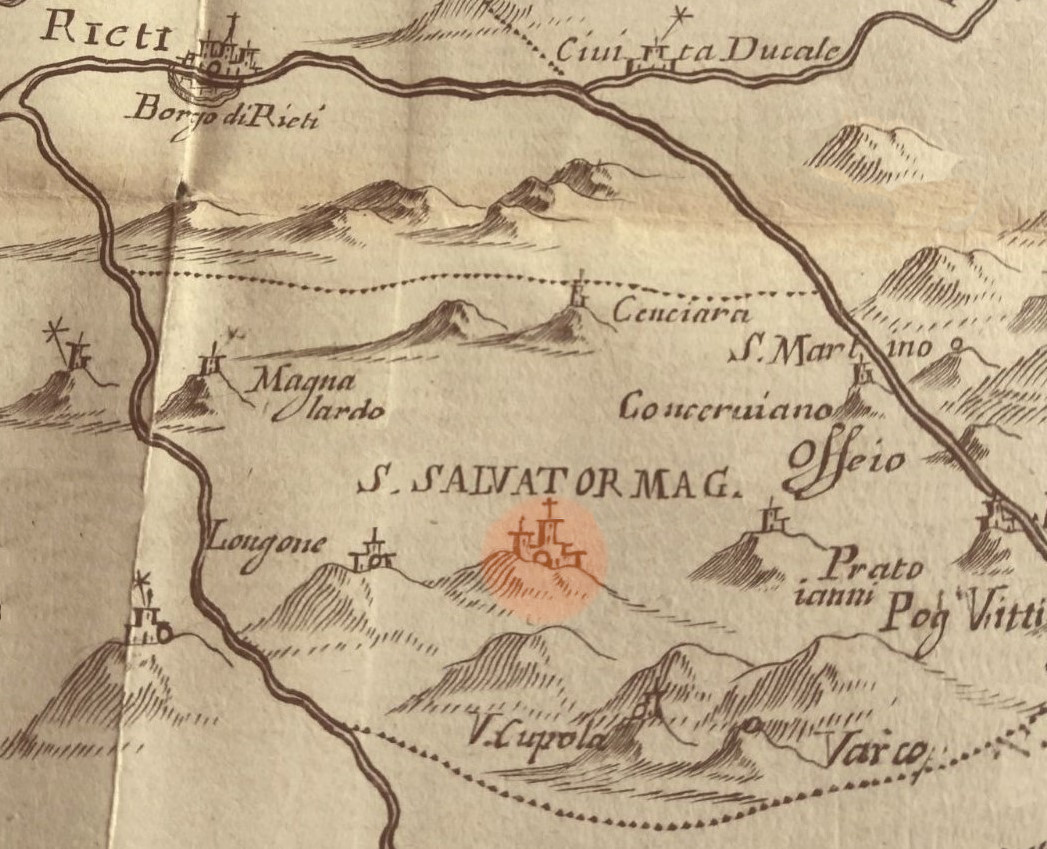
Il territorio della Signoria di San Salvatore Maggiore in una carta del Synodus del 1685.

Ci si è riferiti perciò - per delineare un'entità geografica a cui fare riferimento nel progetto della rete sentieristica - ad documento papale del 1191 in cui papa Celestino III prese l'abbazia di San Salvatore Maggiore sotto la sua protezione, ricordandone i confini che, come si legge nel documento, comprendevano il territorio: « [...] tra il Salto e il Turano [...] dal ruscello di Paganico [...] fino al Ponte di Rieti», lasciando intendere che, nel 1191, tutto il territorio tra i fiumi Salto e Turano, dal fosso di Paganico fino al ponte romano sul fiume Velino presso la chiesa di San Michele Arcangelo a Rieti, fosse nella proprietà dell'abbazia di San Salvatore Maggiore.
Questa porzioni di territorio comprendeva, allora come oggi, i castelli di: Cenciara, Porcigliano (Fassinoro), Roccaranieri, San Silvestro, Magnalardo, Vaccareccia, Concerviano, Pratoianni, Longone Sabino, Vallecupola, Rocca Vittiana, Poggio Vittiano e Varco Sabino. 
Tra il 1282 ed il 1308 l'abbazia perse, a vantaggio della città di Rieti, la porzione nord del suo territorio tra Porcigliano ed il Borgo di Rieti, guadagnando però, tra il 1191 ed 1308 dei territori ad ovest del Salto:
- i castelli di San Martino ed Offeio che rimarranno nel novero dei castelli abbaziali fino al XIX secolo,

- il castello di Capradosso - tra il XIV ed il XVI secolo - entrato nell'elenco dei castelli abbaziali a partire dal 1382 e ricordato - insieme agli altri castelli già citati - sul portale della chiesa abbaziale del 1506[21].

Il territorio rappresentato in mappa è quindi quello della signoria abbaziale tra il XIV ed XVI secolo cui si aggiungono i possedimenti dell'abbazia nel XII secolo - tra Porcigliano ed il borgo di Rieti - territori sottratti all'abbazia dal comune di Rieti nel XIII secolo e mai più restituiti all'abbazia nonostante le richieste - fatte nel tempo dagli abati di San Salvatore Maggiore ai pontefici - di ripristinare l'integrità dei possessi abbaziali.

#### Lo scopo del progetto
Il progetto della Rete Sentieristica dell'Abbazia di San Salvatore Maggiore o, più brevemente Rete Sentieristica Abbaziale (in acronimo RSA) si prefigge l'obiettivo di:
- ripristinare i sentieri che permettevano un tempo agli abitanti dei castelli di spostarsi all'interno del territorio dell'abbazia da un paese all'altro e di raggiungere, da ogni paese, l'abbazia ed i paesi circostanti in una fitta rete di collegamenti.
- offrire agli abitanti dei castelli - in qualsiasi amministrazione tra quelle del territorio abbaziale - la percezione di un'identità condivisa, lunga oltre dieci secoli, fatta di storia - reale e documentata benché oggigiorno generalmente dimenticata o addirittura sconosciuta - di tradizioni, di consuetudini, di usi e costumi, comuni a tutti gli abitanti dei castelli abbaziali.

#### La modalità di realizzazione: il coinvolgimento della popolazione locale
Affinché il progetto non sia una operazione avulsa dal contesto territoriale e sociale a cui si rivolge ovvero l'ennesimo cammino - magari ottimamente disegnato sulla carta da professionisti del settore per impulso, anche meritorio, di una amministrazione pubblica - del quale, però, dopo l'apposizione della segnaletica, nessuno cura più la manutenzione, si auspica la partecipazione:
- della popolazione locale.
- di volontari, entusiasti o semplici appassionati dell'escursionismo e delle passeggiate all'aperto provenienti da altre parti della provincia (se non addirittura della regione o dell'intero territorio nazionale), legati in qualche modo ai territori abbaziali per i più disparati motivi (affetti familiari, origine della propria famiglia nei territori abbaziali, fattori sentimentali di vicinanza ai luoghi o alle persone sul territorio etc.).
- di associazioni di volontariato che vogliano indirizzare i loro associati al sostegno del progetto.

Si ribadisce che il progetto è operato su base volontaria dagli abitanti dei paesi raggiunti dei sentieri che si prendono cura dei sentieri nel loro territorio insieme ai volontari dei paesi vicini.
Uniti dallo stesso progetto sotto una regia condivisa e uno scopo chiaro, univoco, i volontari si adoperano per: 
- la realizzazione di una rete di sentieri con una segnalazione omogenea, patrimonio comune con il fine di un uso continuato nel tempo.
- una manutenzione costante per permettere l'uso della rete di sentieri durante tutte le stagioni dell'anno.

#### Il ruolo delle istituzioni
Oltre al ruolo attivo della cittadinanza, per la riuscita del progetto, è auspicabile un interessamento delle amministrazioni comunali - sotto il cui territorio i castelli ed i loro sentieri si trovano - e la loro cooperazione reciproca e con i volontari e le associazioni di volontariato.

La natura del livello dell'interessamento o dell'aiuto, a livello economico o puramente organizzativo, che le amministrazioni vorranno prestare al progetto è lasciato alla volontà di ognuna delle amministrazioni. 

Concerviano
Longone Sabino
Petrella Salto
Rocca Sinibalda
Varco Sabino

La mediazione delle amministrazioni sarà di certo molto importante nel sensibilizzare gli abitanti dei castelli verso l'importanza della valorizzazione dei propri territori in generale e del progetto in particolare con lo scopo di indirizzare l'aiuto e l'assistenza delle varie comunità, ad ogni livello, ai volontari del progetto.
Il progetto nasce dalla volontà partecipativa degli abitanti dei territori: un interessamento delle istituzioni che si offrano di calare un progetto alternativo dall'alto rischierebbe di compromettere la percezione di un progetto degli abitanti per gli abitanti. Certo un aiuto delle istituzioni nelle fasi più onerose del progetto (ripristino dei sentieri e loro segnalazione, in particolare la fornitura del materiale per i supporti della segnaletica - pali e tavole) sarebbe un vantaggio innegabile allo sviluppo del progetto.
All'iniziativa delle amministrazioni è lasciato il compito - certo più oneroso e continuo nel tempo - della cura dei castelli e dei luoghi di interesse nei loro territori verso cui il progetto si prefigge di riportare l'attenzione degli escursionisti e di quanti, grazie anche alla rete sentieristica, dovessero trovarsi a visitare tali luoghi. 
Il ruolo delle amministrazioni comunali sarà centrale poi nella fase di promozione del progetto quando la rete sentieristica avrà, gradualmente, raggiunto un certo sviluppo. 

#### Le fasi del progetto
Nelle intenzioni del progetto la realizzazione della rete sentieristica si articola in quattro fasi:
1. mappatura dei sentieri.
2. ripristino della percorribilità dei sentieri.
3. segnalazione della rete sentieristica in maniera omogenea.
4. promozione della rete sentieristica e dell'identità storico-culturale dei territori abbaziali:
  - presso la popolazione dei castelli abbaziali.
  - all'esterno dei territori abbaziali.

##### 1. Mappatura dei sentieri

###### Ruolo di OpenStreetMap
Il lavoro di reperimento e contribuzione dei dati geografici del luoghi afferenti ai territori abbaziali è già iniziato a partire dal 2020: molti dei sentieri all'interno nel territorio abbaziale sono già presenti, insieme a molti altri dettagli geografici del territorio, sui dati delle mappe del progetto collaborativo OpenStreetMap (al sito openstreetmap.org), per brevità OSM, collezionati dall'azione di volontari che si sono avvalsi, nella raccolta delle informazioni, di dati provenienti da: 
- conoscenza diretta dei luoghi.
- immagini satellitari (Bing Satellite sul sito di Bing maps[30]).
- ortofoto (dal Geoportale Nazionale sul sito del Ministero dell'ambiente e della sicurezza energetica).
- cartografia catastale (dai dati del Geoportale Cartografico Catastale sul sito dell'Agenzia delle Entrate), tramite il sito geomappe.org che permette la sovrapposizione dei dati catastali a sfondo satellitare o cartografico.
- carte regionali (CTRN - Carta Tecnica Regionale del Lazio[31]sul sito del Geoportale della Regione Lazio).

###### Cartografia storica
Nella sviluppo del progetto della rete sentieristica, trattandosi - in parte - di ricostruire informazioni sul passato, sono valsi anche i dati provenienti dalla cartografia storica. In particolare:
- Tavola della provincia di Sabina di Giulio Cesare Cigni (1743)[32].
- Tavola La Sabina da Lo Stato Pontificio diviso per Provincie di Bernardino Olivieri (1802)[33].
- Tavola no.63 della Carte générale du Théâtre de la Guerre en Italie[34] di Louis Albert Guislain Bacler d'Albe (1802)[35].

- Tavola no.3 (foglio Rieti-L'Aquila)[36] dell'Atlante Rizzi Zannoni del Regno di Napoli (1788-1808)[37], edizione del 1808[38][39]e del 1820[40][41].
- Carta Corografico dimostrativa della Sabina antica e moderna di Ludovico Prosseda (1827)[42][43].[44]
- Catasto Gregoriano dello Stato Pontificio di Gaetano Spinetti (1834):
  - foglio relativo al territorio di Roccaranieri[45].
- Foglio 3 dalla Carta corografica dello Stato Pontificio: indicante le Dogane, i Posti armati dalla Truppa di Finanza, le strade doganali, la fascia bimiliare di divieto e le Dogane estere che corrispondono alle Pontificie di Gaetano Spinetti (1838)[46].

- Carta della Delegazione di Rieti dall'Atlante Geografico dell'Italia - Stato Pontificio dell'editore Vallardi (1840)[47].
- Carta del Circondario di Rieti dall'Atlante Geografico del Regno d'Italia - Provincia dell'Umbria dell'editore Vallardi (1860)[48].
- Foglio no.2[49] della Nuova Carta topografica della Compagna di Roma antica e moderna dall'Atlante Geografico dell'Italia dell'editore Vallardi (1870).

- Cartografia dell'Impero Austro-Ungarico[50]:
  - Mappa del Regno delle Due Sicilie (1821-1826)[51].
  - Mappa dello Stato Pontificio e del Granducato di Toscana (1841-1843)[52].
  - Mappa delle province meridionali del Regno d'Italia (1862-1876)[53].
  - Mappa composita dell'Europa nel XIX secolo[54][55].
- Cartografia dell'Istituto Geografico Militare:
  - tavole della Carta Topografica dell’Italia alla scala 1:50.000 nelle edizioni del 1876-93[56] con curve di livello a 10m[57]:
    - foglio 138 - Rieti (ed.1893) - porzione Nord del territorio della RSA.
    - foglio 139 - Antrodoco (ed.1884) - porzione Est del centro del territorio della RSA.
    - foglio 144 - Fara in Sabina (ed.1879) - porzione Ovest del centro del territorio della RSA.
    - foglio 145 - Fiamignano (ed.1883) - porzione Sud del territorio della RSA.

  - Cartografia di base IGM alla scala 1:25.000 - Regioni zona WGS84-UTM33[58][59](1954).
- Carta della Piana di Rieti e Sabina Nord del Touring Club Italiano dell'editore Vallardi[60] (1924).

Cartografia storica: tavole complete
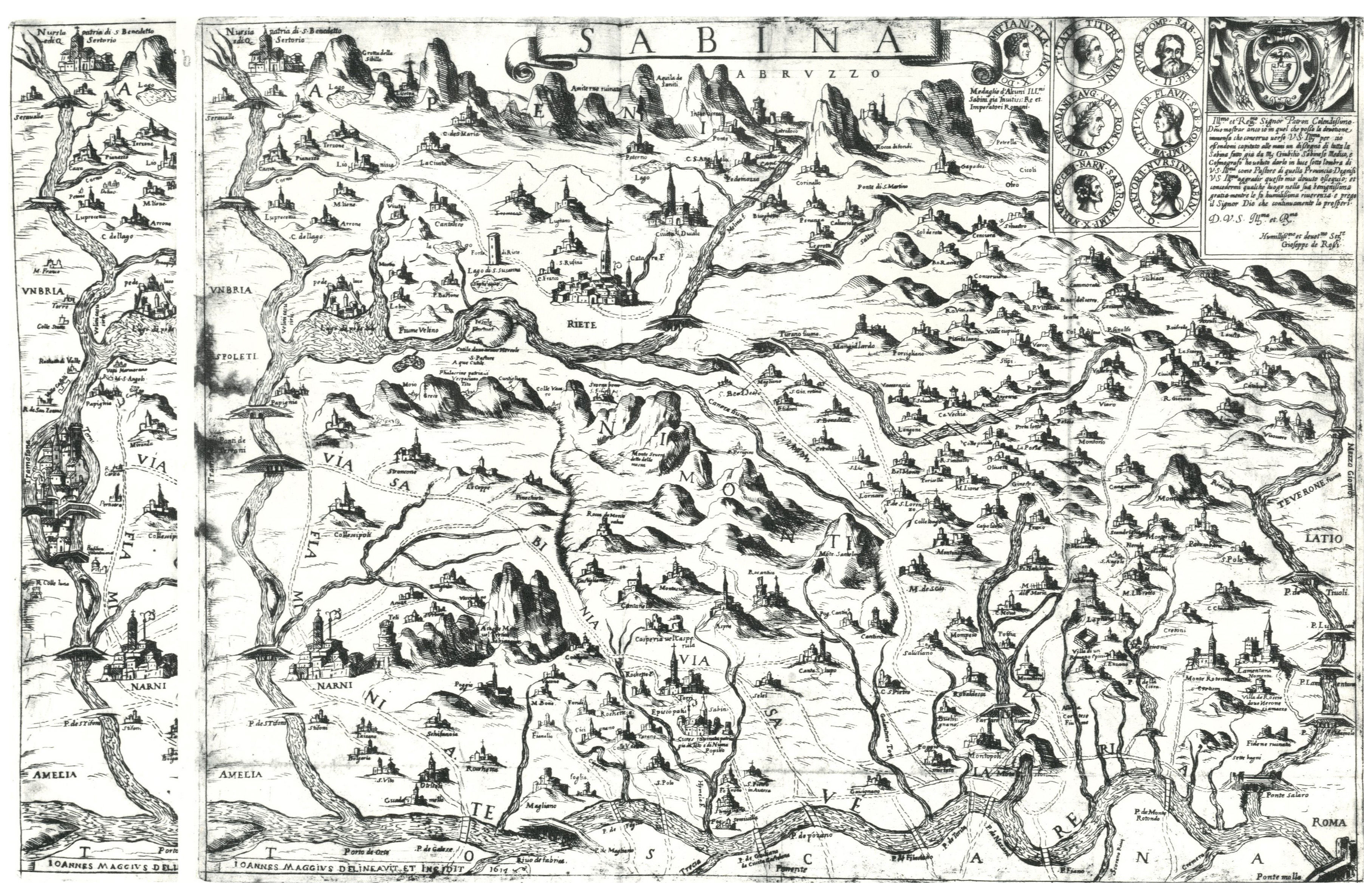
Maggi (1617)
Rizzi Zannoni (1808)
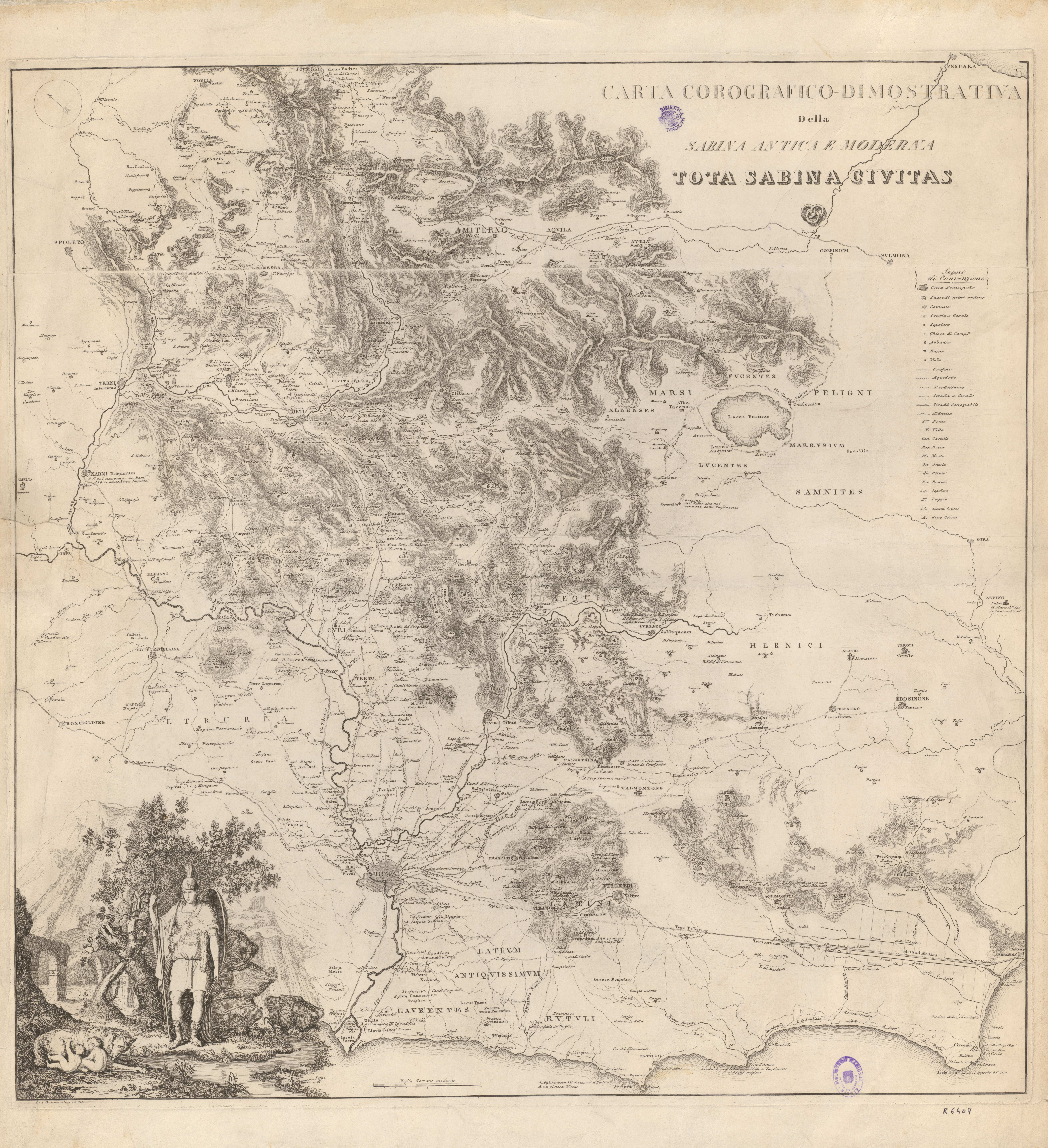
Prosseda (1827)
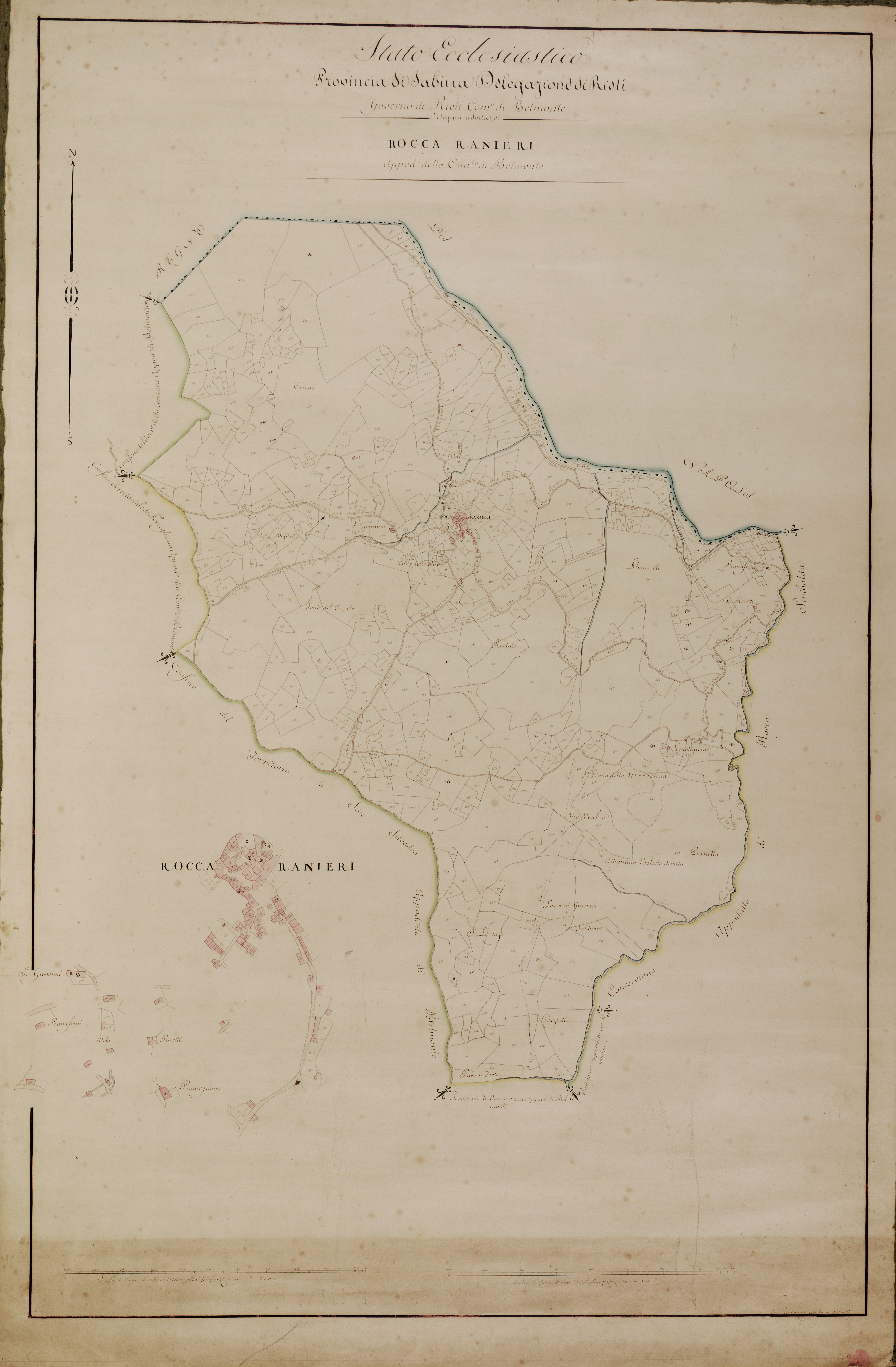
Spinetti (1834)
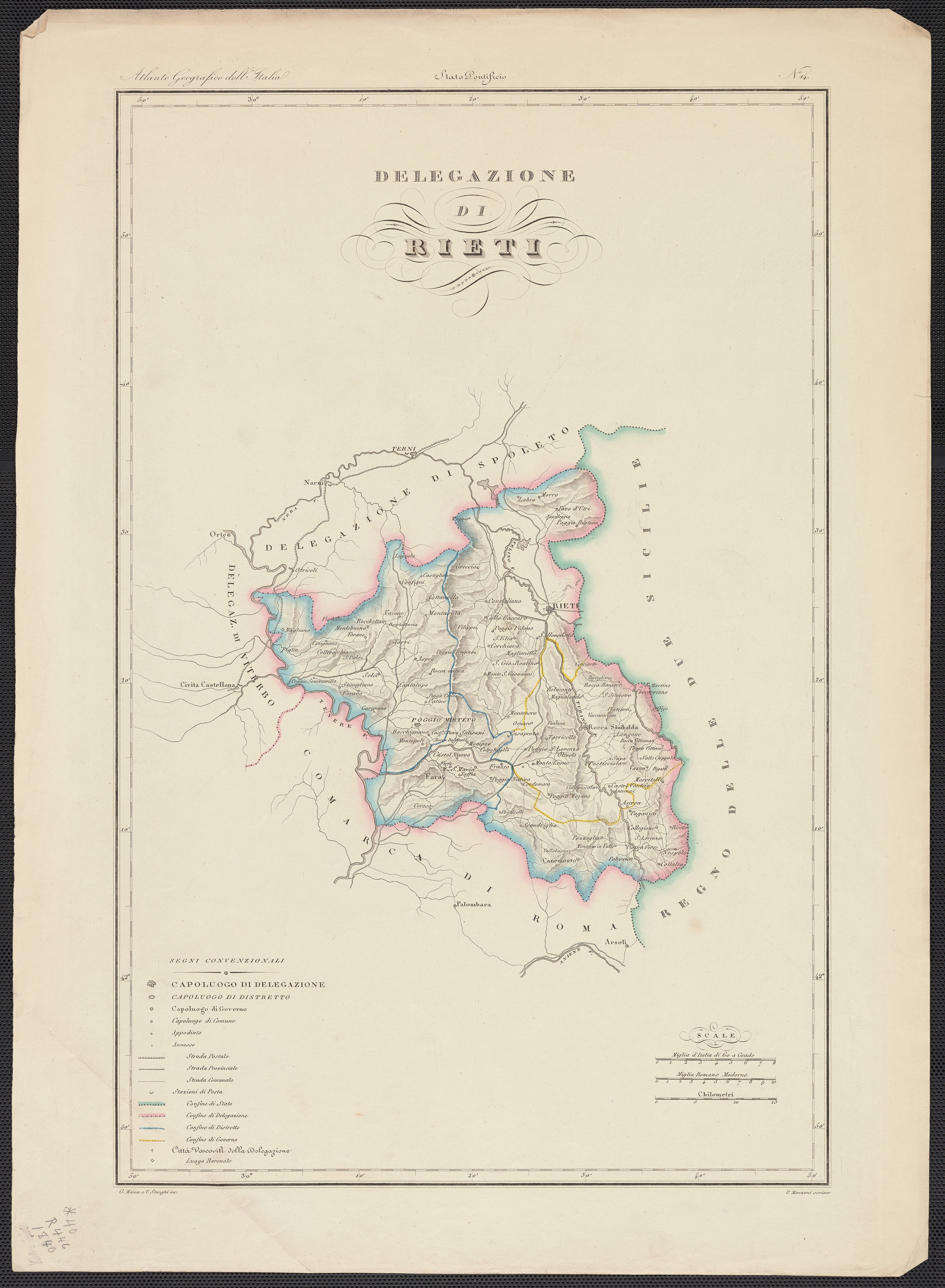
Manzoni (1840)
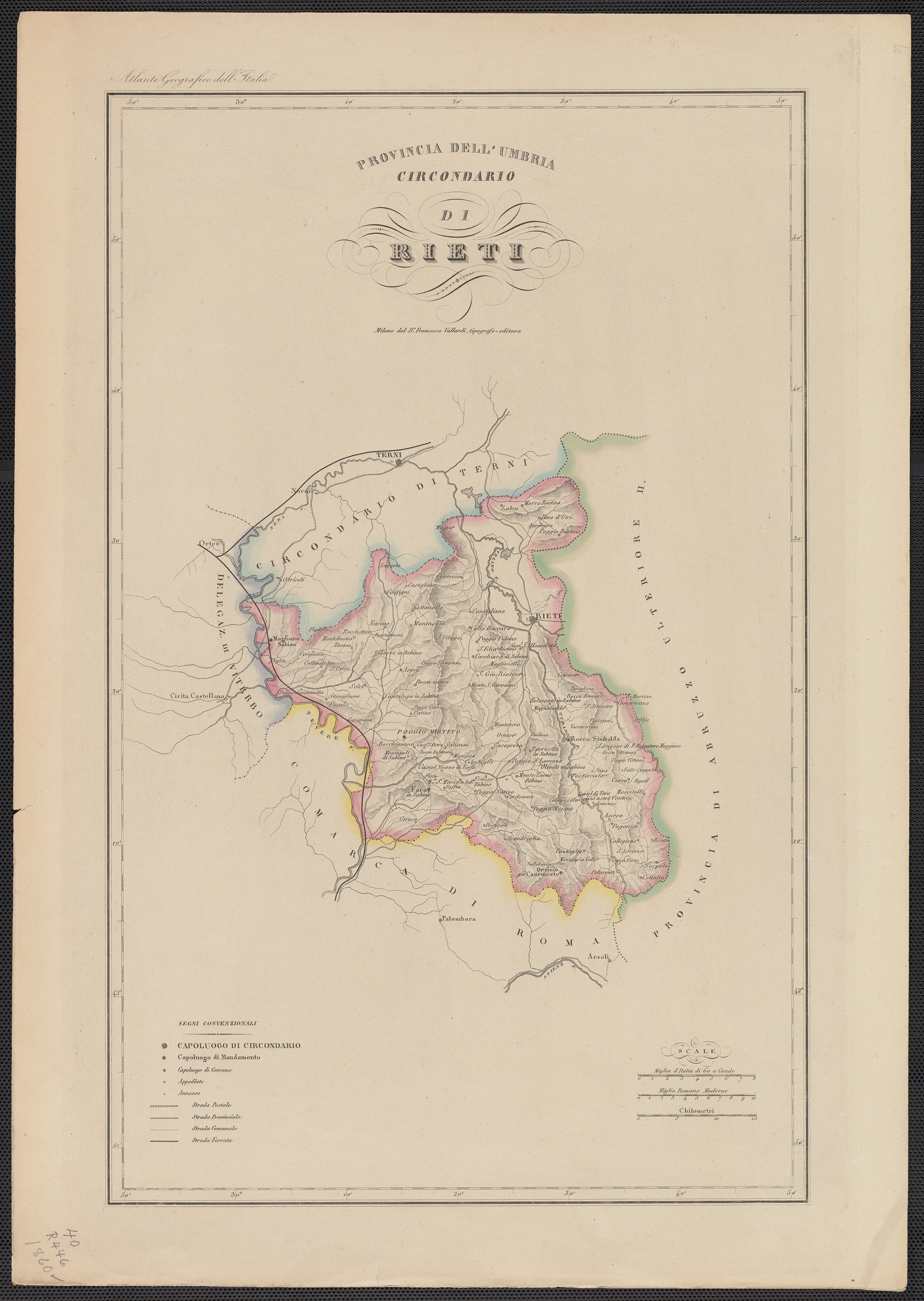
Manzoni (1860)
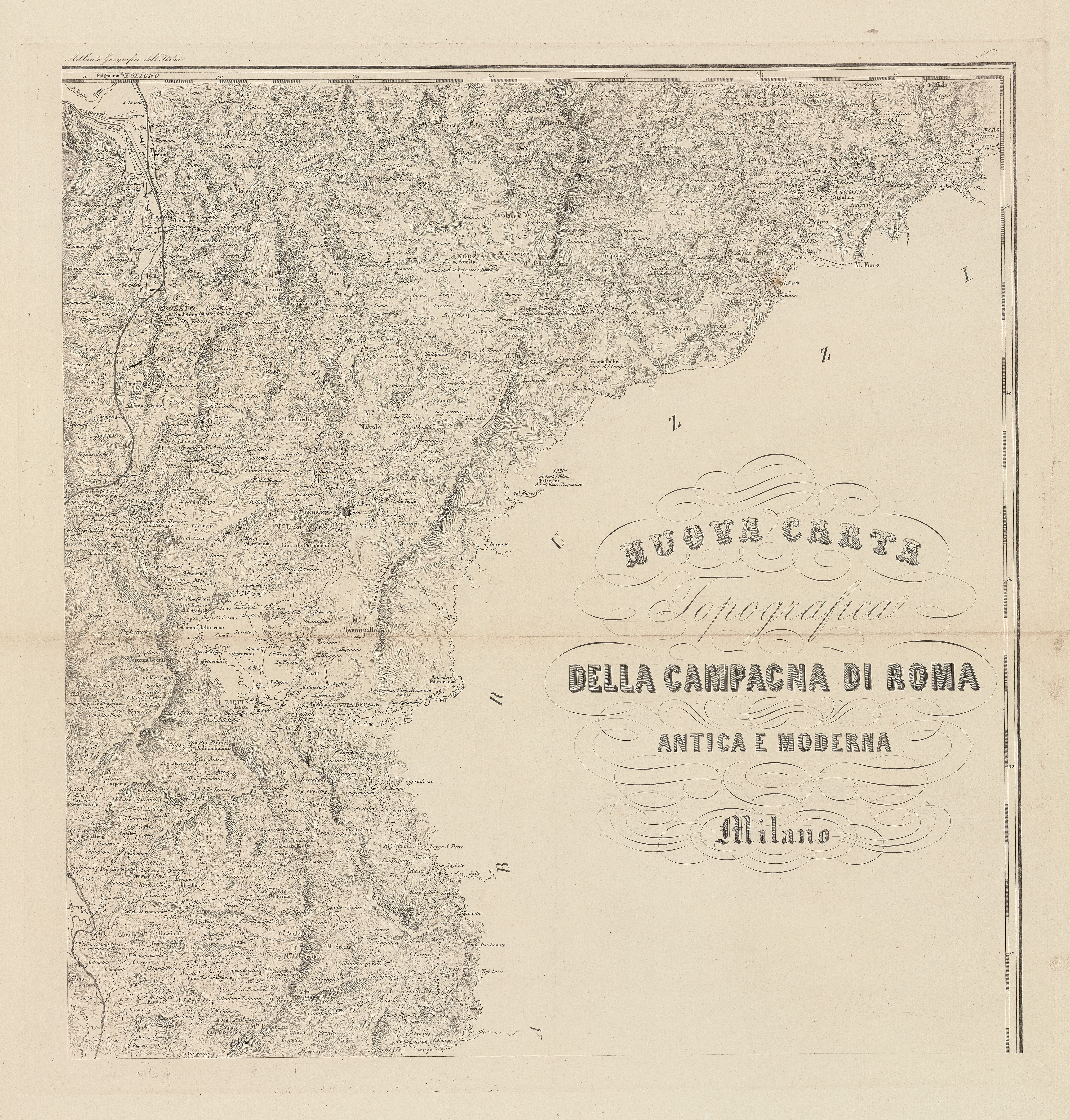
Vallardi (1870)

Cartografia storica: particolari delle tavole
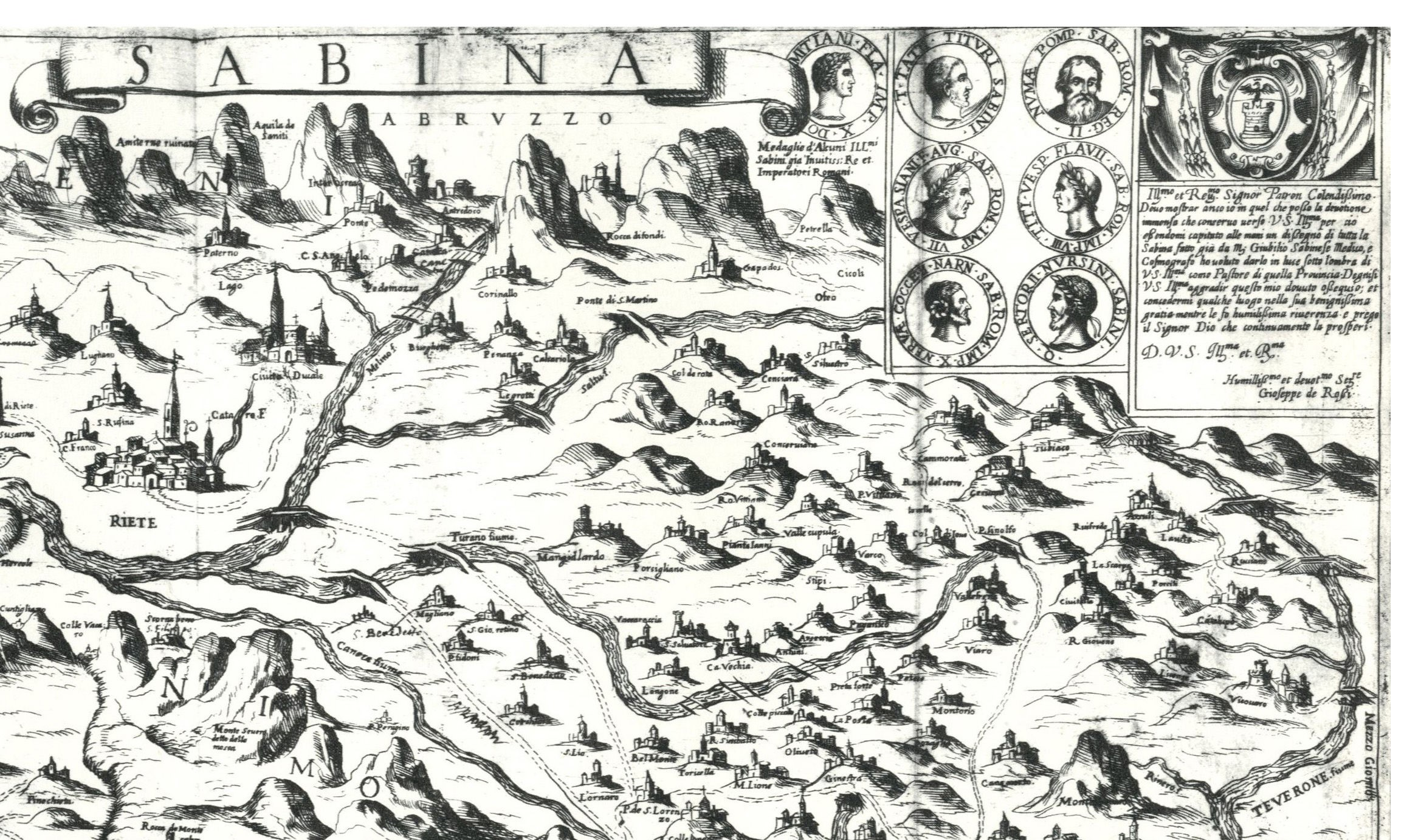
Maggi (1617)
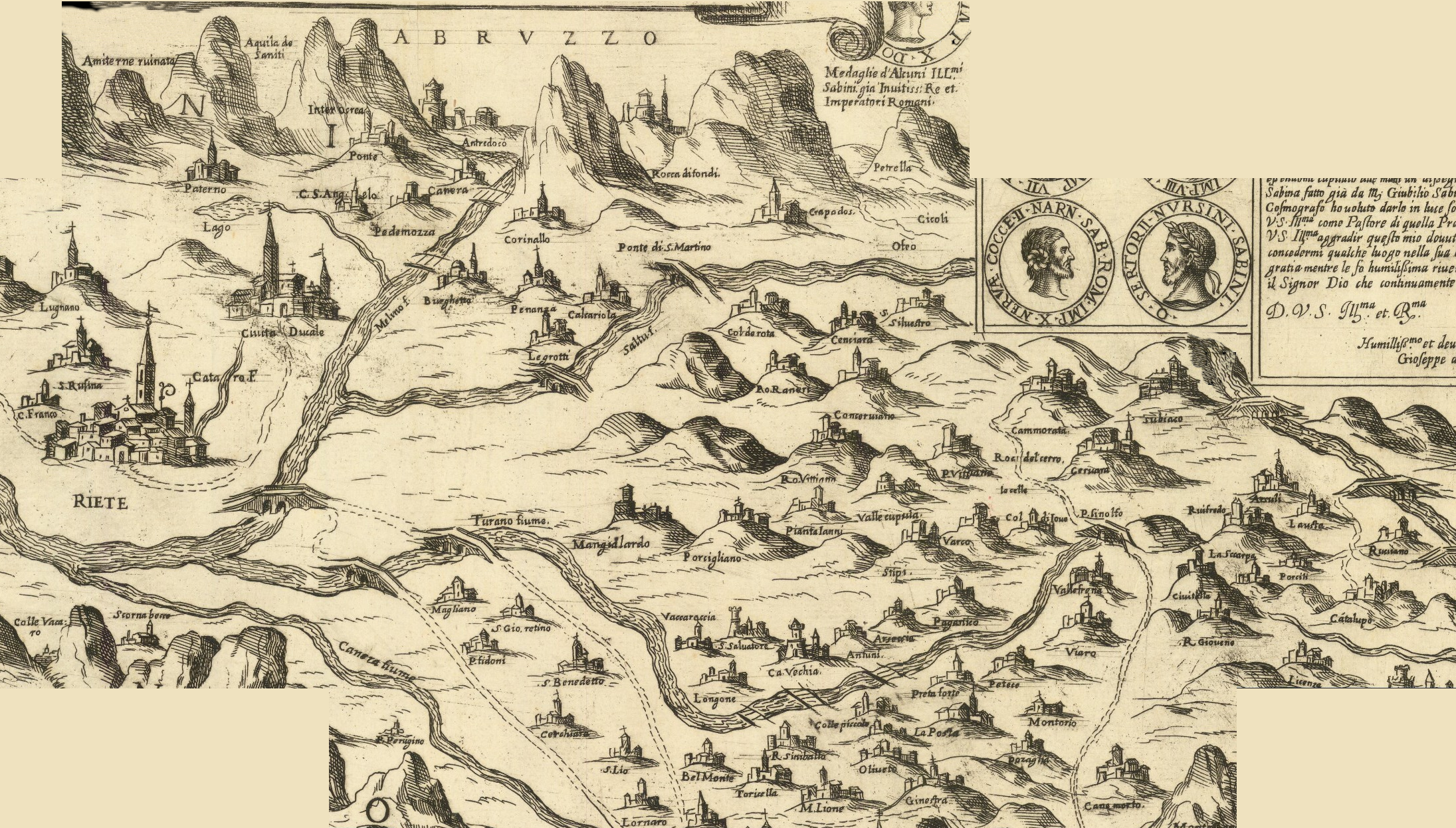
Maggi (1617)
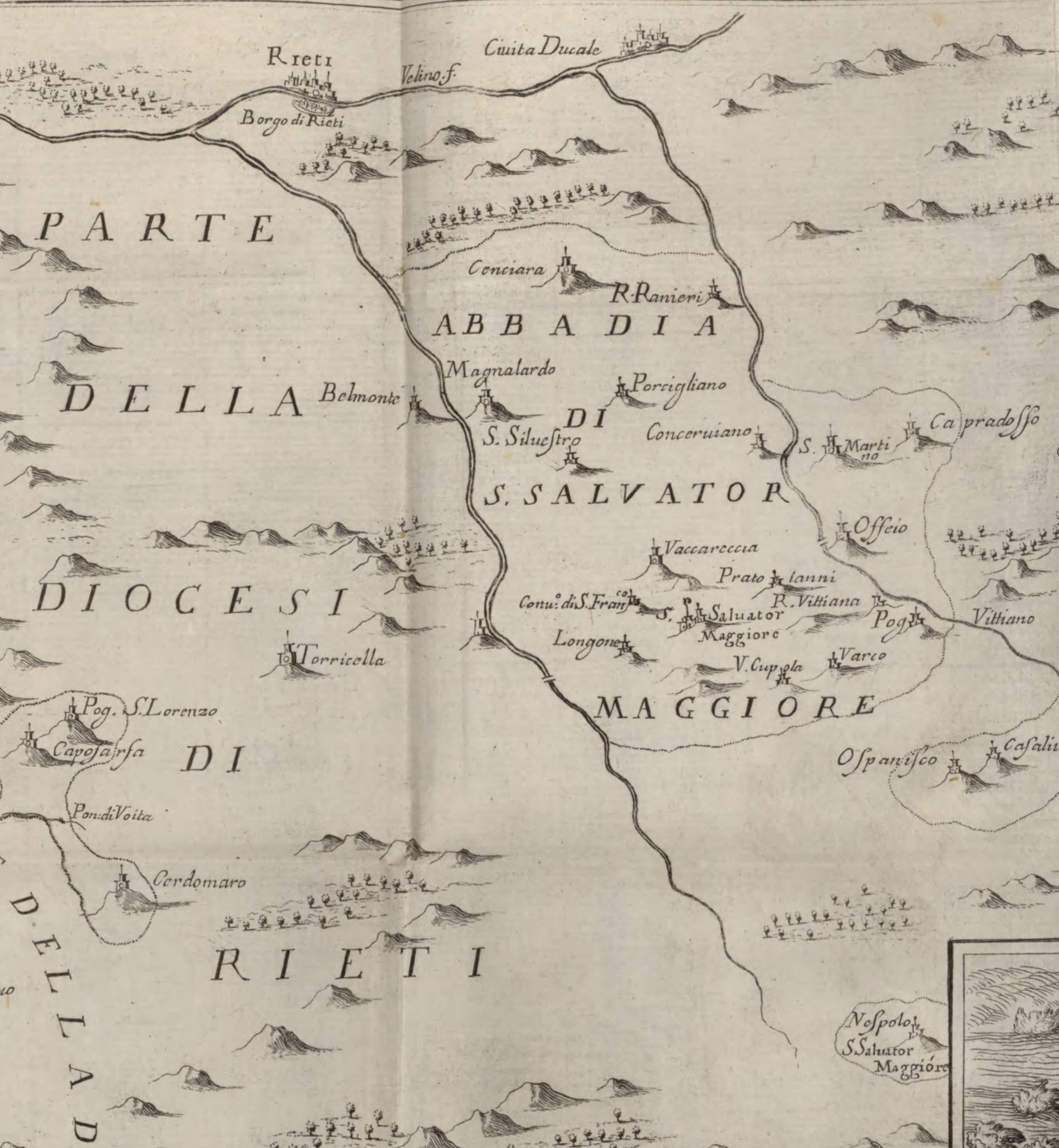
Bufalini (1686)
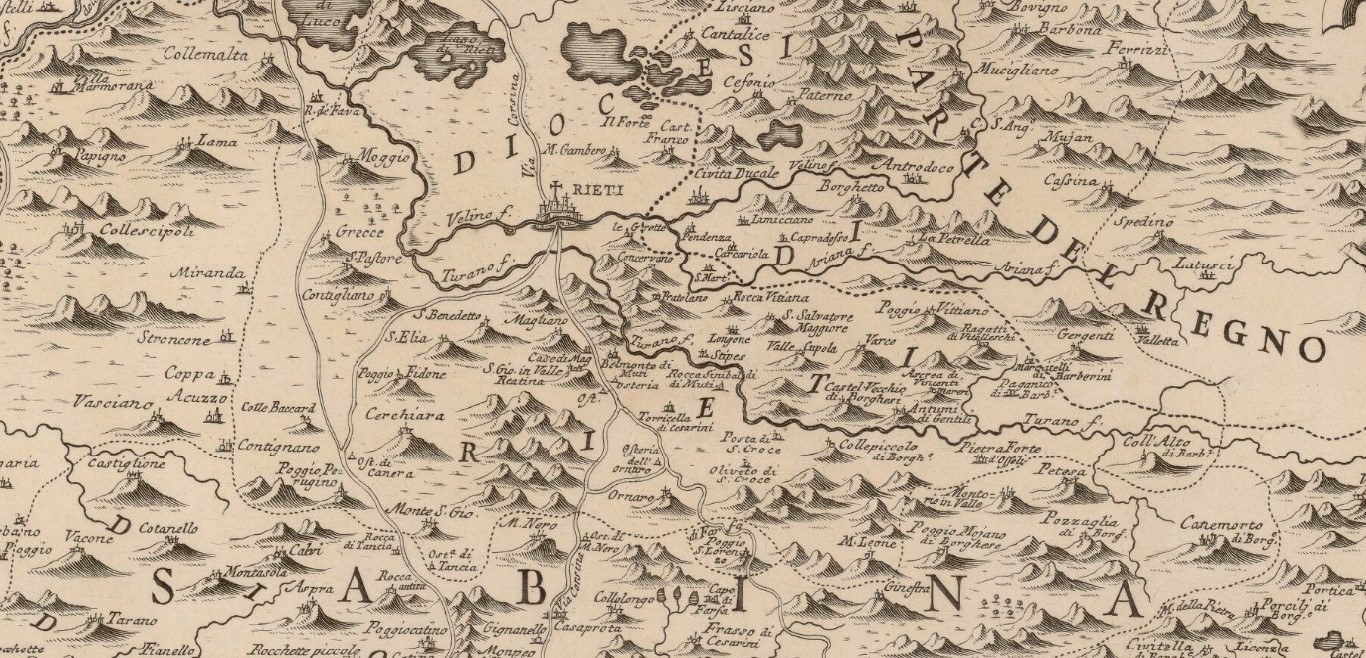
Cigni (1743)
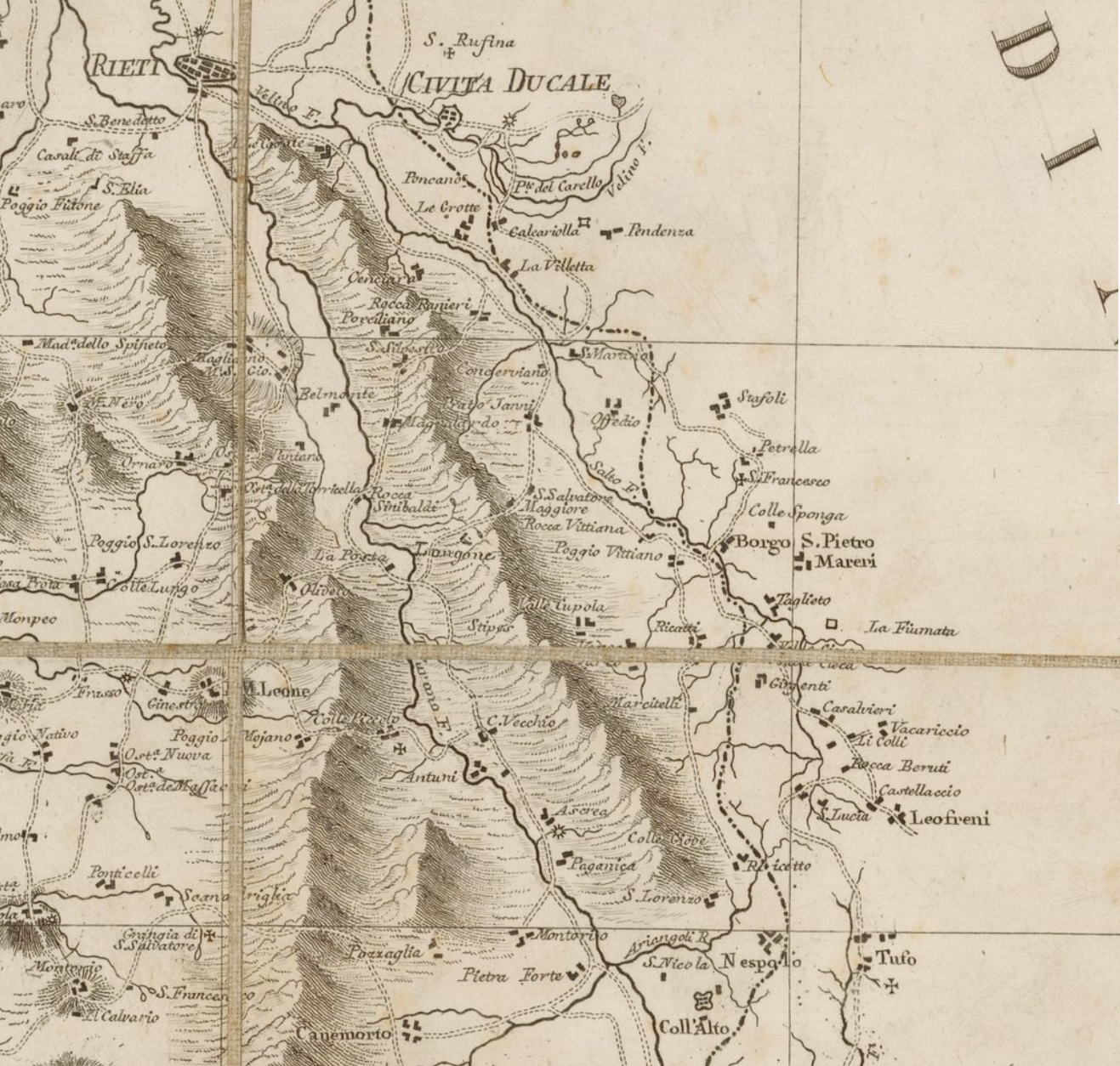
Olivieri (1802)
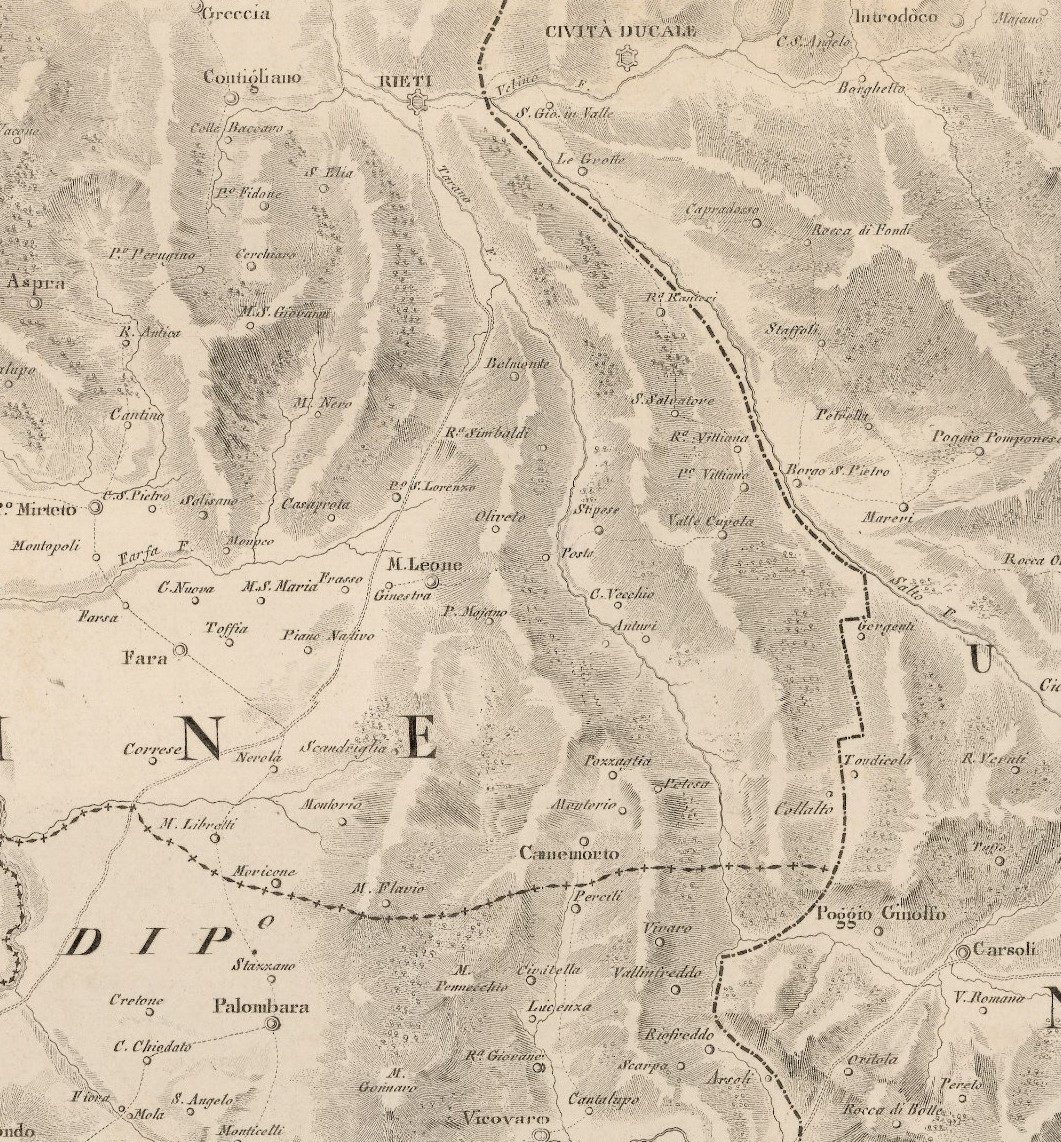
Bacler d'Albe (1802)
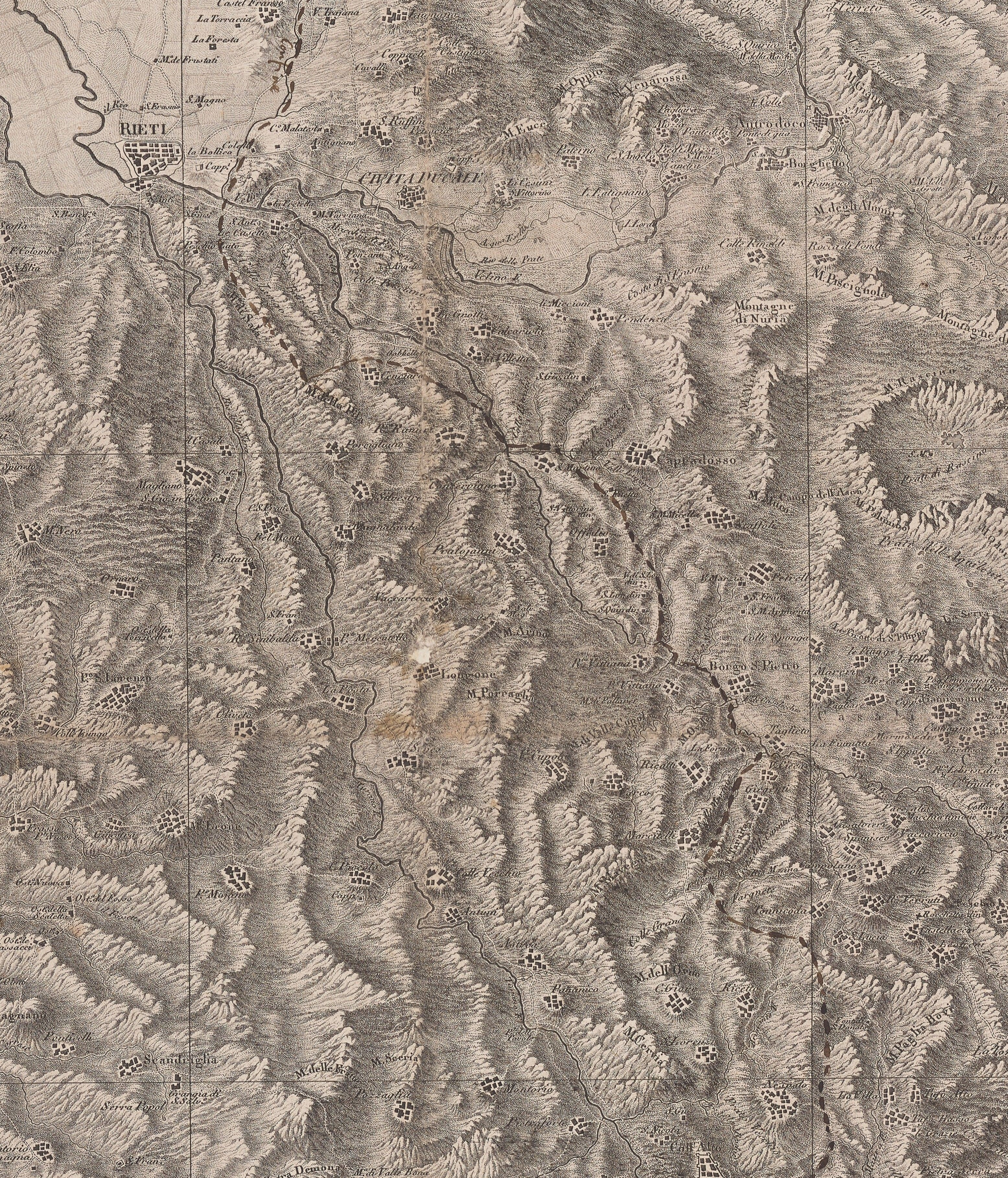
Rizzi Zannoni (1808)
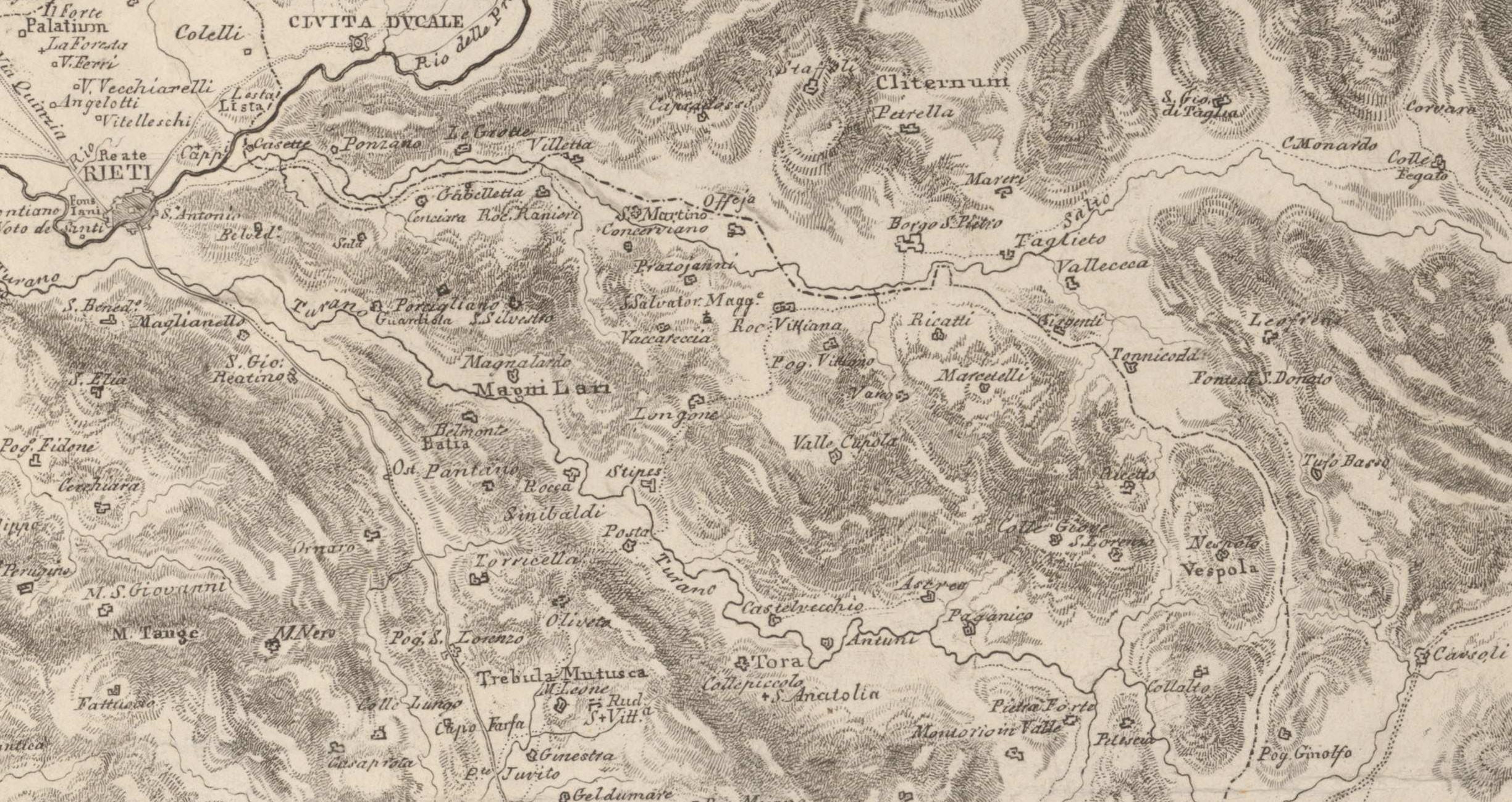
Prosseda (1827)
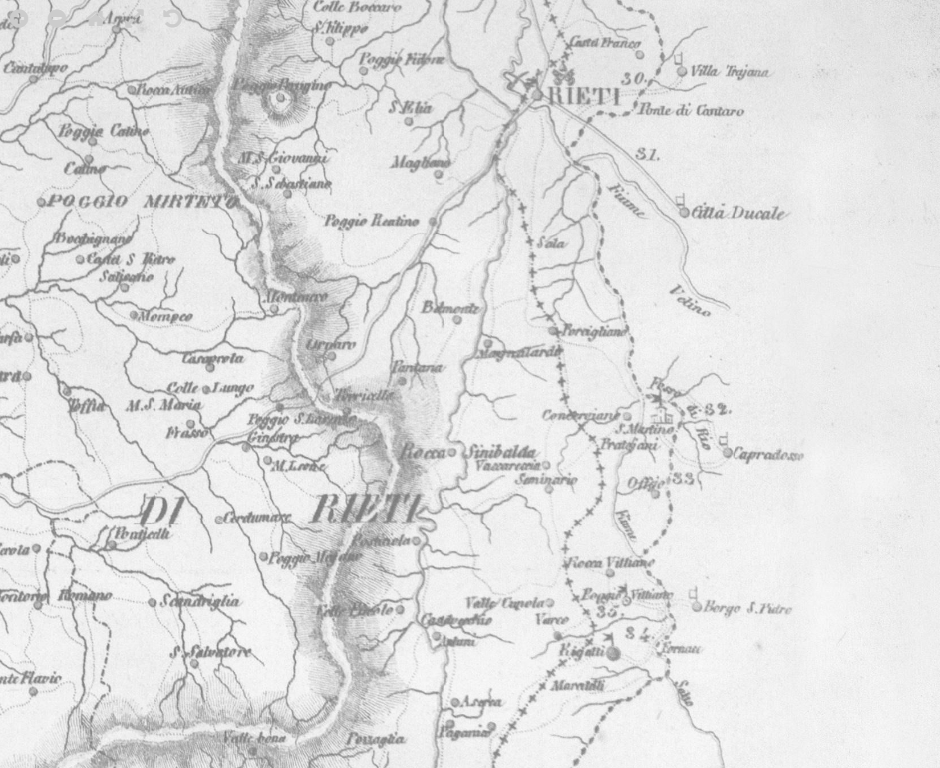
Spinetti (1838)
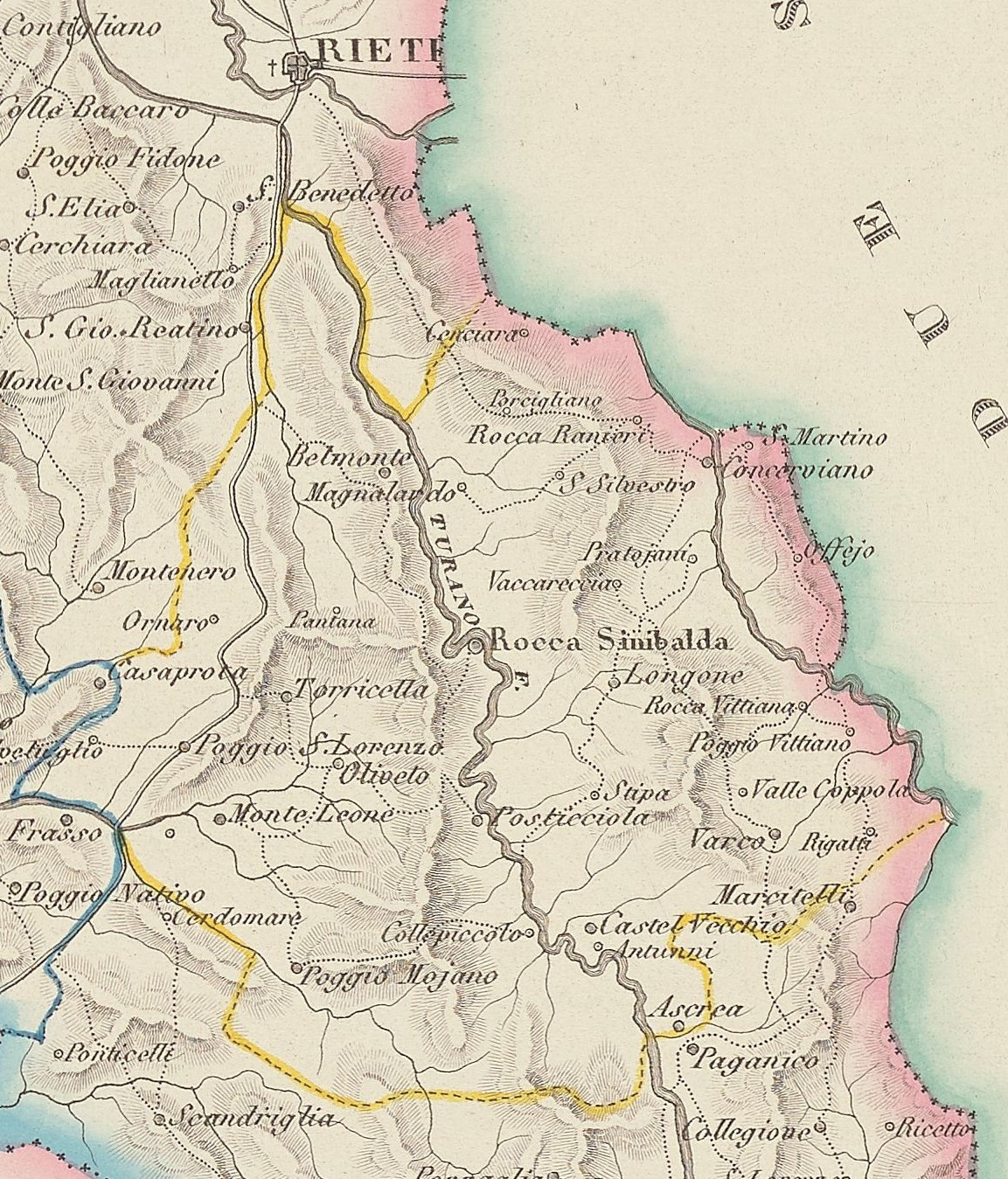
Vallardi (1840)
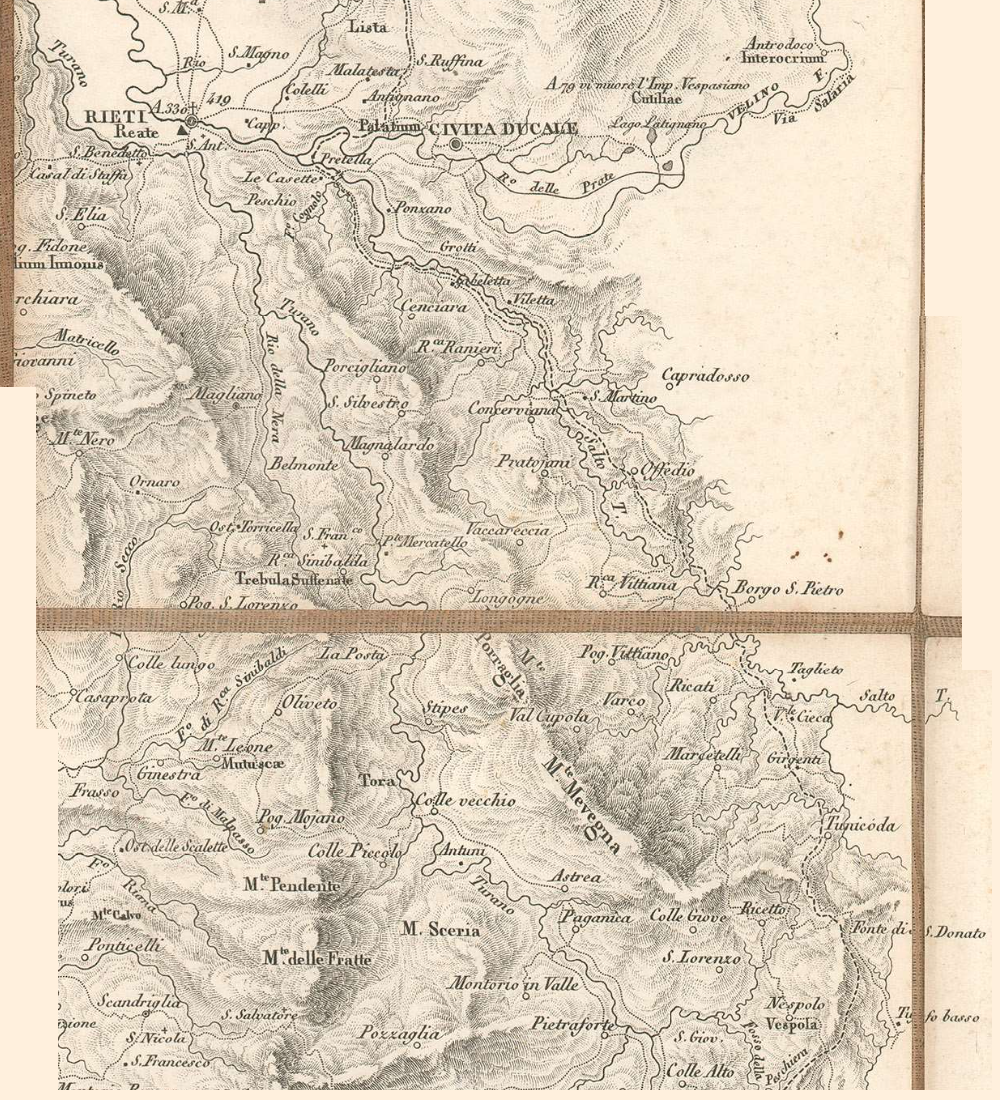
Vallardi (1870)

###### Dati OpenStreetMaps su altri portali cartografici
I dati delle mappe di OSM sono consultabili - gratuitamente - non solo sul sito di OpenStreetMap ma su tutti i portali cartografici che attingono ai dati geografici open source di OpenStreetMap. Alcuni tra i più noti (già centrati sui territori della RSA): 
- opentopomap.org.
- freemap.sk
- en.mapy.cz
- it.wikiloc.com.
- outdorractive.com

Ogni portale cartografico riporta, dei dati immessi dai volontari, i dettagli che ritiene più utili per la propria platea di utenti usando una veste grafica (rendering) diversa per ciascun tipo di esigenza a cui si rivolge (escursionisti, ciclisti, amanti del geocaching, etc.).

###### Ruolo degli smartphones e delle applicazioni per l'escursionismo
Così come i portali cartografici sono molte le applicazioni per l'escursionismo e lo sport all'aperto - libere o a pagamento - sui sistemi operativi Android o iOS che equipaggiano gli smartphones. Alcune tra le molte:
- mapy.cz.
- oruxmaps.
- Locus Map.
- OSMand.
- wikiloc.
- Komoot .
- Strava.

Anche queste applicazioni si avvalgono in larga parte dei dati offerti da OpenStreetMap per i loro servizi; ciascuna applicazione fornisce l'accesso al rendering delle mappe di uno o più portali tra quelli che usano i dati di OSM per le loro elaborazioni.
Tramite lo smartphone ed il sensore GPS al suo interno - che permette la geolocalizzazione del dispositivo - con una delle applicazioni che fanno uso dei dati di OSM, gli escursionisti hanno a disposizione - in maniera libera e gratuita - mappe digitali con le quali esplorare il territorio potendo contare, in ogni momento, sull'identificazione della loro posizione con un ragionevole grado di incertezza.

###### Servizi di route planning
La digitalizzazione dei dati geografici seguita alla mappatura dei sentieri e il successivo contributo dei dati su OpenStreetMap effettuato negli anni passati, rende possibile - per gli escursionisti della RSA - programmare il loro itinerario all'interno della Rete Sentieristica Abbaziale servendosi dei portali di configurazione di percorso (route planning) come:
- openrouteservice.org
- brouter.de

Tramite questi portali è possibile ottenere per il percorso configurato: 
- una stima piuttosto precisa della distanza da percorrere.
- una planimetria.
- un'altimetria.
- una descrizione del fondo stradale da affrontare (se riportato nei dati immessi dai volontari su OpenStreetMap).
- una traccia in formato gpx da scaricare sui propri dispositivi[61].

Alcune delle applicazioni per l'escursionismo su smartphone (es. OSMand, Mapy.cz) ed alcuni tra i portali cartografici (es. freemap.sk) integrano un algoritmo di route planning che offre la stessa funzionalità dei portali prima ricordati.

###### Articoli Wikipedia georeferenziati
Alcuni degli articoli presenti sull'enciclopedia Wikipedia sono georeferenziati permettendo ai portali cartografici - così come alle applicazioni per escursionismo su smartphone - di segnalare sulle mappe la presenza o meno, nel territorio che si sta esplorando, di luoghi o attrazioni per cui siano presenti articoli dell'enciclopedia.
Sui portali cartografici presentano gli articoli Wikipedia:
- NearbyWiki.org.
- freemap.sk[63].

Tra le applicazioni:
- OSMand.
- Wikipedia[64].

###### Magna Charta Itinerum Abbatiae Sancti Salvatoris Maioris apud Reate
La visione del progetto della Rete Sentieritica Abbaziale (RSA), centrato sul recupero e la valorizzazione dei sentieri che permettevano il collegamento tra i castelli dell'abbazia, è riassunta dalla Magna Charta Itinerum Abbatiae Sancti Salvatoris Maioris apud Reate (in breve Magna Charta Abbatiae).

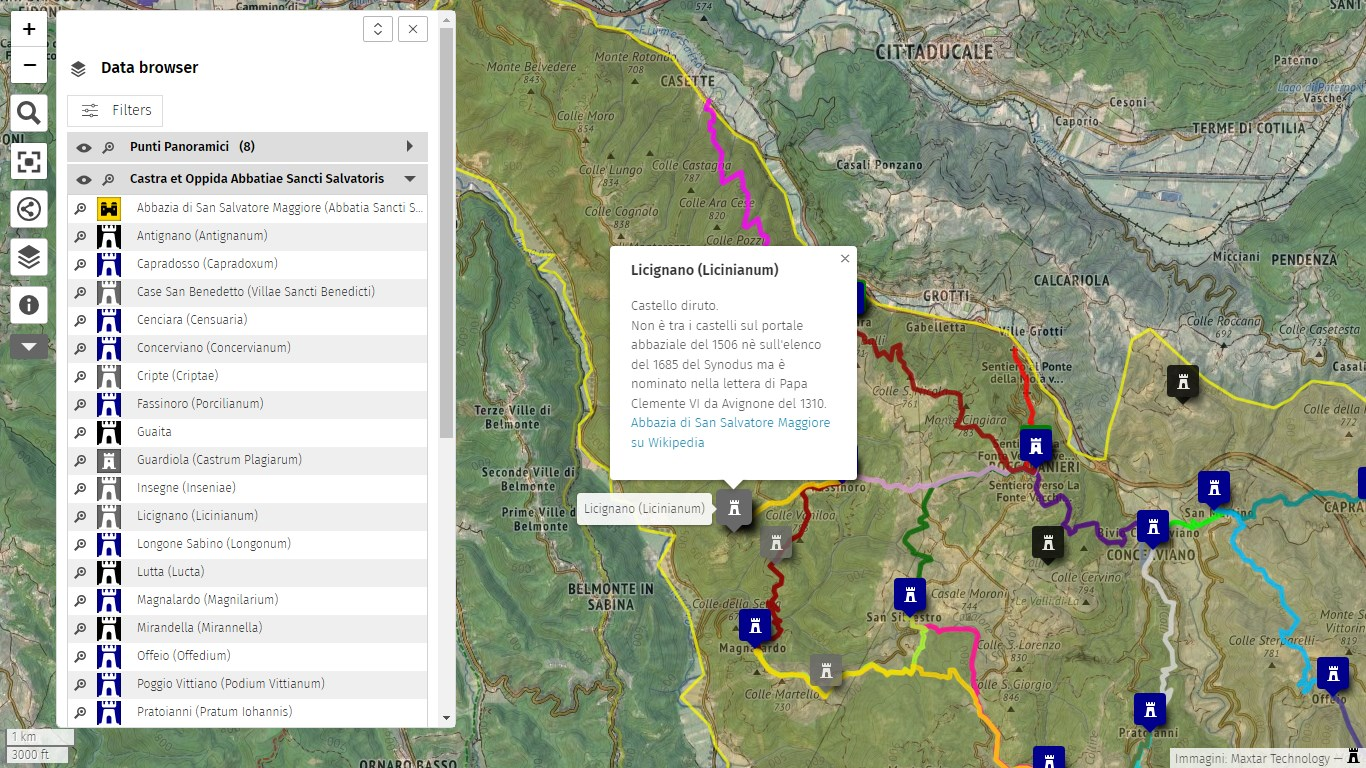
Esplorazione del territorio abbaziale tramite la Magna Charta Itinerum della Rete Sentieristica Abbaziale: l'abitato diruto di Licignano (Licinianum).

La Magna Charta è una mappa multilayer - composta da informazioni su diversi aspetti del territorio organizzati su diversi layers (cioè strati ovvero fogli di informazioni) - ospitata da uMap, servizio di visualizzazione ed editing da dati GIS basato su codice opensource. 
Nel dettaglio tra i vari layers (attivabili/disattivabili a piacere) sulla mappa, sono presenti: 
- layers per il pubblico:
  - Castelli dell'Abbazia di San Salvatore Maggiore.
  - Rete Sentieristica dell'Abbazia di San Salvatore Maggiore.
  - Territorio dell'Abbazia di San Salvatore Maggiore.
  - Attrazioni e luoghi d'interesse.
  - Punti panoramici.

- layers di servizio per i volontari e le amministrazioni:
  - Segnaletica.
  - Comuni Regione Lazio.

La mappa può essere consultata online tramite i browsers di computers o smartphones e offre la possibilità di reperire informazioni sugli elementi di ogni layer per cui sono state rese disponibili informazioni (immagini, testo, o link a siti web o articoli di Wikipedia).
In particolare tra i layers per il pubblico il layer «Castelli dell'Abbazia di San Salvatore Maggiore», su cui è evidenziata l'ubicazione dei castelli, permette di cliccare su ognuno dei castelli per vederne una foto che lo identifica e trovare il link alla pagina Wikipedia (qualora presente) che ne descrive le particolarità. Sul medesimo layer è presentata la posizione dell'abbazia di San Salvatore Maggiore in relazione ai suoi castelli. Stessa cosa per il layer «Attrazioni e Luoghi d' interesse» e quello «Punti panoramici». Il layer «Rete Sentieristica dell'Abbazia di San Salvatore Maggiore» relativo ai sentieri permette di visualizzare, per ogni sentiero, informazioni circa il suo stato di percorribilità e il suo ruolo all'interno del progetto.

Attrazioni lungo i sentieri della Rete Sentieristica Abbaziale
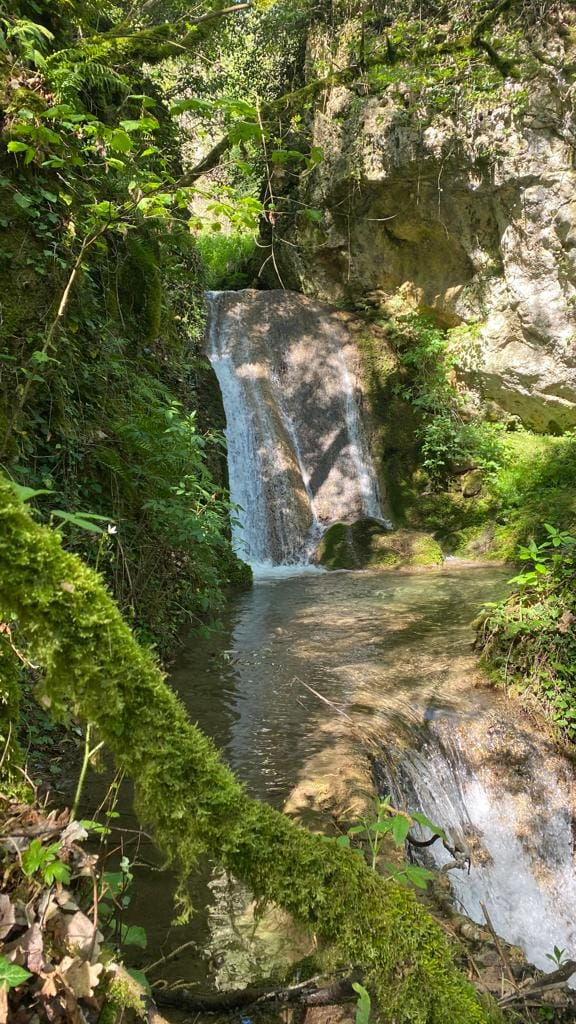
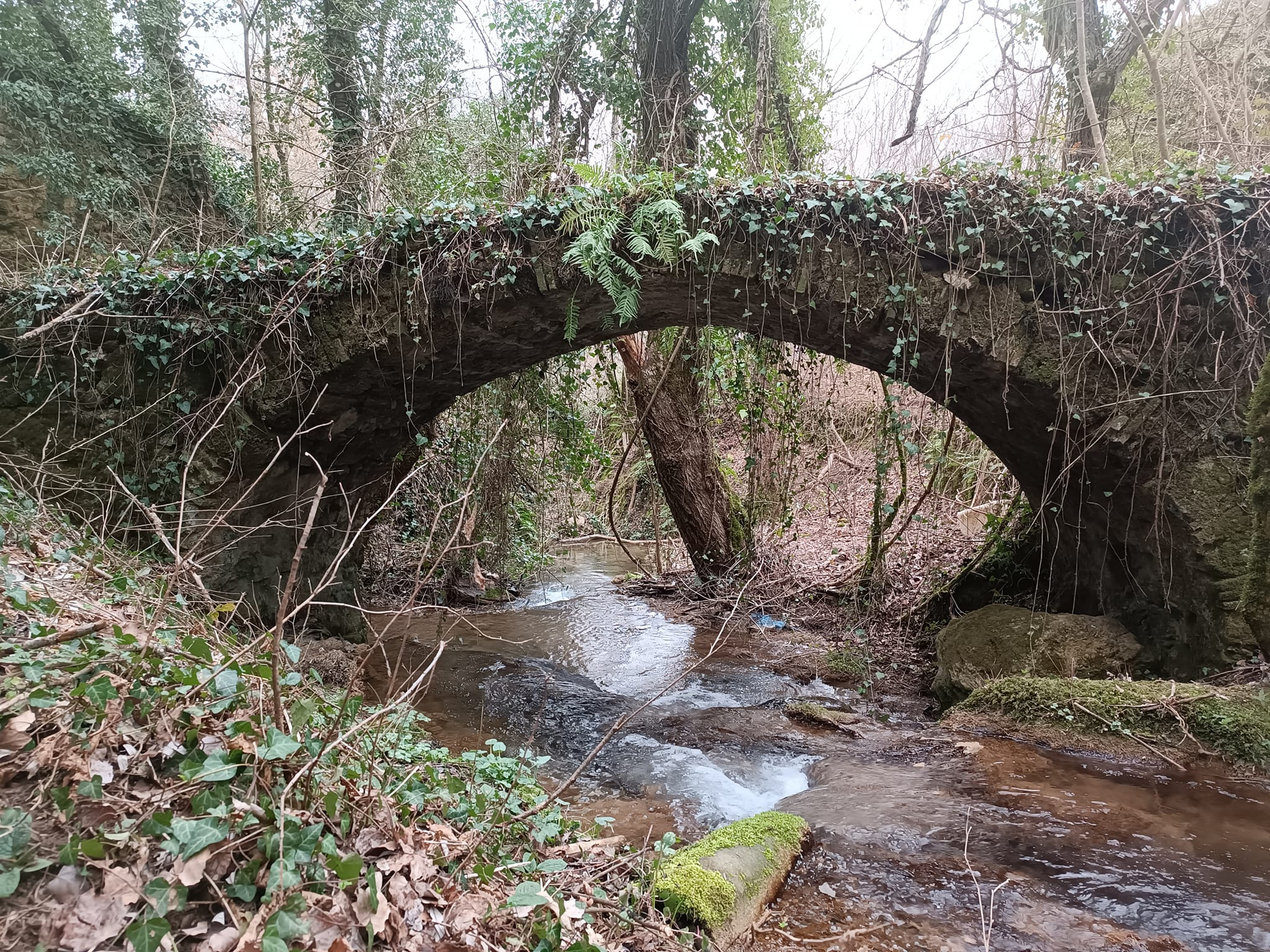
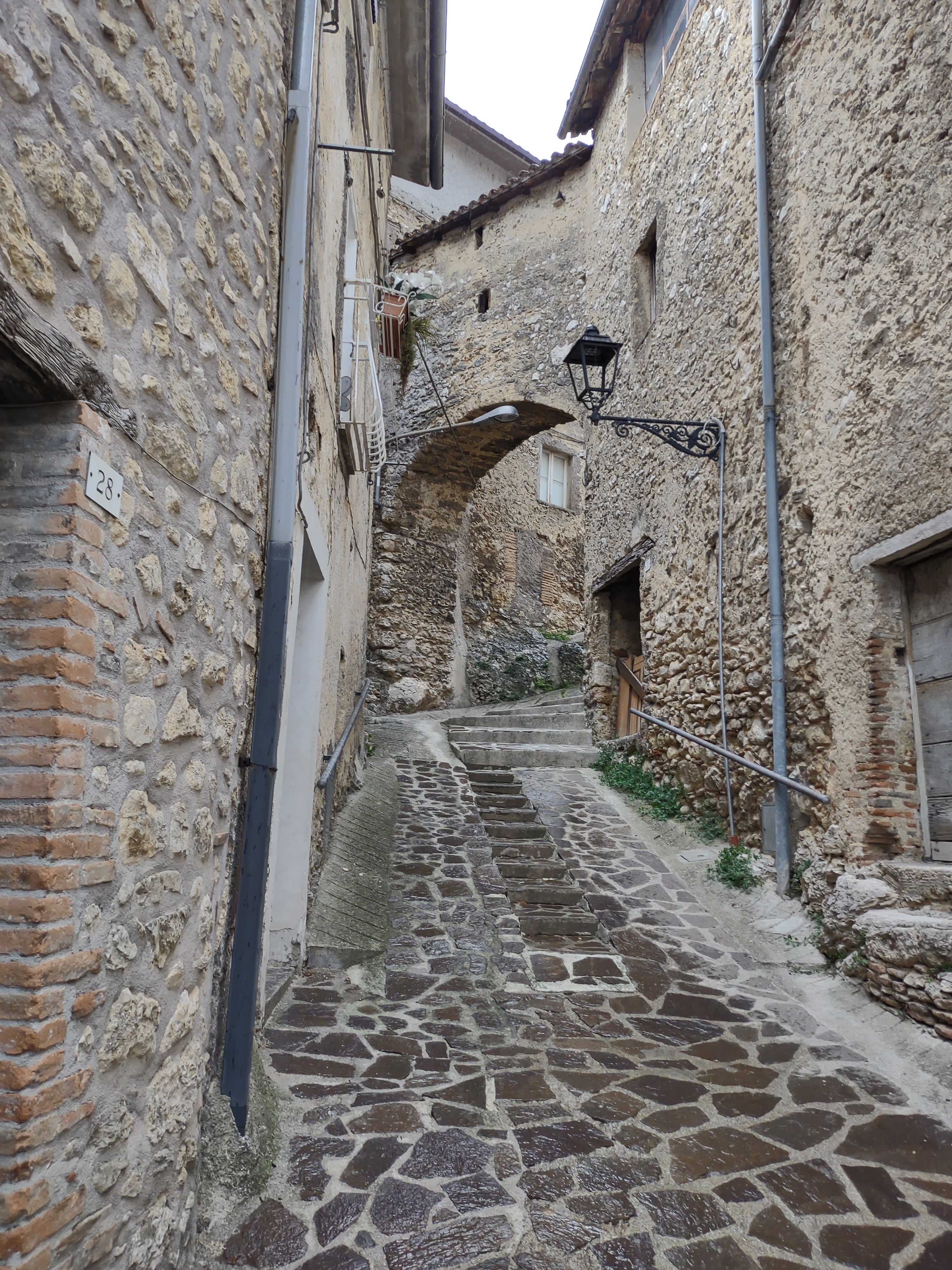
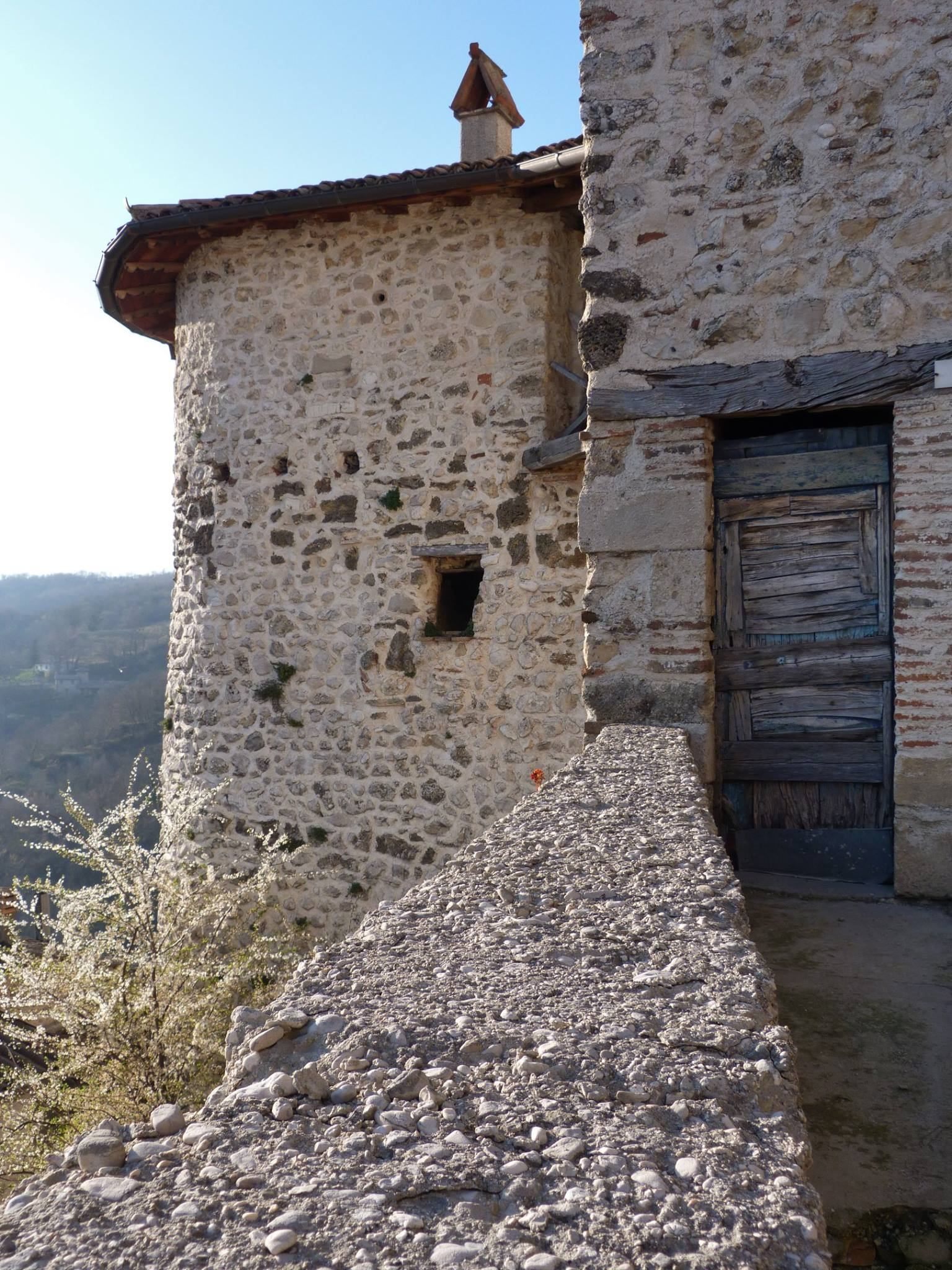
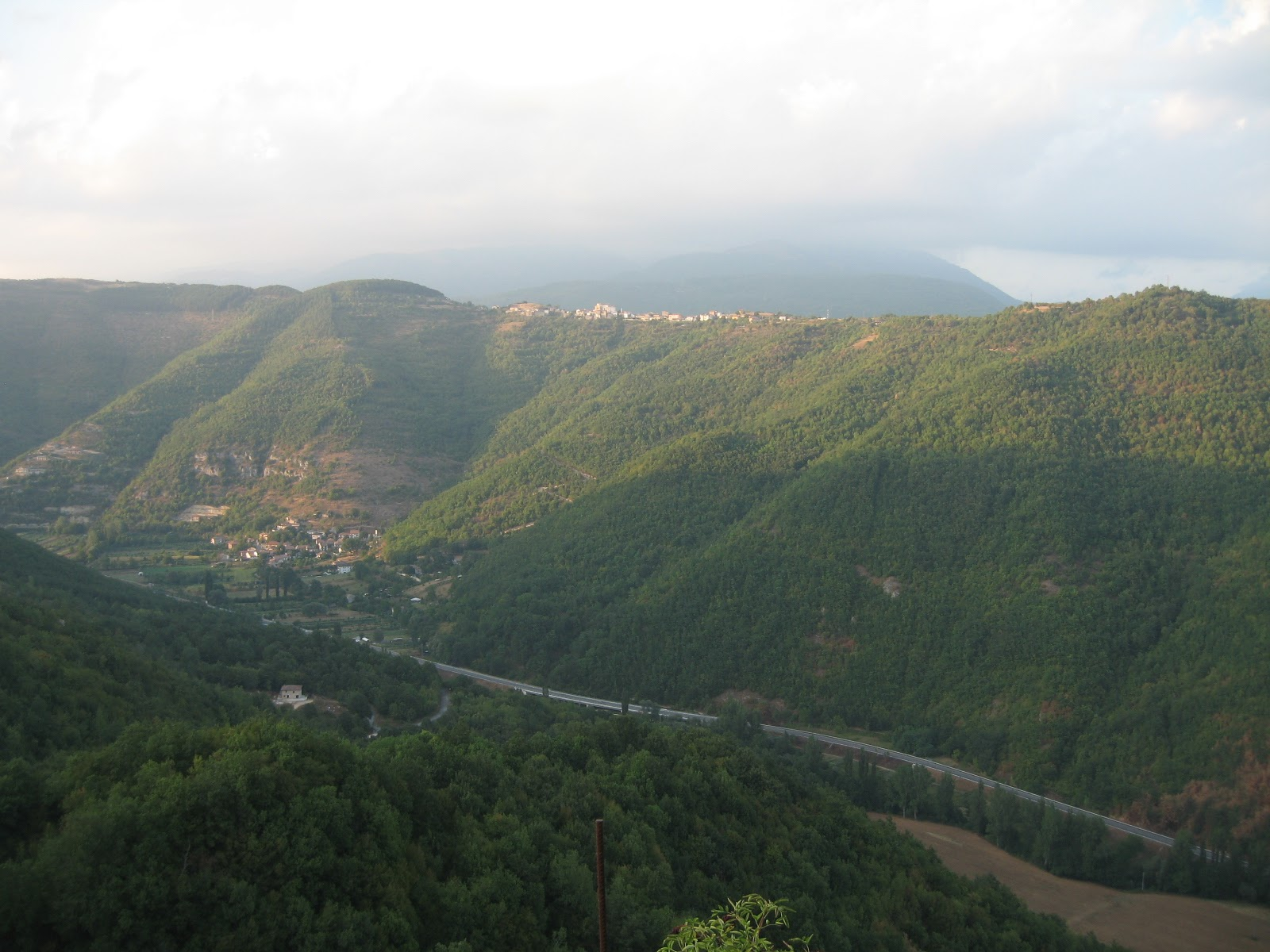
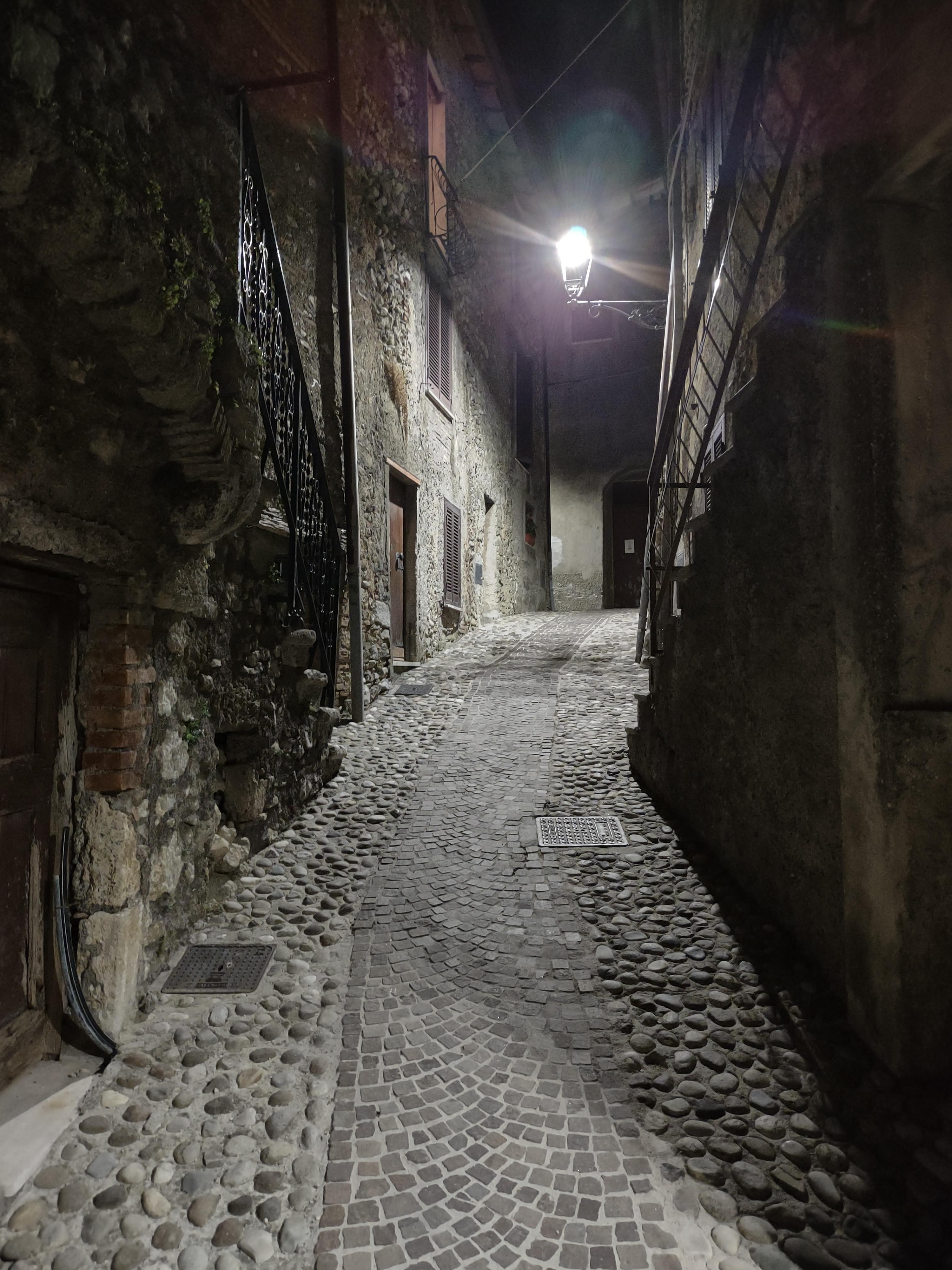
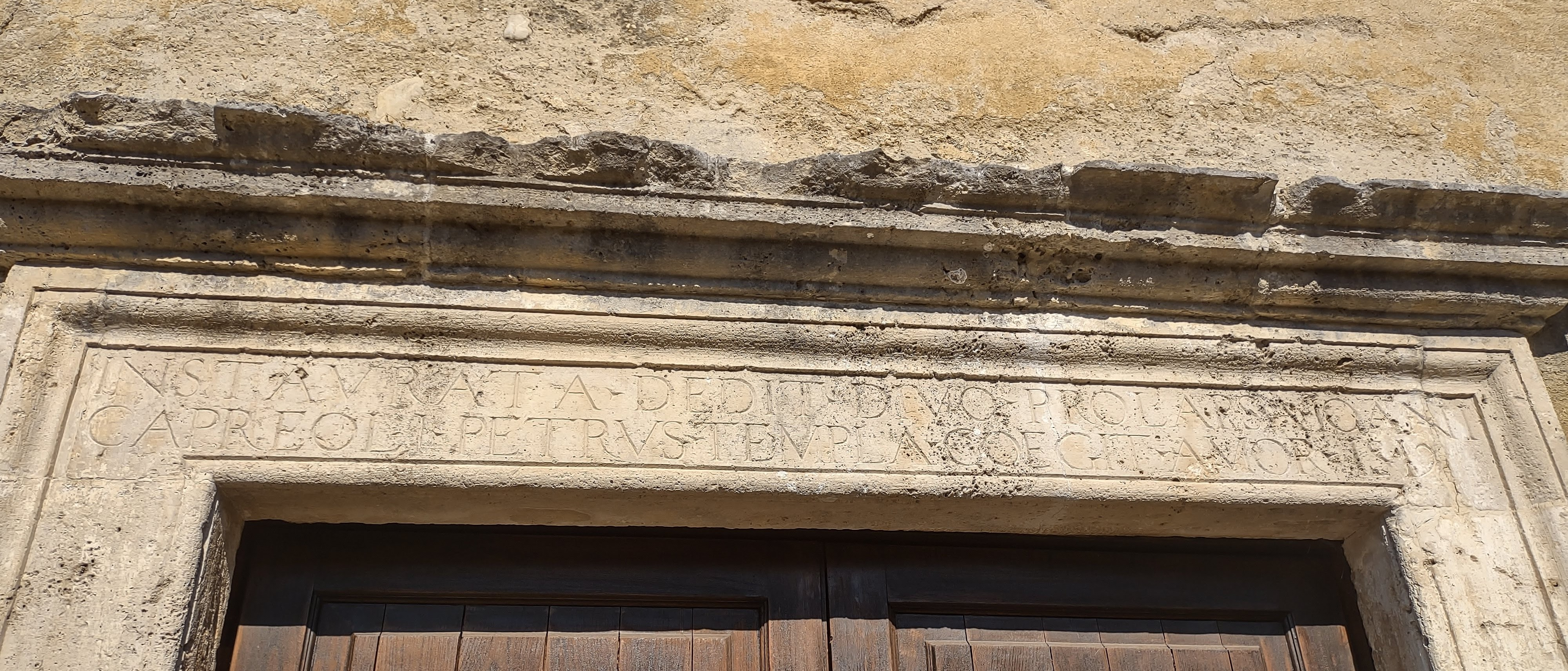
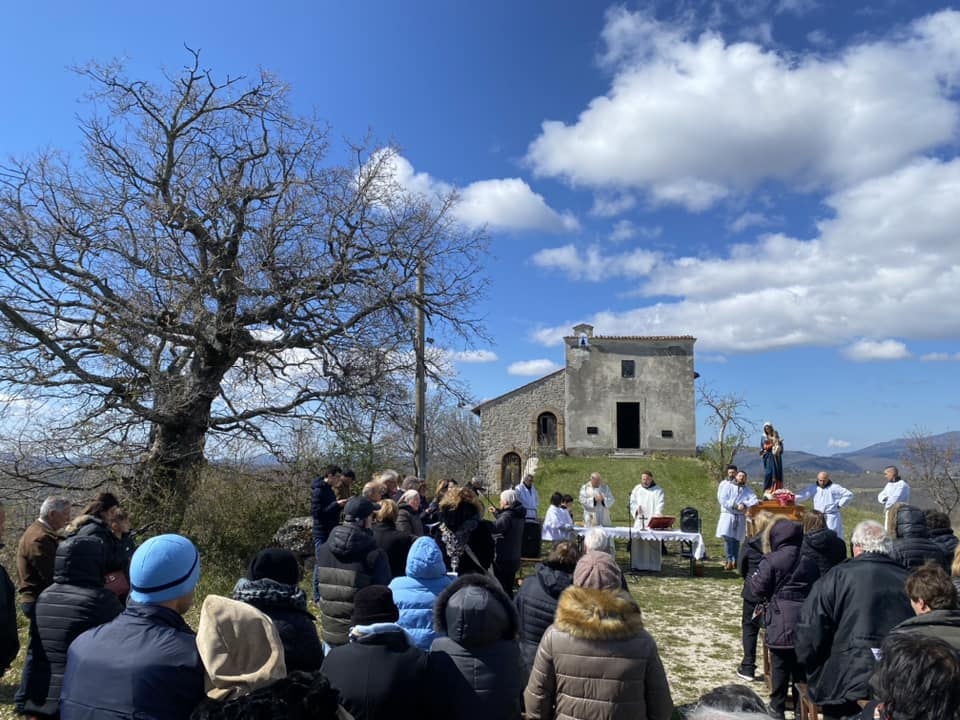
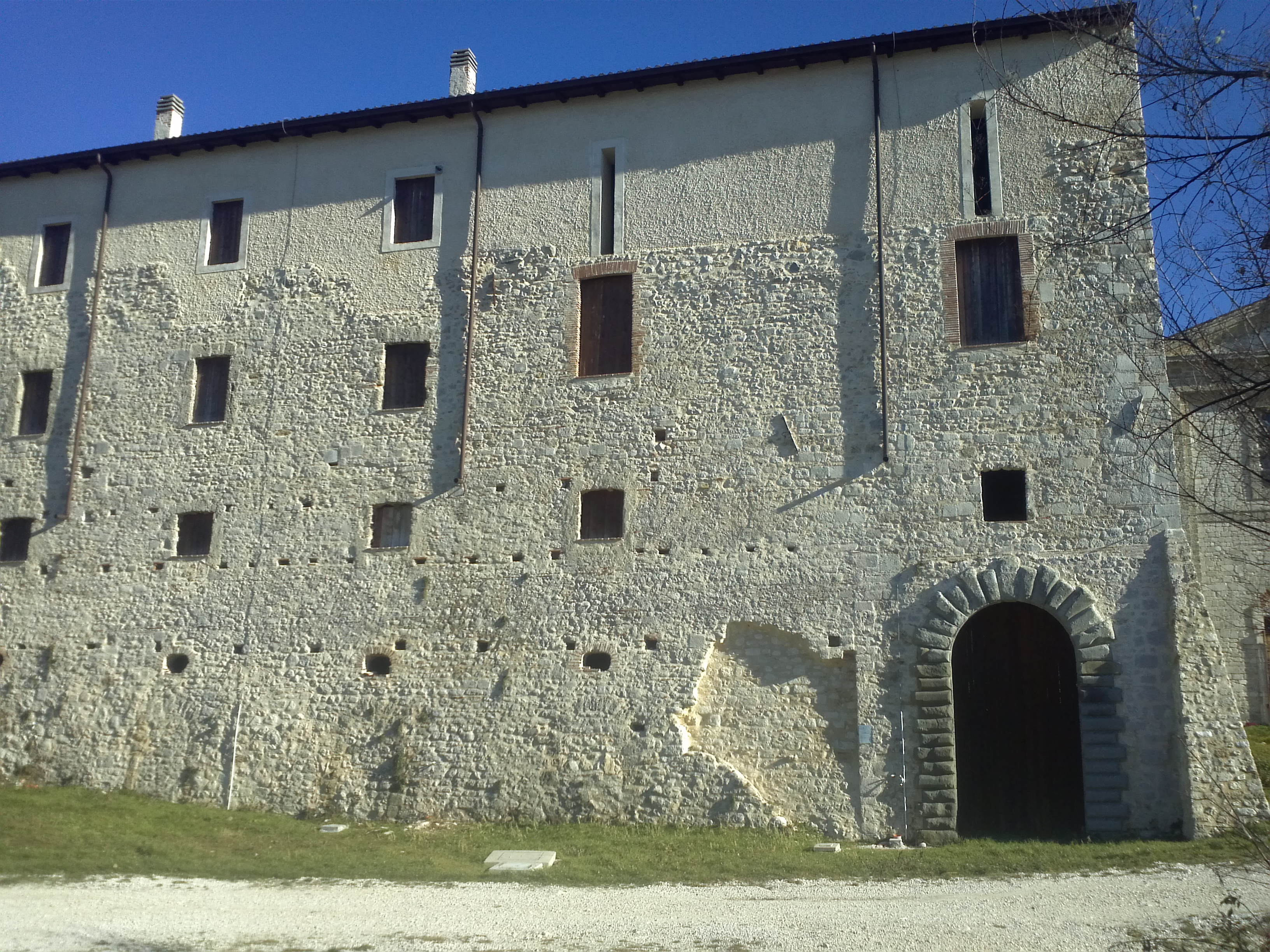
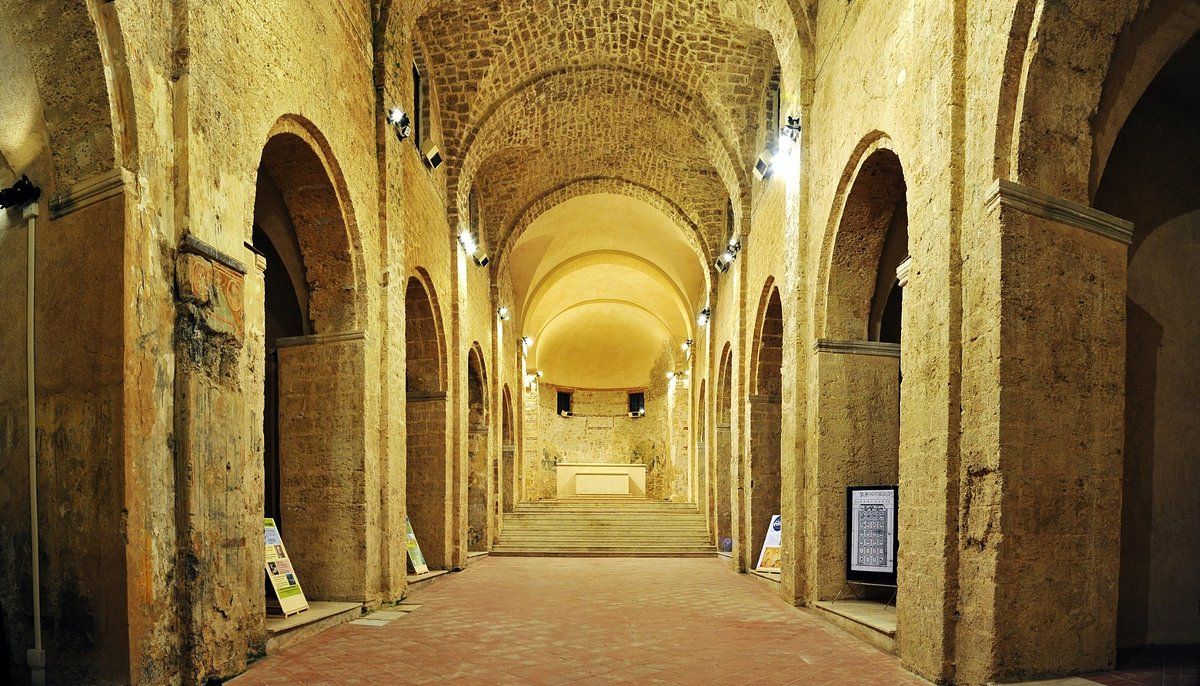
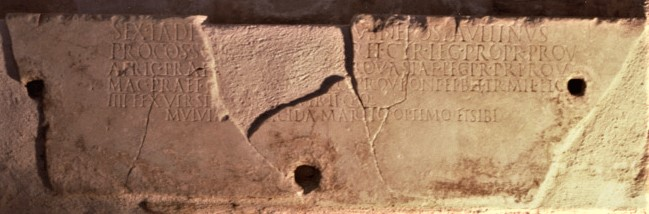
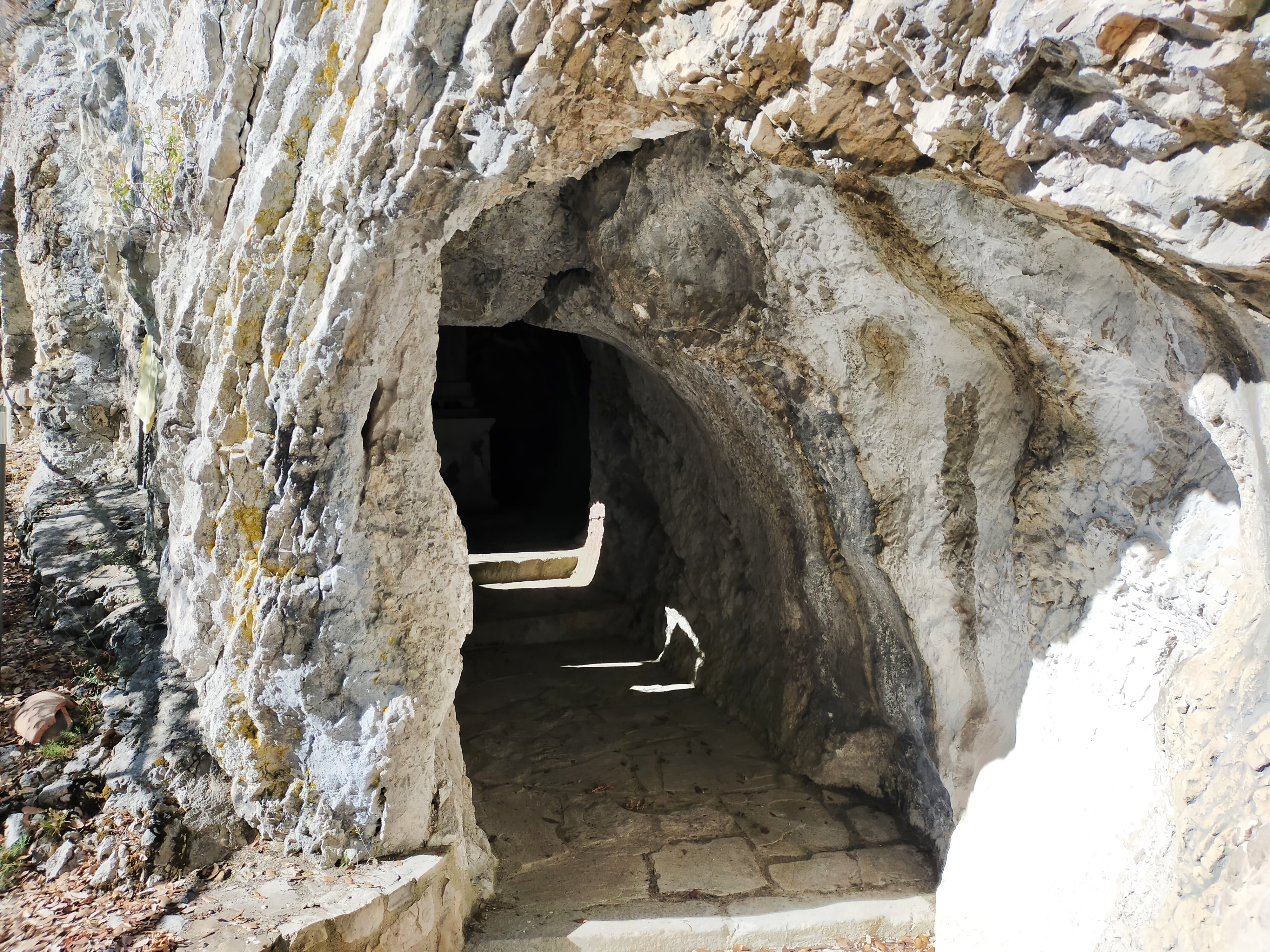
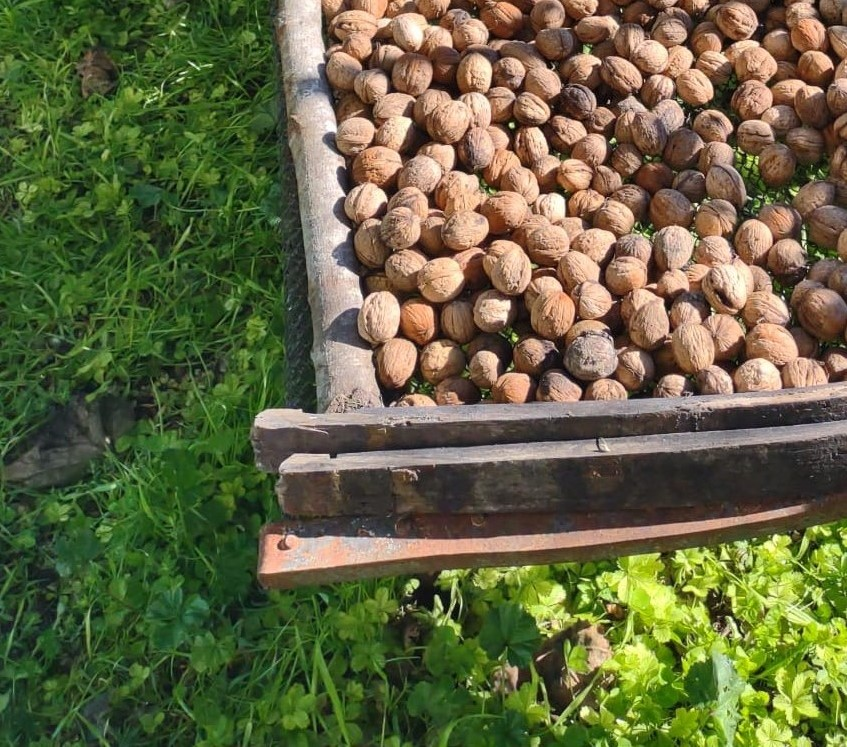
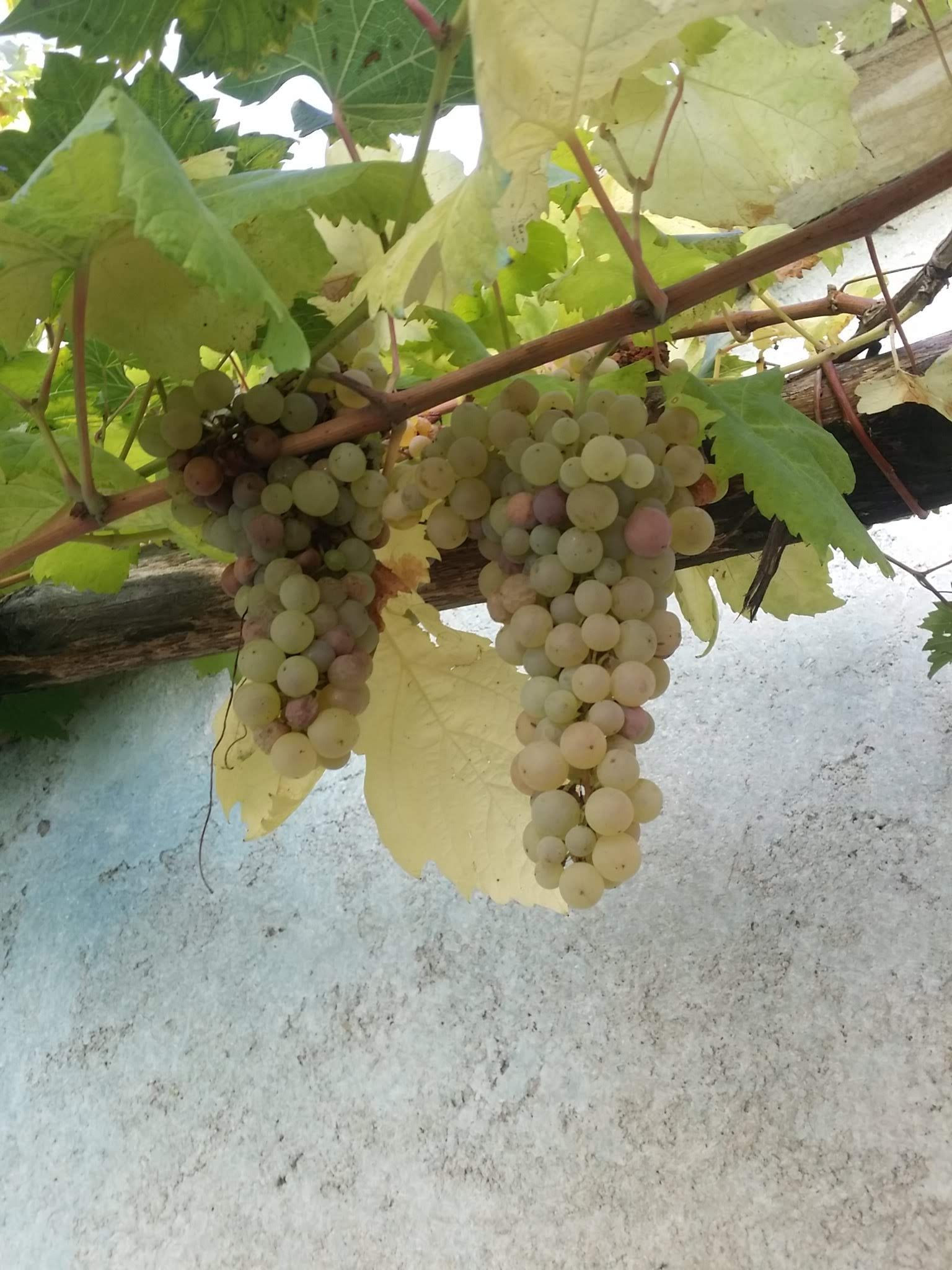
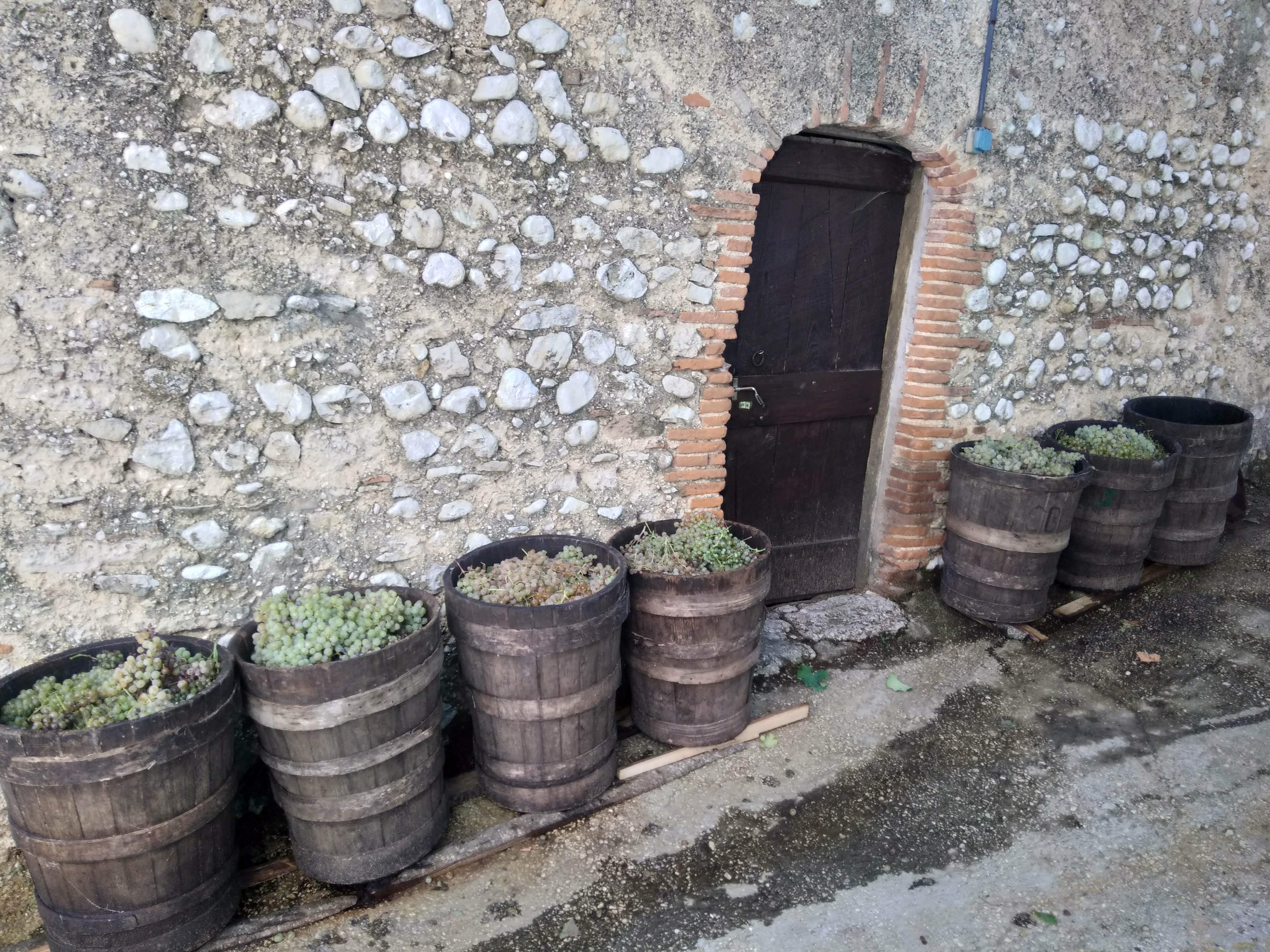
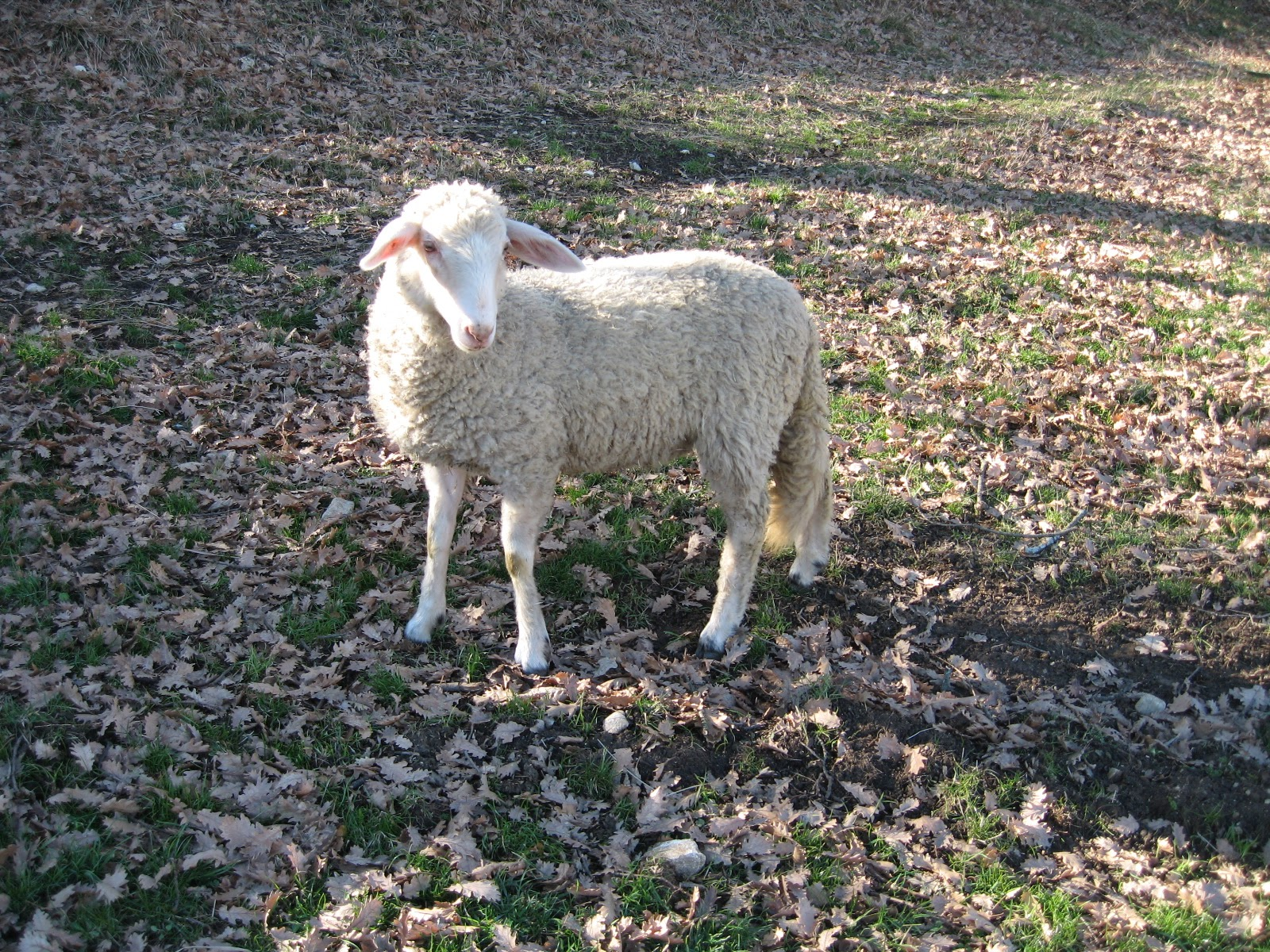

I due layers di servizio («Segnaletica» e «Comuni Regione Lazio»), insieme al layer per il pubblico «Rete Sentieristica dell'Abbazia di San Salvatore Maggiore», offrono ai volontari del progetto e alle amministrazioni informazioni utili allo sviluppo del progetto ovvero alla successive fasi del progetto dopo la sua realizzazione sulla mappa: ripristino e segnalazione dei sentieri.

##### 2. Ripristino dei sentieri

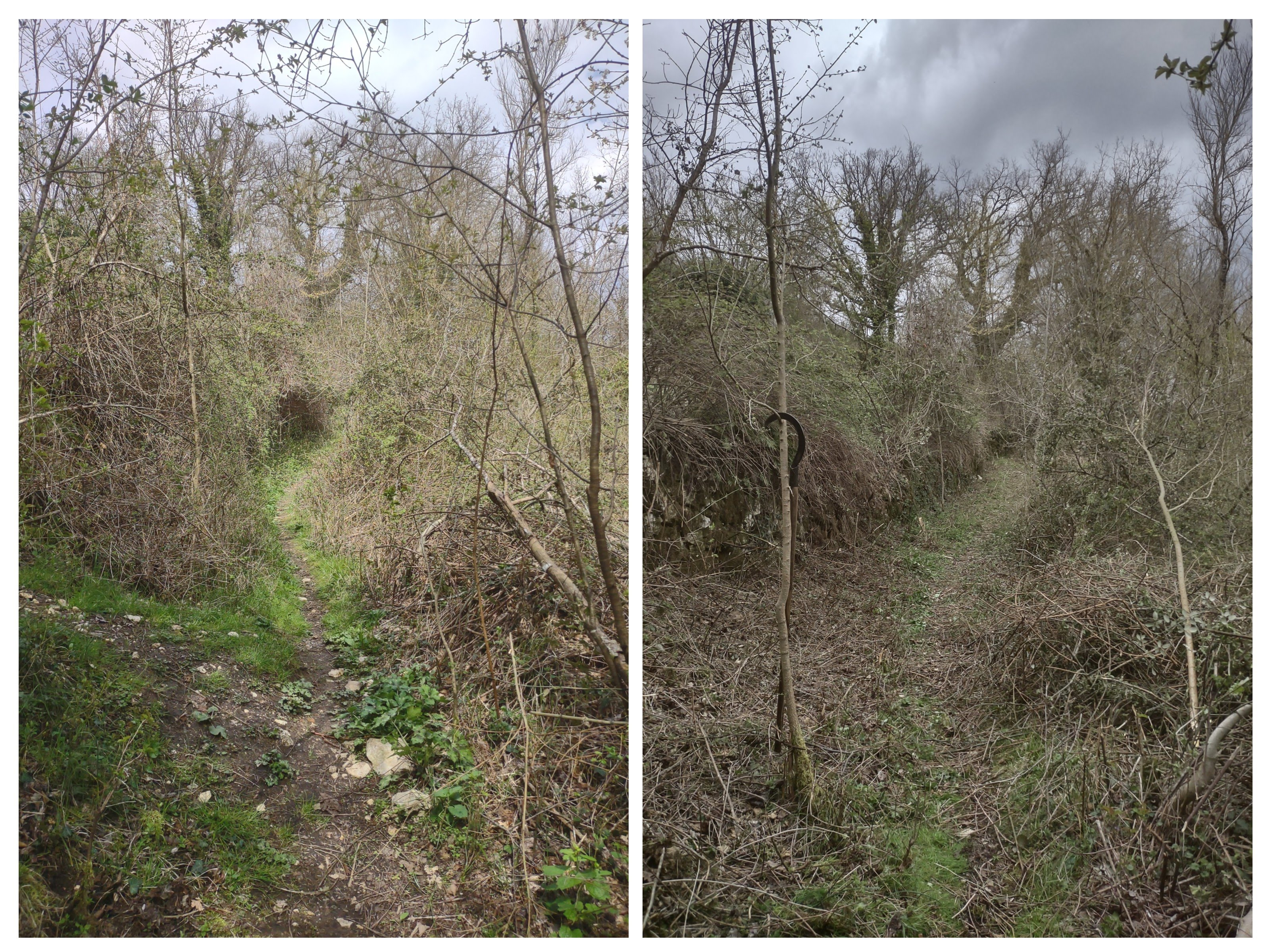
Ripristino della percorribilità di uno dei sentieri della Rete Sentieristica Abbaziale (Roccaranieri, loc. La Mola, aprile 2023).

La maggior parte del patrimonio sentieristico è già fruibile, ovvero molti dei sentieri mappati sono di fatto già transitabili, grazie alla manutenzione prestata negli anni passati da privati e pubbliche amministrazioni.
Restano ancora molti tratti che, sebbene mappati, non sono percorribili per i più svariati motivi.
Due tra le più frequenti cause della non percorribilità o dell'interruzione di un sentiero sono:
- la cessata manutenzione a causa della marginalità assunta da alcuni sentieri in seguito all'abbandono delle campagne.
- un taglio del bosco nella zona di passaggio di un sentiero e la conseguente, non inevitabile ma frequente, rinascita incontrollata della vegetazione - specie dei rovi comuni - che spesso preclude, per molti anni, la possibilità di passaggio di alcuni tratti, più o meno lunghi, di un sentiero[67].

Stato dei sentieri prima del ripristino
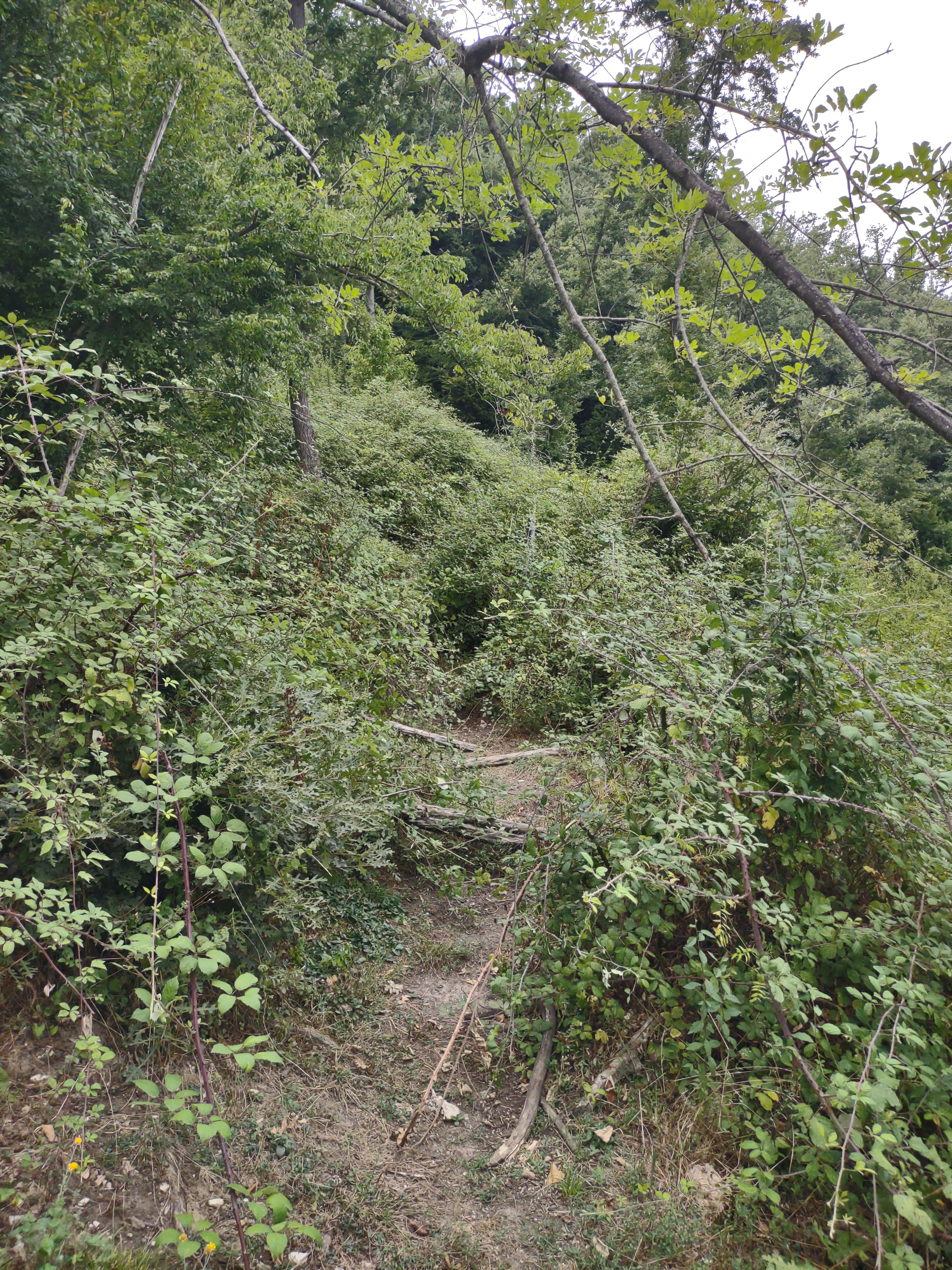
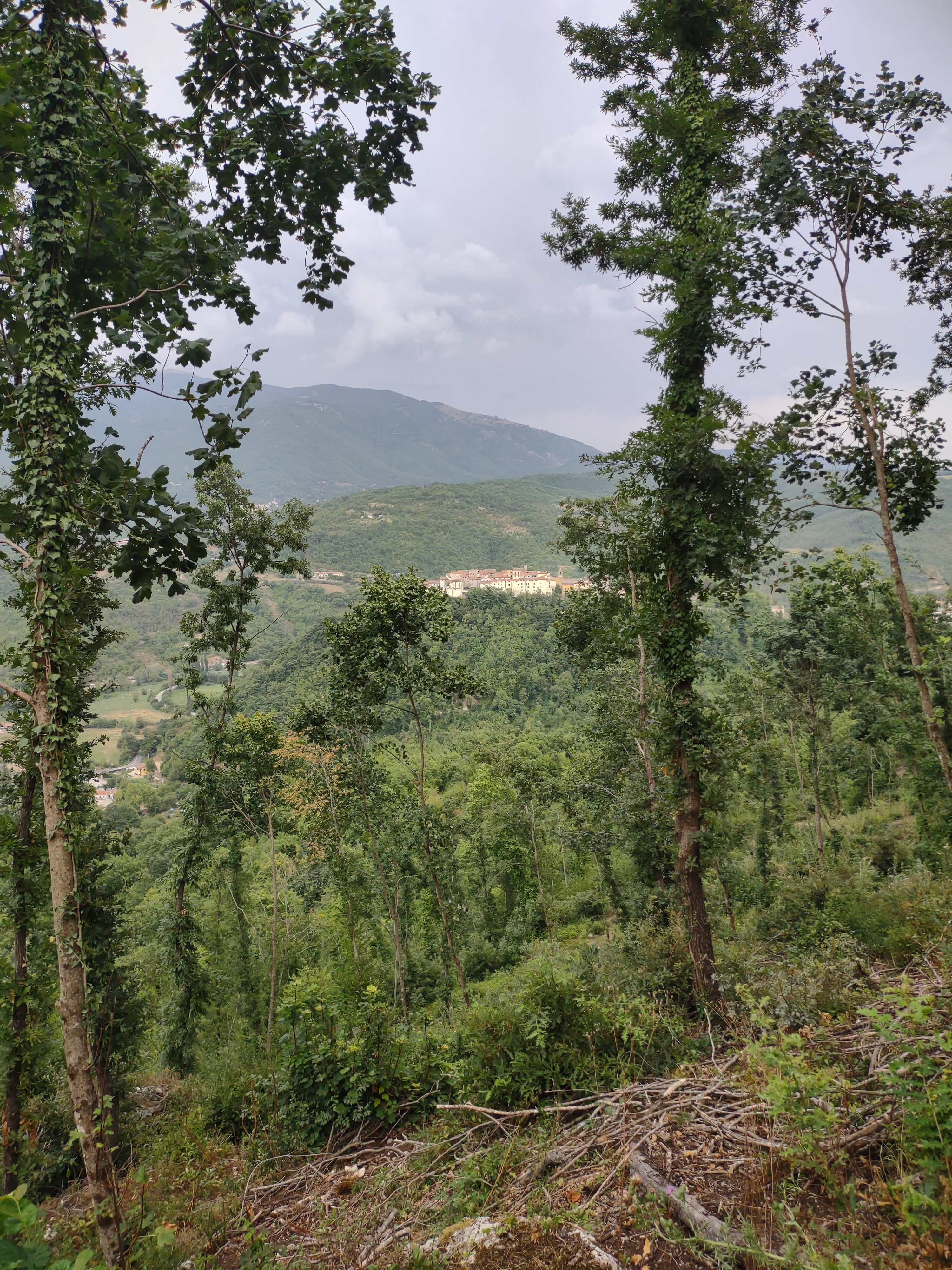
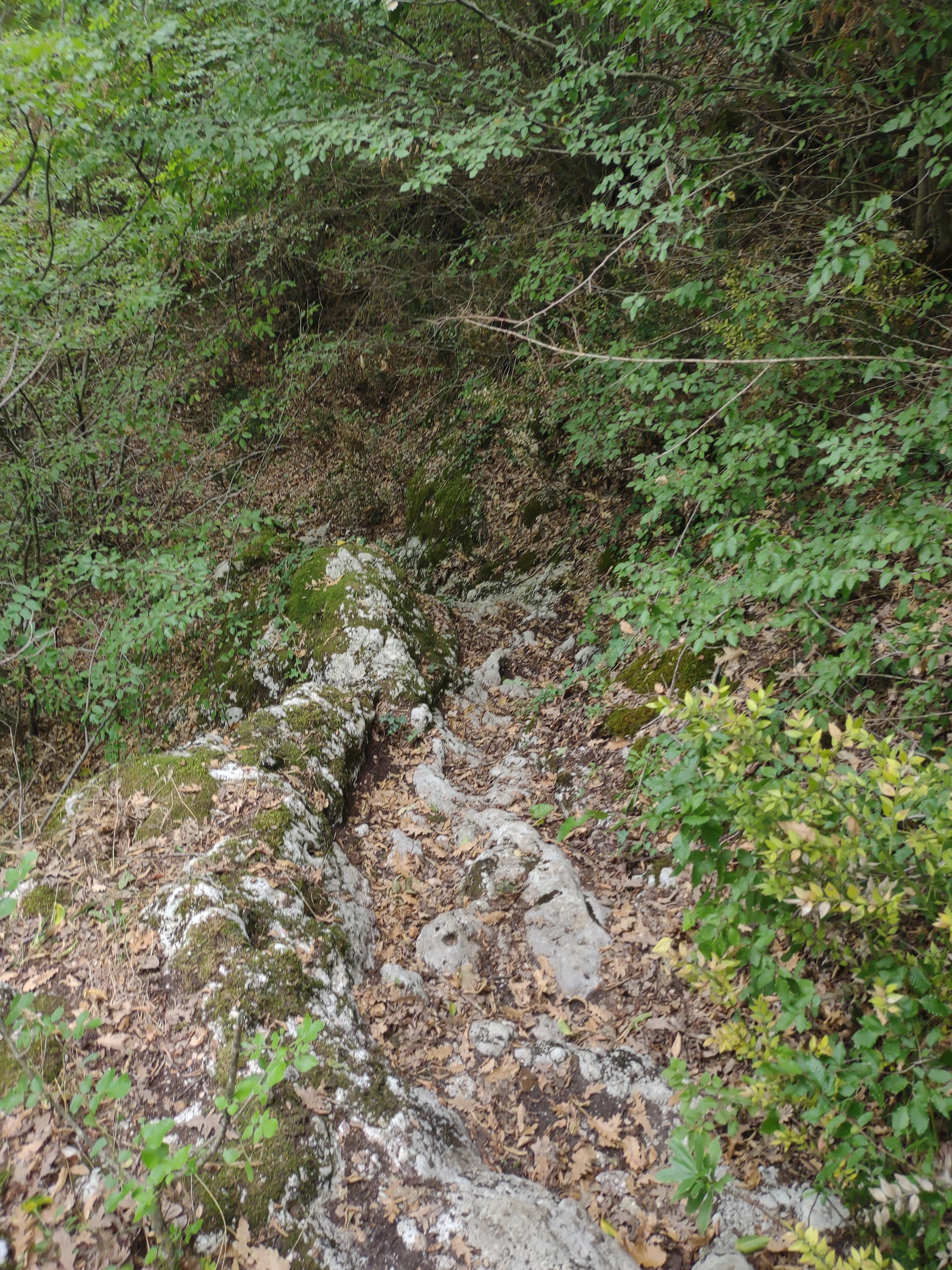
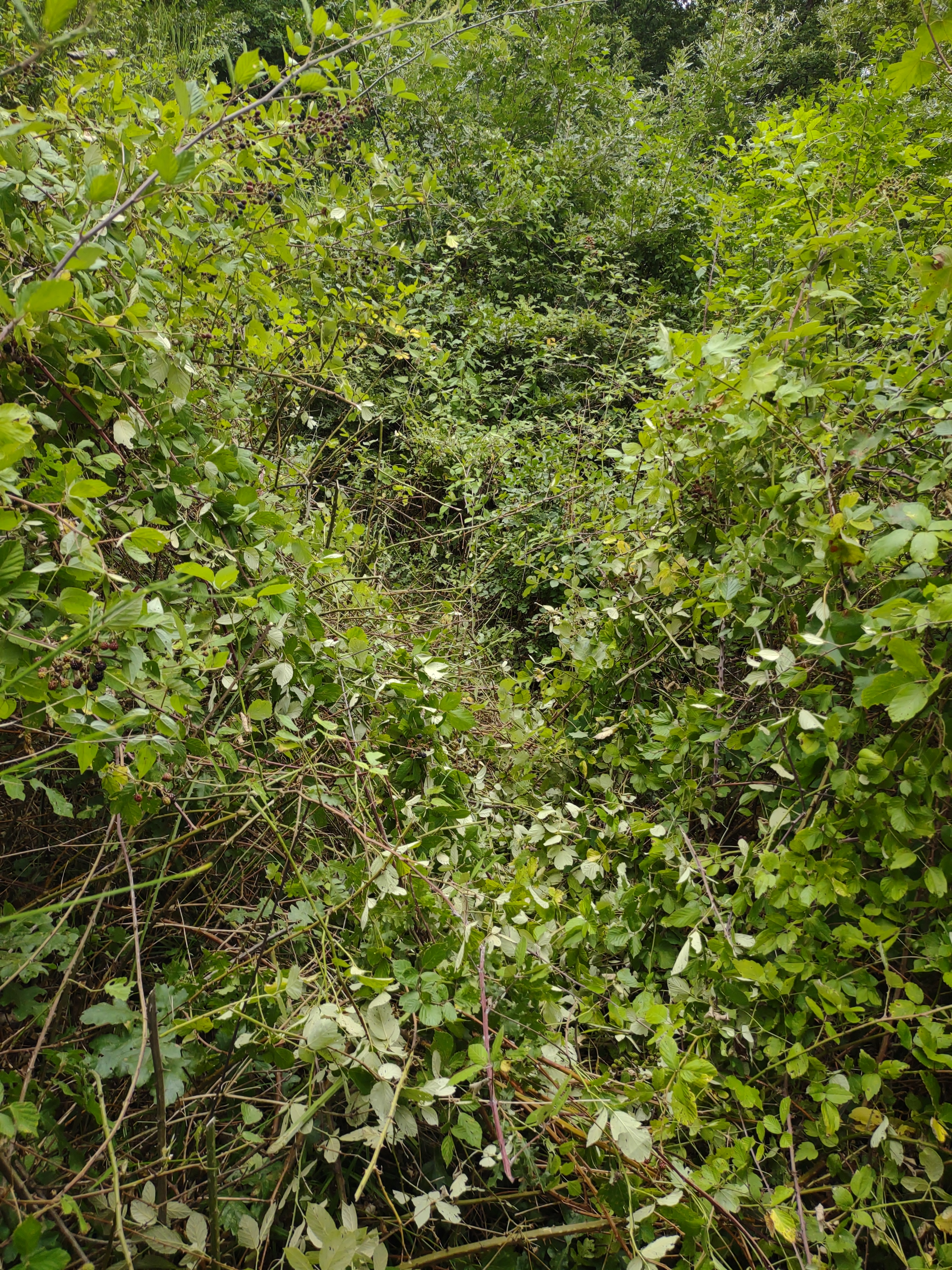

Il principale sforzo che si richiede al lavoro dei volontari è quello di rendere di nuovo percorribili i sentieri presenti sulla mappa Magna Charta Abbatiae, cuore del progetto della Rete Sentieristica Abbaziale.

##### 3. Segnalazione dei sentieri

###### La segnaletica dei sentieri della RSA
Nelle intenzioni del progetto, fin da principio, la segnaletica della Rete Sentieristica Abbaziale è realizzata avendo in mente il layout - e in parte gli standard - della segnaletica CAIcon l'intenzione di ottimizzare il rapporto tra economicità e durata nella produzione e nella manutenzione dei segnali e dei loro supporti. In particolare segnali (tavolette), supporti (pali) e schede informative da apporre sui segnali (fogli stampati e laminati) possono essere prodotti dai volontari seguendo gli esempi riportati a modo di linee guida. 
Per quanto riguarda:

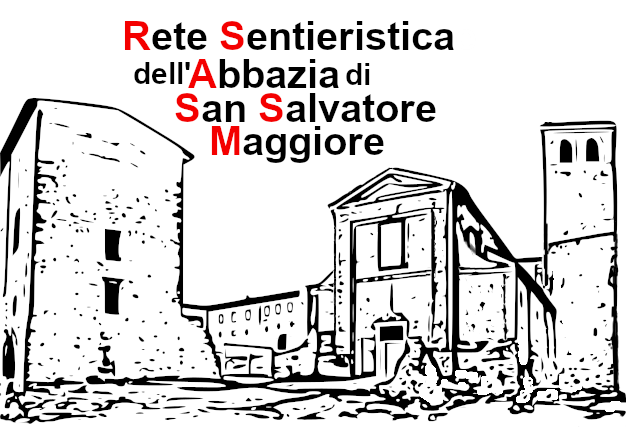
Logo della Rete Sentieristica dell'Abbazia di San Salvatore Maggiore.

- supporti e segnali - si raccomanda l'uso di materiali locale:
  - legno di castagno per i pali di supporto (ove siano necessari pali di supporto) della misura prevista dallo standard della segnaletica CAI.[70]
  - legno di castagno per le tavole che costituiscono i segnali (in particolare le tavole dei segnali posso essere costituiti dallo scarto della lavorazione dei tronchi di castagno, fornite in economia dalle industrie del legname presenti nell'area), sagomate secondo gli standard della segnaletica CAI, colorate di rosso ad ambo le estremità (sempre per compatibilità con la rete CAI), su entrambi i lati (per permettere la massima flessibilità nell'uso ovvero nella scelta del verso e della direzione da prediligere nell'apposizione dei segnali a seconda delle situazioni).
- scheda informativa di ogni segnale da apporre sui segnali (tavolette) - si raccomanda l'uso di carta semplice stampata tramite stampante laser[71], laminata e affissa sui segnali (tavolette) tramite normali puntine da disegno[72]:
  - al centro del segnale: scheda informativa del sentiero (destinazioni, distanze e tempi di percorrenza[73] - due/tre righe a seconda delle necessità).
  - a sinistra del segnale (sopra la parte in rosso): numero d'ordine del sentiero secondo il progetto RSA con il logo della RSA.

Completata l'apposizione della segnaletica verticale (supporti e segnali completi di schede informative), si prevede in una seconda fase l'apposizione della segnaletica orizzontale ovvero di segnavia rosso-bianco-rosso con la scritta SSM (San Salvatore Maggiore o, in latino, Sancti Salvatoris Maioris) nella parte bianca.

Preparazione della segnaletica per la Rete Sentieristica Abbaziale
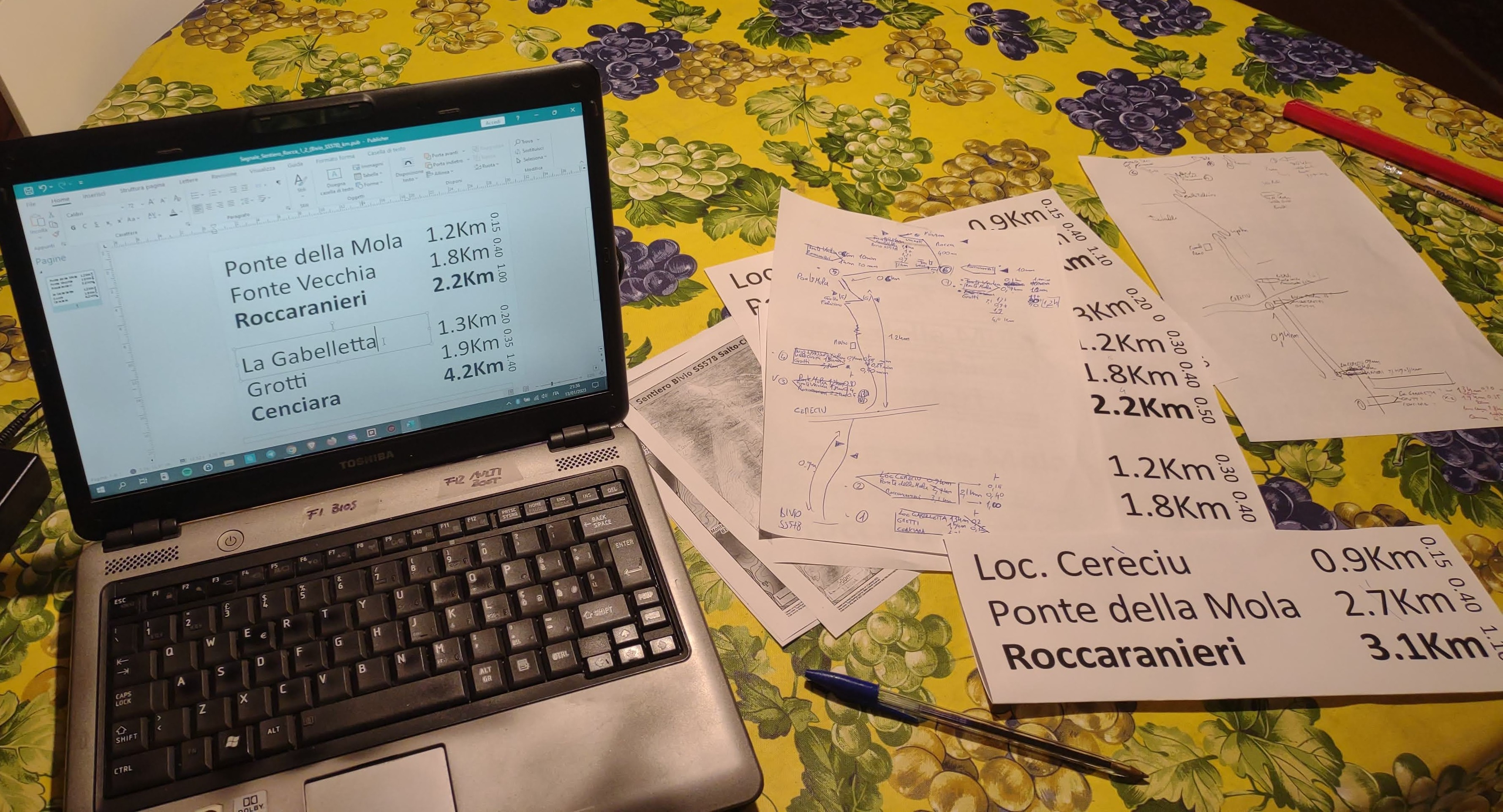
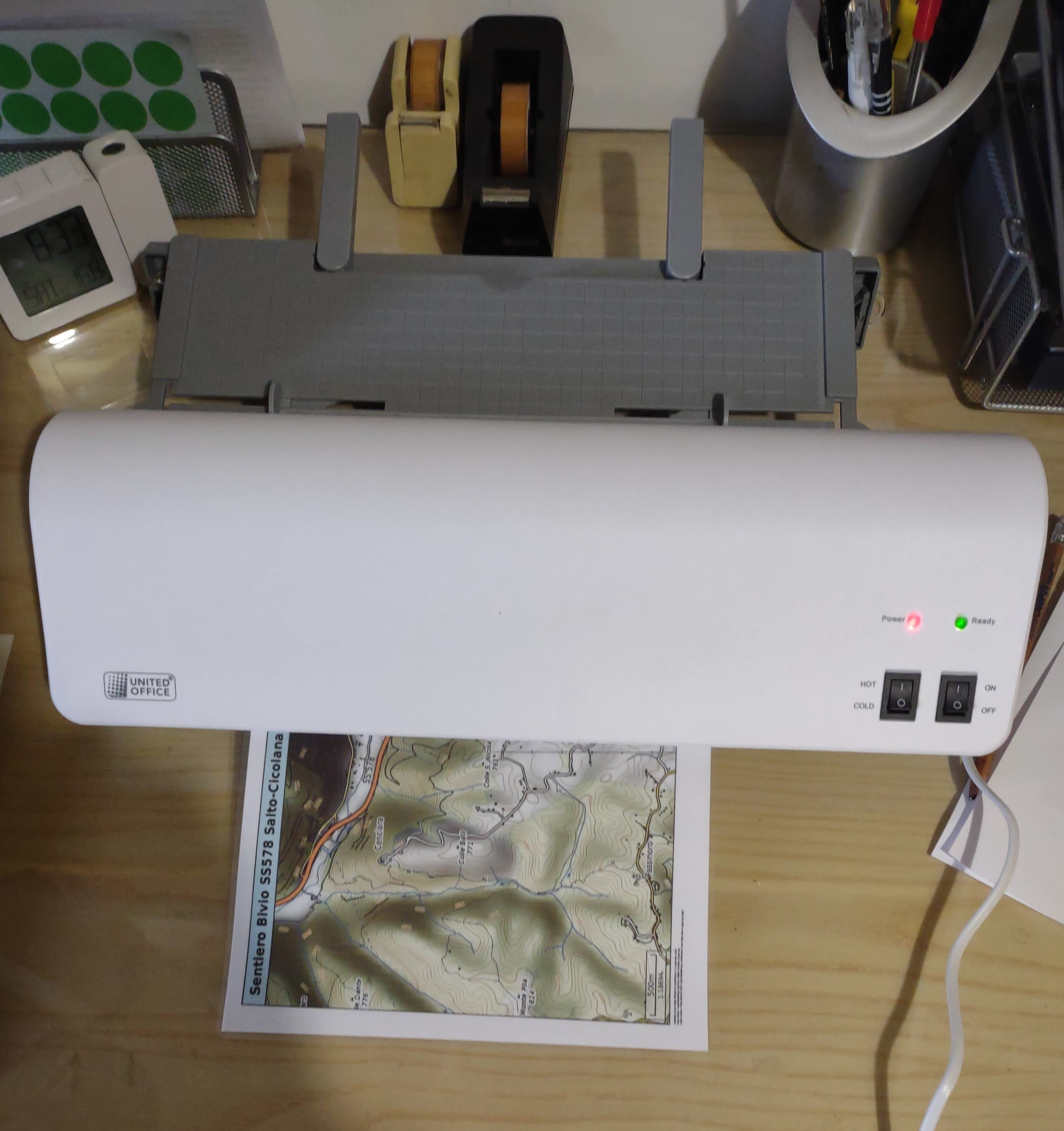
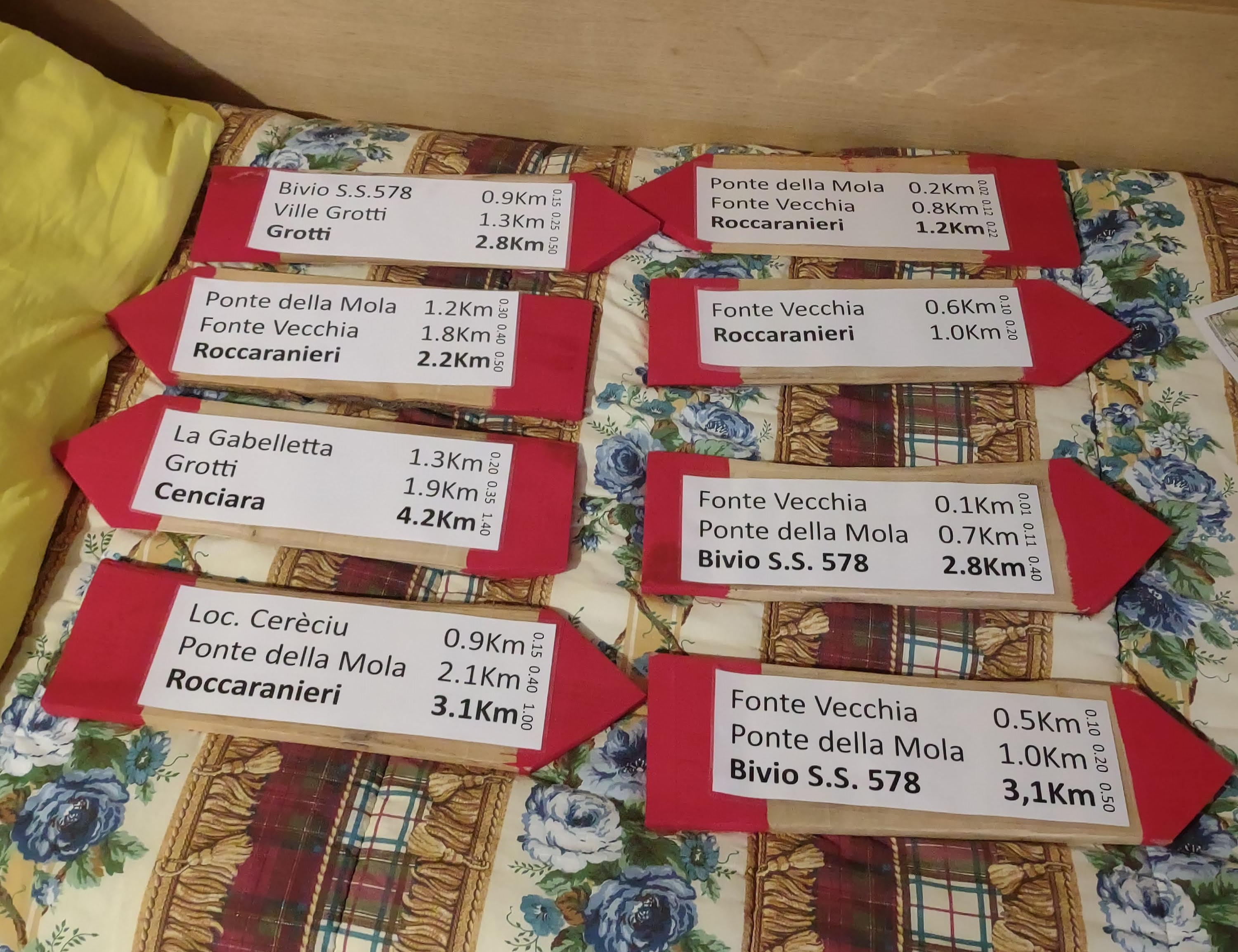
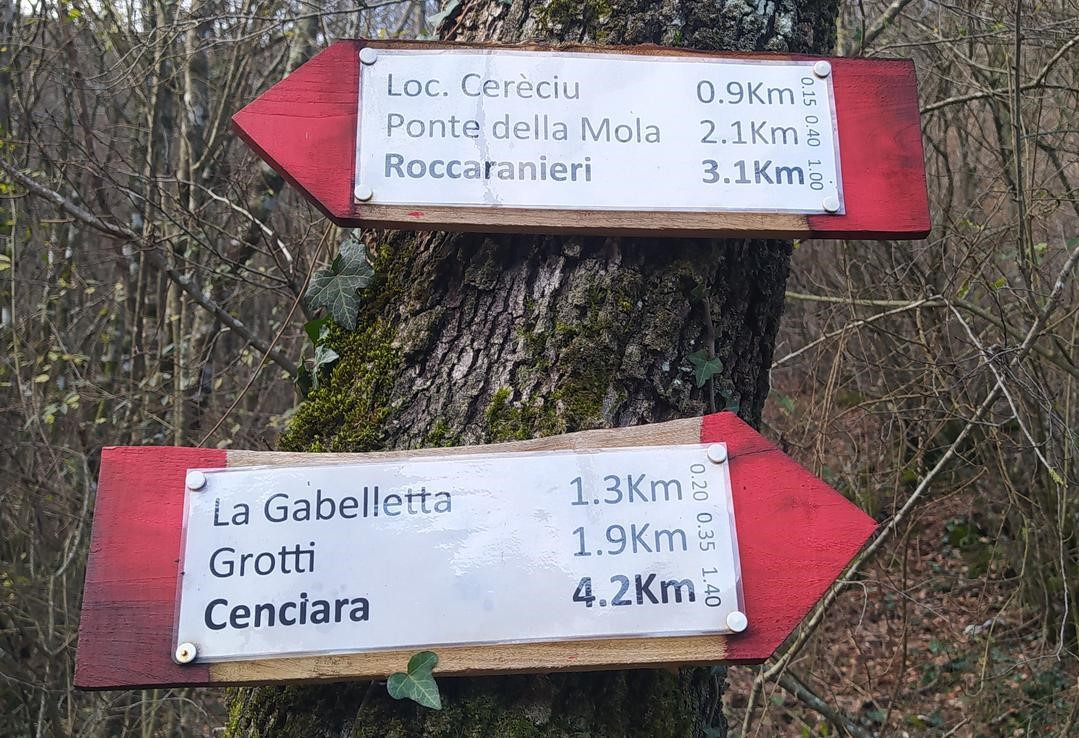
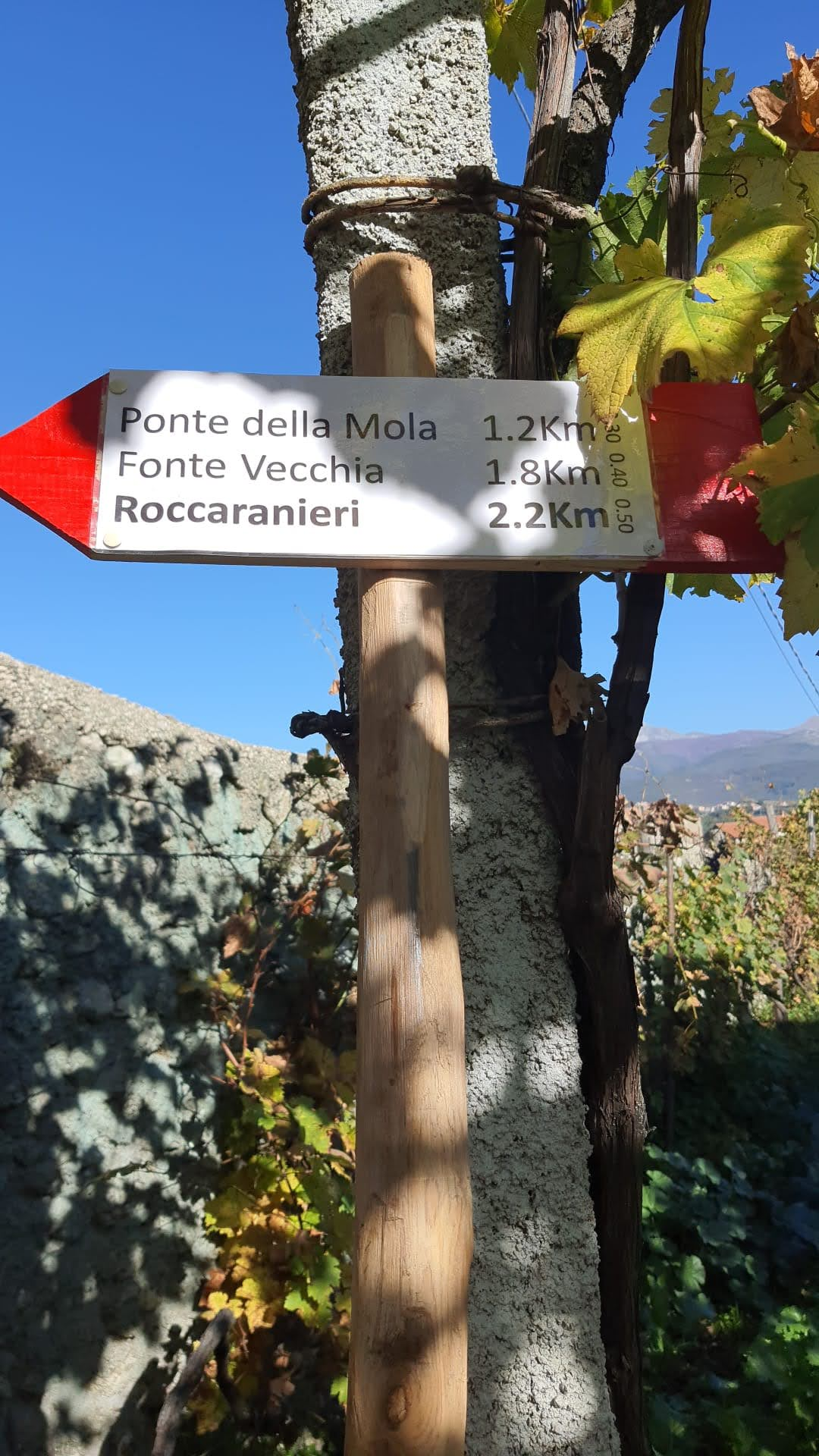
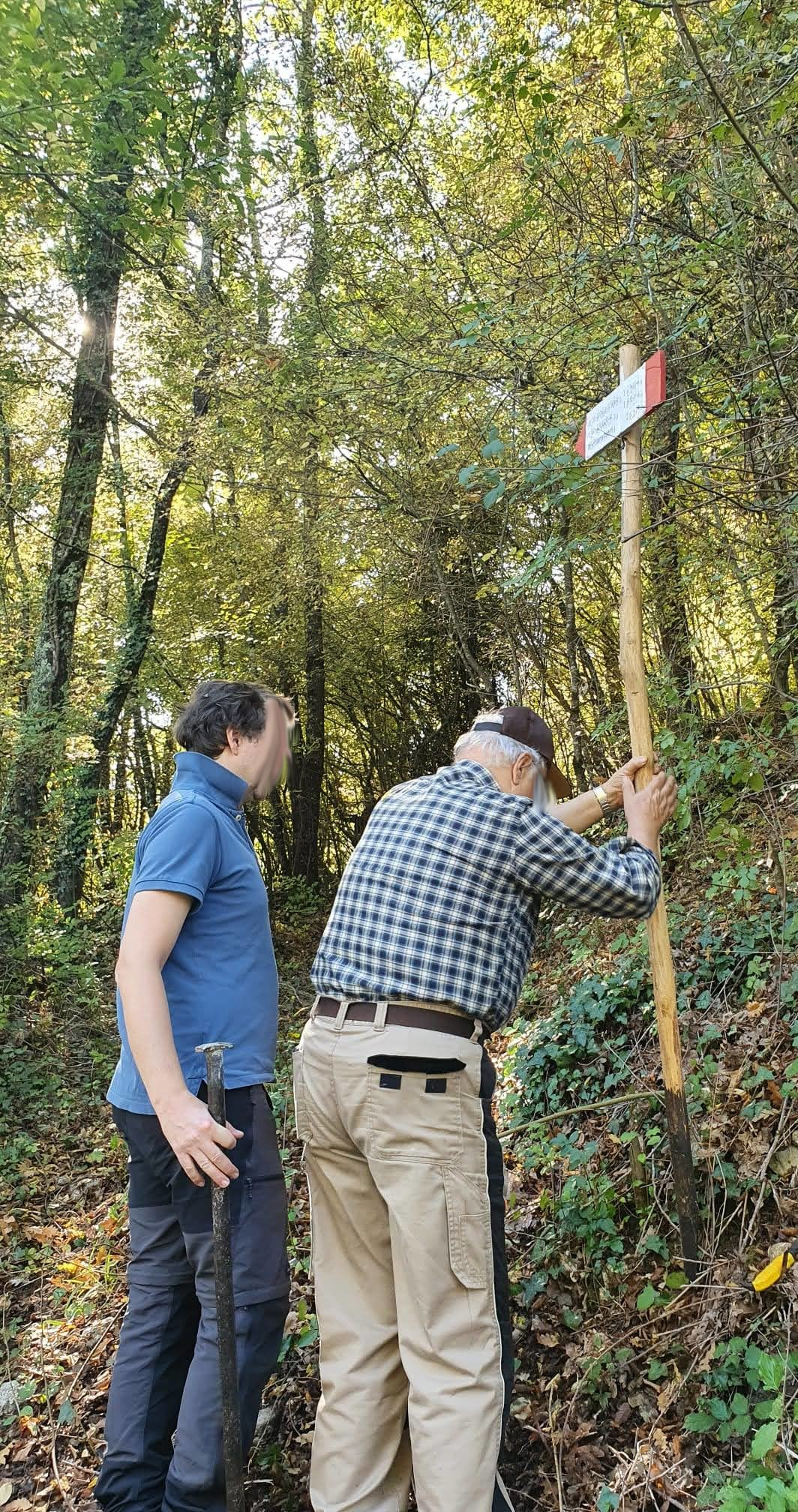
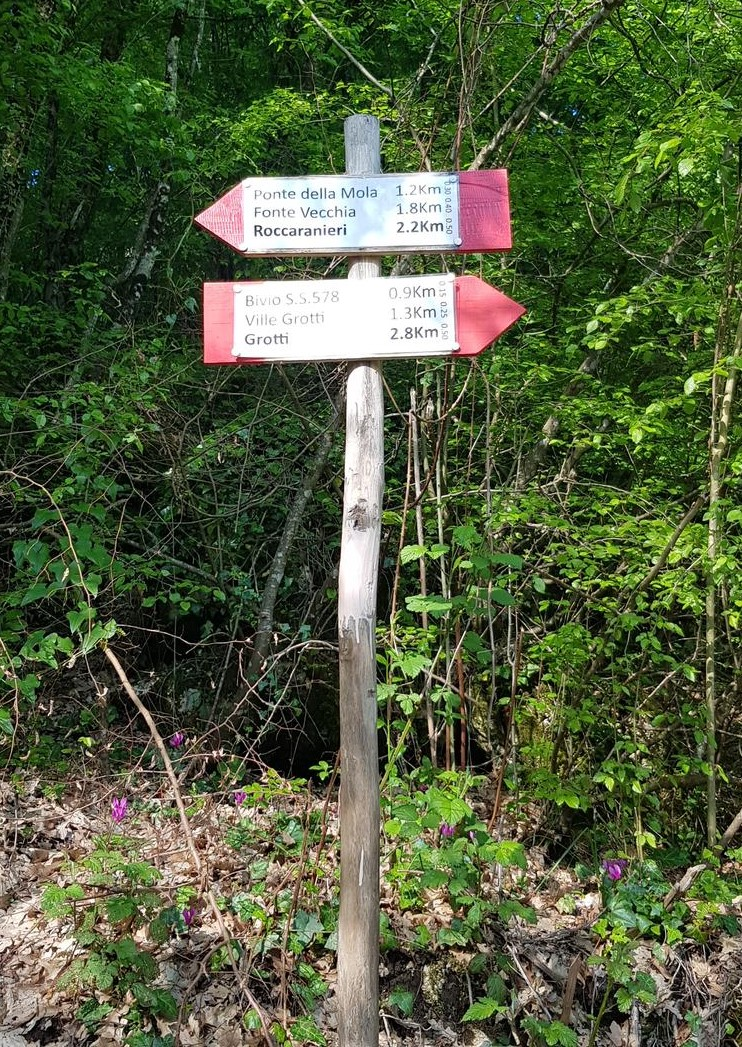

###### Ruolo della Magna Charta nella fase di segnalazione dei sentieri
Nel layer «Segnaletica» della Magna Charta Abbatiae sono resi disponibili ai volontari, per ogni sentiero, le informazioni circa l'ubicazione della segnaletica ed il loro stato all'interno del progetto (in verde quella già in loco, in nero quella da apporre).

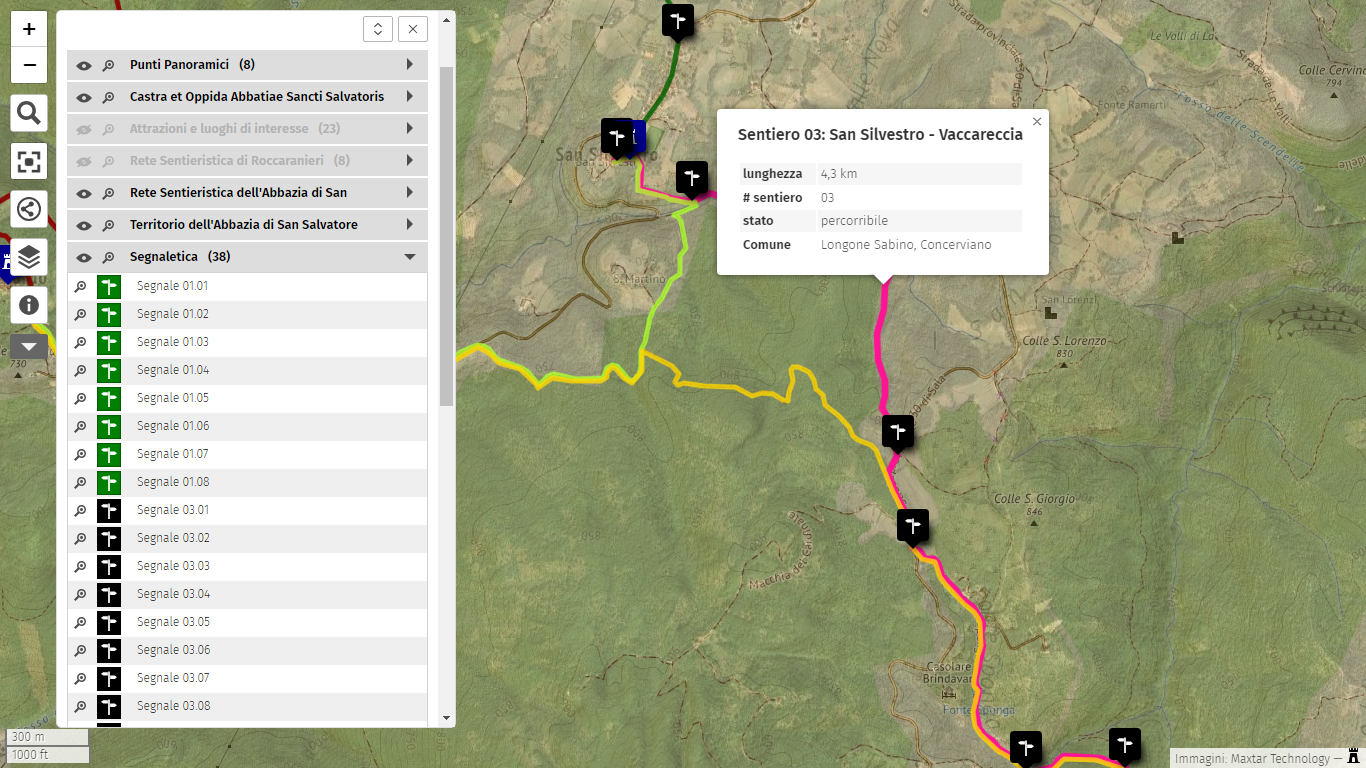
Uso del layer di servizio per la pianificazione nella realizzazione della segnaletica per la Rete Sentieristica Abbaziale (Sentiero 01:Valle del Salto - Roccaranieri, Sentiero 20:Roccaranieri - Porcigliano). In verde i segnali apposti in nero quelli da apporre.

Ogni segnale sulla mappa segue la denominazione "Sentiero X.Y" (ove X è il numero d'ordine del sentiero e Y il numero d'ordine dei segnali lungo quel sentiero - numeri a crescere da 1 in avanti, dalla partenza del sentiero all'arrivo dello stesso, secondo la denominazione del sentiero sulla tabella ufficiale della RSA o sulla Magna Charta Abbatiae). 
I segnali si trovano, in genere, alla partenza e all'arrivo del percorso, in ognuno dei castelli abbaziali, per segnalare la presenza dei sentieri agli abitanti e agli escursionisti e, lungo il percorso, in coincidenza delle biforcazioni, rivolti e opportunamente compilati per entrambi i sensi di percorrenza (in linea prioritaria nel senso di percorrenza indicato dal nome del sentiero).
Con l'ausilio della mappa chiunque, ovvero i volontari del progetto, possono procedere autonomamente a produrre ed apporre la segnaletica (presa visione delle relative istruzioni per dimensioni dei supporti e layout delle schede informative da stampare su carta, plastificare e apporre sui relativi supporti).
Vale quanto detto in precedenza: un aiuto delle istituzioni nelle fasi più onerose del progetto (ripristino dei sentieri e loro segnalazione, in particolare la fornitura del materiale per i supporti - pali e tavole) sarebbe un vantaggio innegabile allo sviluppo del progetto che, comunque, può procedere - anche senza il supporto di fondi pubblici - seppure in maniera prevedibilmente più complessa.

###### Ruolo del portale per escursionismo waymarkedtrails.org
Una volta ripristinati e segnalati i sentieri, oltre che poter essere descritti con lo stato di "percorribili" sulla Magna Charta del progetto della RSA, potranno essere caricati sul portale online, libero e da tutti consultabile, riservato ai sentieri per escursionisti hiking.waymarkedtrails.org.
Il portale waymarkedtrails.org rende disponibile, con l'apposito layer "hiking", la rete dei sentieri d'escursionismo che offrono agli appassionati di tutto il mondo una certa garanzia che uno qualsiasi dei sentieri ivi riportato appartenga ad una organizzazione che ne cura e ne assicura la manutenzione.
Agli escursionisti di tutto il mondo il portale offre, oltre alla planimetria del percorso - presente anche sulla Magna Charta Abbatiae - altre informazioni inerenti all'altimetria del sentiero e la possibilità, per chi sia interessato, di scaricare la traccia del sentiero in formato gpx o kml da usare offline sui propri dispositivi personali.
Il portale waymarkedtrails.org distribuisce poi i dati sulla planimetria di ogni percorso tra quelli caricati al suo interno agli altri portali cartografici (es. mapy.cz) e alle applicazioni per escursionismo (es. OSMand) che presentano la possibilità di aggiungere questi percorsi (segnalati e mantenuti) tra le informazioni offerte ai propri utenti.
A partire dal 2016 un accordo tra Wikimedia Italia ed il Club Alpino Italiano prevedeva l'inserimento delle «informazioni geografiche relative ai percorsi escursionistici, ai rifugi e ai bivacchi all’interno del database OpenStreetMap, rendendole così consultabili da tutti in forma libera».
A seguito dell'accordo, i dati di molti dei sentieri presenti sul portale hiking.waymarkedtrails.org, quelli curati e mantenuti in Italia dal Club Alpino Italiano (CAI), sono stati recentemente resi disponibili online sul portale dal Catasto Sentieri del CAI o Catasto della Rete Escursionistica Italiana (REI) apposito servizio creato dal Club Alpino Italiano per mantenere un catasto online dei propri sentieri.
In un futuro sviluppo della RSA è possibile prevedere la collaborazione nel progetto del CAI, qualora quest'ultimo si mostri interessato al progetto, e - dopo l'adeguamento della segnaletica della RSA a tutti i canoni del CAI - un'acquisizione dei sentieri della RSA sul Catasto Sentieri dei CAI.  

##### 4. Promozione della Rete Sentieristica d'Abbazia

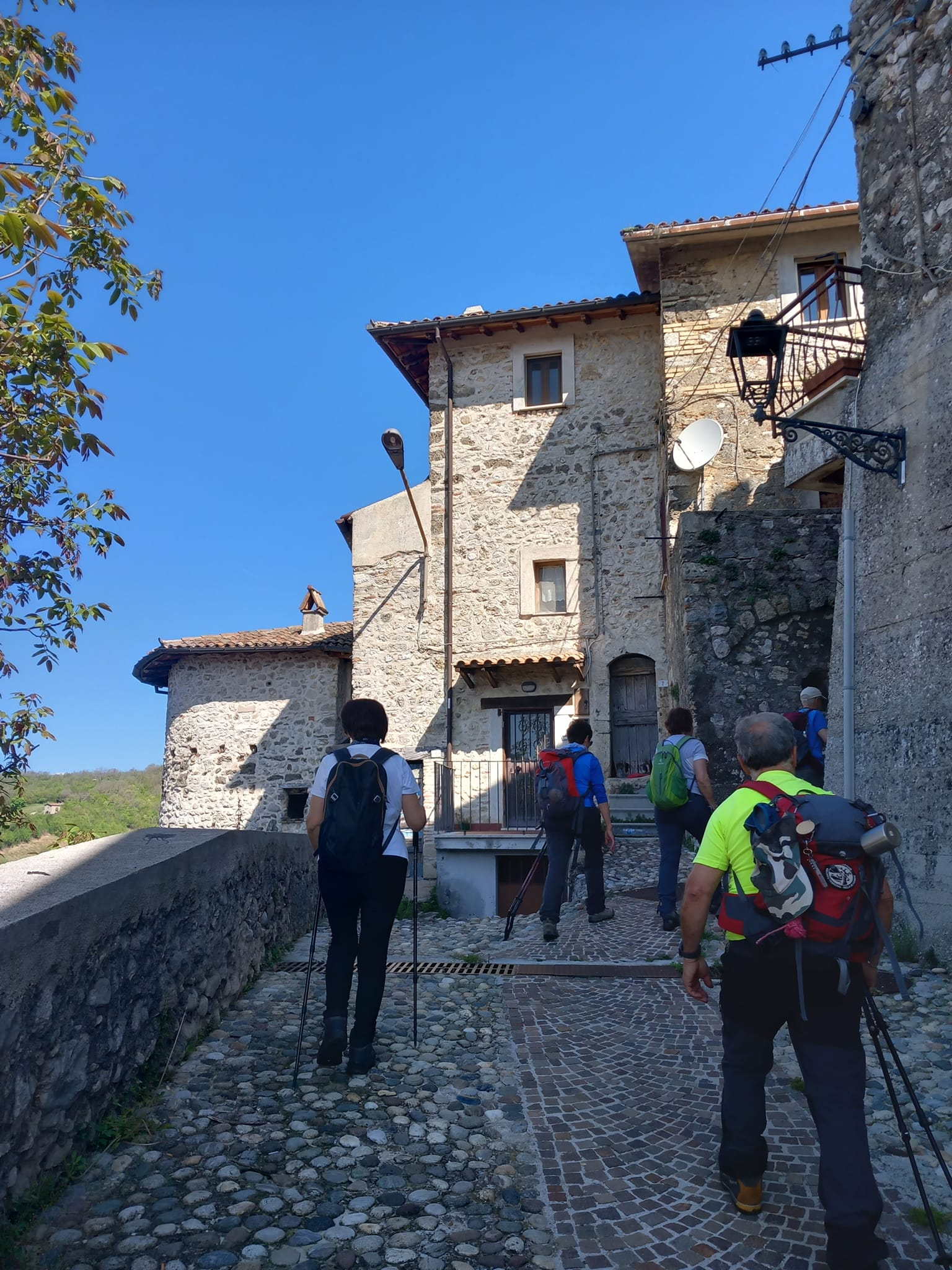
Escursionisti visitano Roccaranieri grazie al Sentiero 01: Valle del Salto - Roccaranieri (maggio 2023).

Una volta che la Rete Sentieristica Abbaziale assuma davvero - nella realtà e non solo sulla carta - una consistenza tale da permettere le escursioni degli abitanti dei territori abbaziali da un castello all'altro, può essere posta in essere l'ultima fase del progetto, quella relativa alla promozione del lavoro svolto quando la rete di sentieri sarà ormai pronta per permettere agli abitanti e agli escursionisti di fruire della natura del territorio e della sua conoscenza tramite le informazioni rese disponibili sulla Magna Charta Abbatiae. 
Anche in quest'ultima fase, come nella precedenti di ripristino e segnalazione dei sentieri, sarebbe auspicabile, probabilmente imprescindibile, l'appoggio delle istituzioni e delle amministrazioni comunali: nelle intenzioni del progetto sarebbe, infatti, previsto, sempre con l'aiuto di volontari, l'organizzazione di un ciclo di incontri da tenersi in alcuni dei castelli dell'abbazia per presentare al pubblico e agli abitanti dei comuni attraversati dai sentieri il frutto dello sforzo dei volontari del progetto.
Nelle stesse occasioni sarebbe altresì auspicabile il coinvolgimento di storici e studiosi - personalità dotate della necessaria competenza - che possano offrire al pubblico una panoramica della storia dell'abbazia di San Salvatore Maggiore e della sua importanza.
Dal momento che al centro del progetto è l'abbazia di San Salvatore Maggiore e la sua storia - al termine del ripristino dei tracciati e della loro segnalazione - sarebbe, poi, di grande importanza poter eleggere come sede per un incontro finale, per la presentazione definitiva del progetto, proprio l'abbazia di San Salvatore, proprietà del comune di Concerviano.

#### Il presente (2024)

##### Il primo passo del progetto RSA: il Sentiero 01: Valle del Salto - Roccaranieri
Il progetto della Rete di Sentieri dell'abbazia di San Salvatore Maggiore (RSA) ha preso effettiva consistenza a partire dall'estate 2022 e soprattutto nell'estate del 2023, con il ripristino del «Sentiero 01: Valle del Salto - Roccaranieri», uno degli antichi sentieri che facevano parte della rete di sentieri abbaziali e che permetteva la comunicazione del castello di Roccaranieri - e dei territori abbaziali in generale - con i paesi di Ville Grotti e Grotti di Cittaducale nel territorio del Regno di Sicilia prima - sotto la dinastia degli Altavilla e degli Svevi - del Regno di Napoli sotto gli Angioini e gli Aragonesi, degli Stati Farnesiani d'Abruzzo, del Regno di Napoli in epoca napoleonica e poi del Regno delle Due Sicilie.

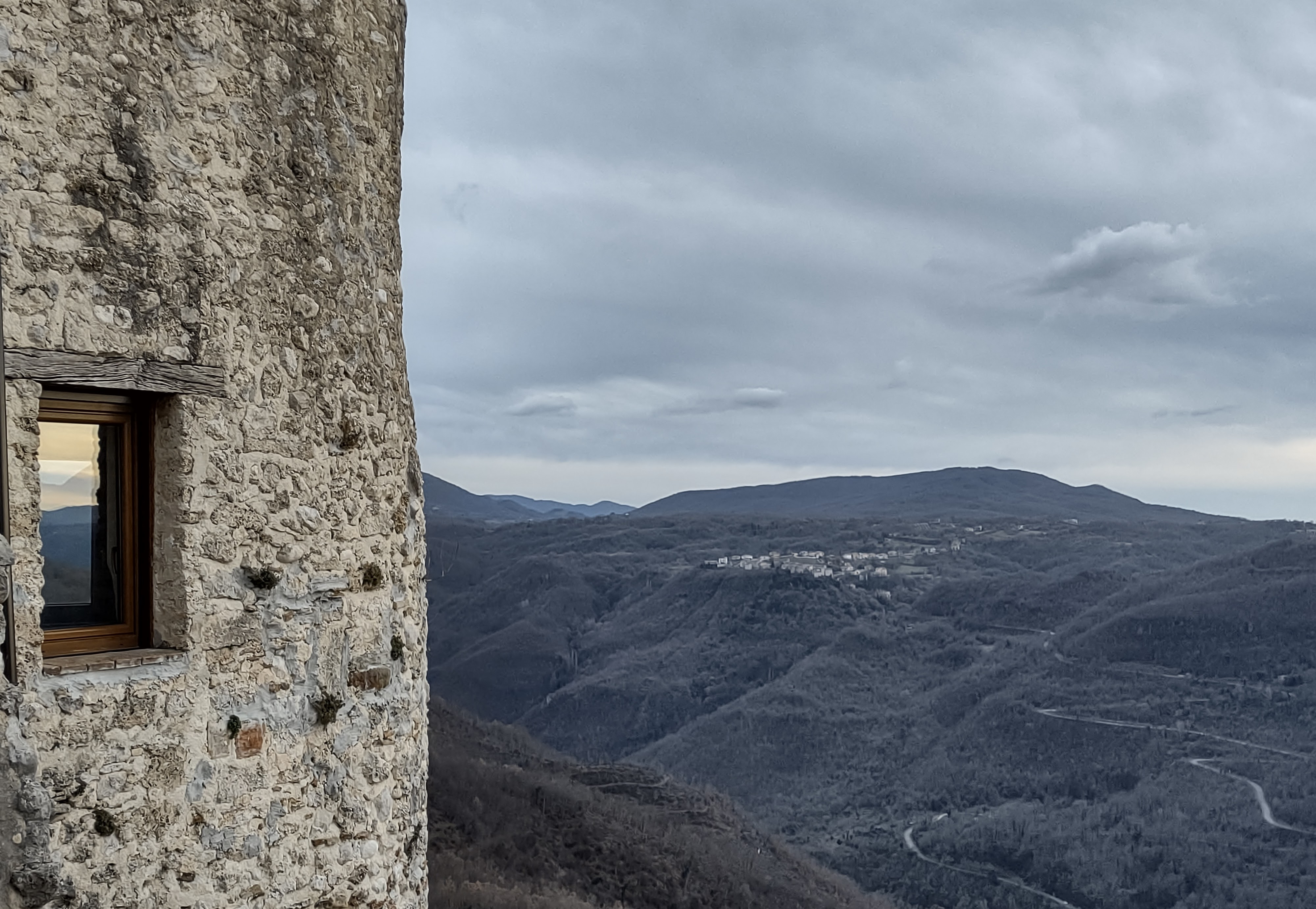
Roccaranieri ed il Sentiero 01 dal castello di Calcariola.

Il tragitto offriva una veloce via di accesso alla valle del Salto e da questa alla città di Rieti verso nord o agli abitati del Cicolano verso sud, all'attigua Piana di San Vittorino nella valle del Velino ad est, transitando per Ville Grotti e guadagnando la sommità del monte su cui sorge Calcariola, prima di riscendere verso Cittaducale. 
Il sentiero è stato segnalato nell'inverno tra il 2022 ed il 2023 ed è percorribile e segnalato dal gennaio 2023. Da settembre 2024 è disponibile sul portale hiking.waymarkedtrail.org.
Si presenta agli escursionisti con particolarità che ne rendono piacevole il transito: quasi completamente nel bosco, con la presenza lungo il tragitto di cordonate in pietra che, dalla valle del Salto, facilitano l'ascesa a mo' di gradini. Sono presenti in alcuni tratti elementi di selciato posti in essere nei secoli passati così come si ravvisano muretti a secco a monte e a valle del sentiero, testimonianza dell'operosità degli abitanti del paese di Roccaranieri che per secoli ne hanno curato la manutenzione.
Lungo il sentiero, oltre alla quiete e alla qualità del bosco è possibile godere:
- del passaggio sul Ponte della Mola,
- della vista delle cascate del Torrente della Mola,
- del suono delle acque del gelido torrente nei pressi del Ponte della Mola
- della fonte antica del paese di Roccaranieri

prima di arrivare nell'antico borgo e visitarne i vicoli fino al punto panoramico - dall'alto della rupe sulla valle del Salto - che si affaccia sul castello normanno di Calcariola dirimpetto.

Sentiero 01: Valle del Salto - Roccaranieri
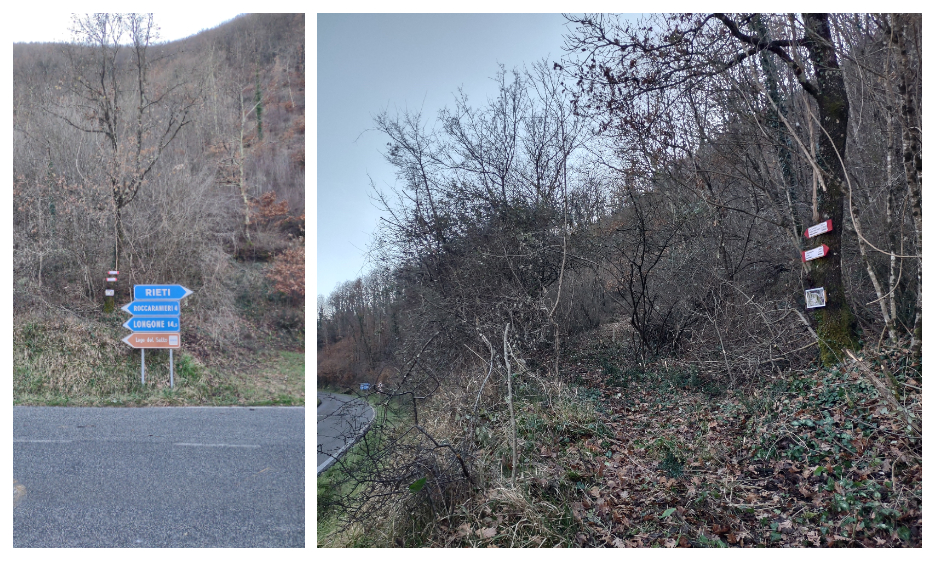
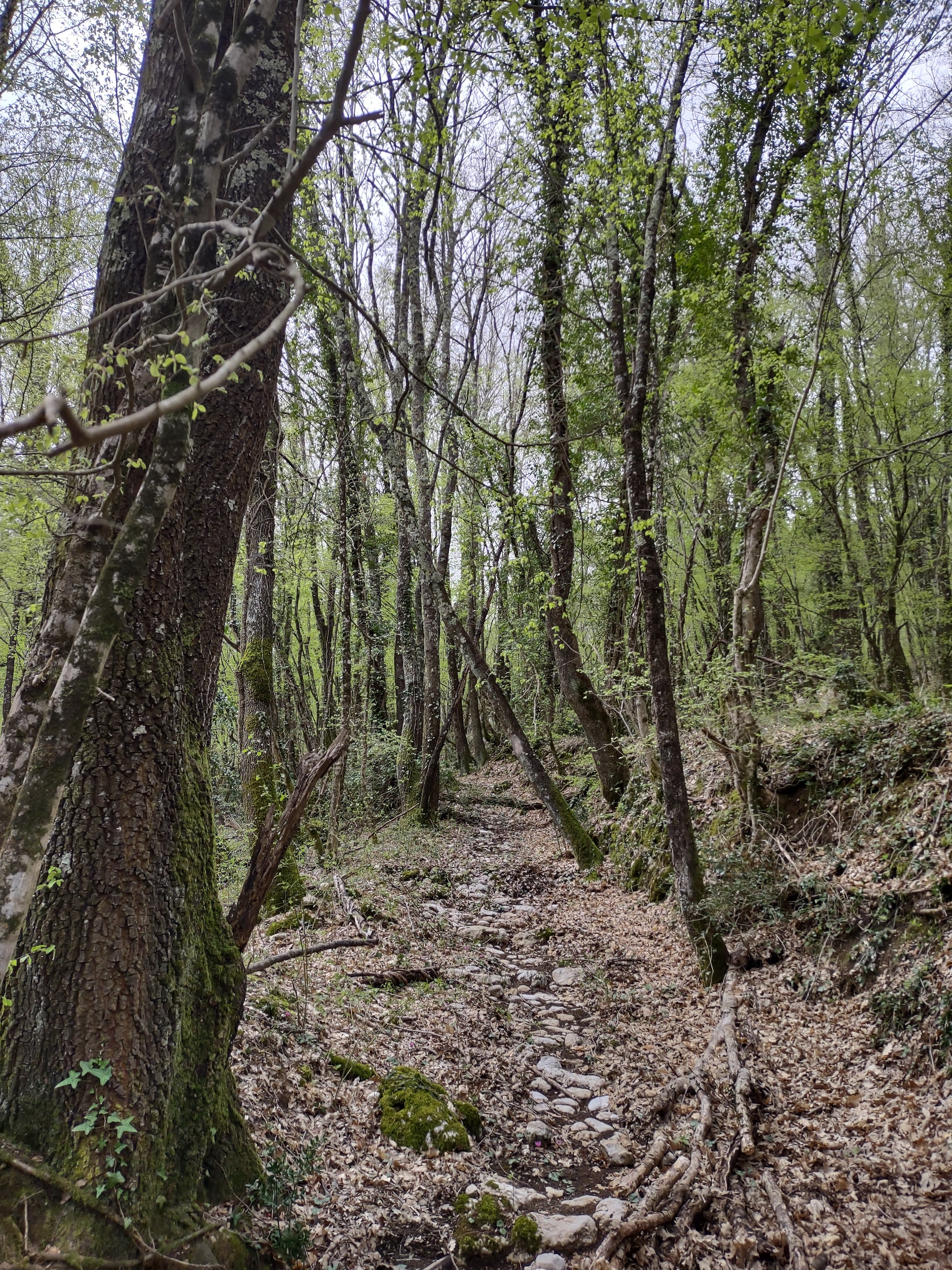
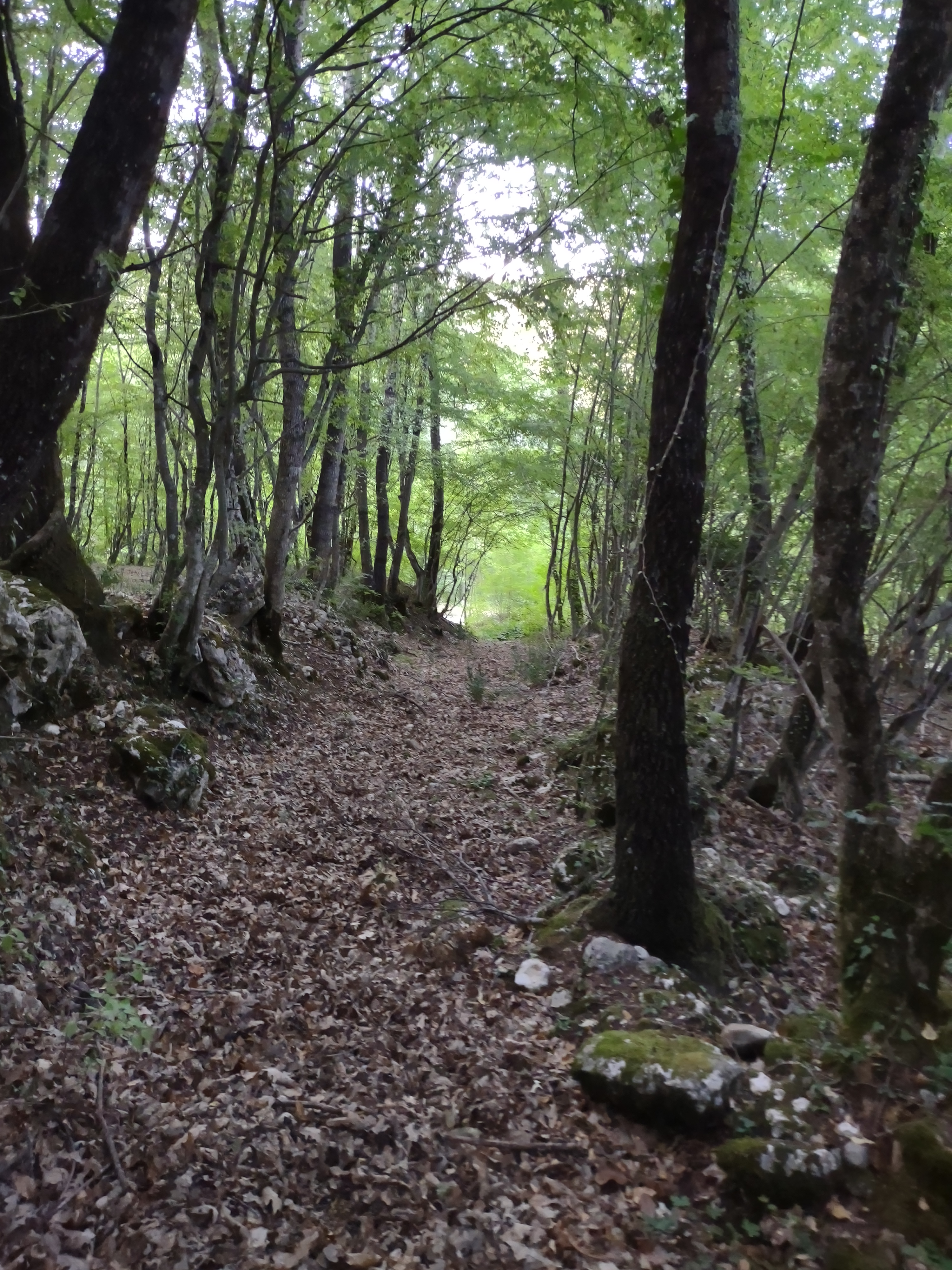
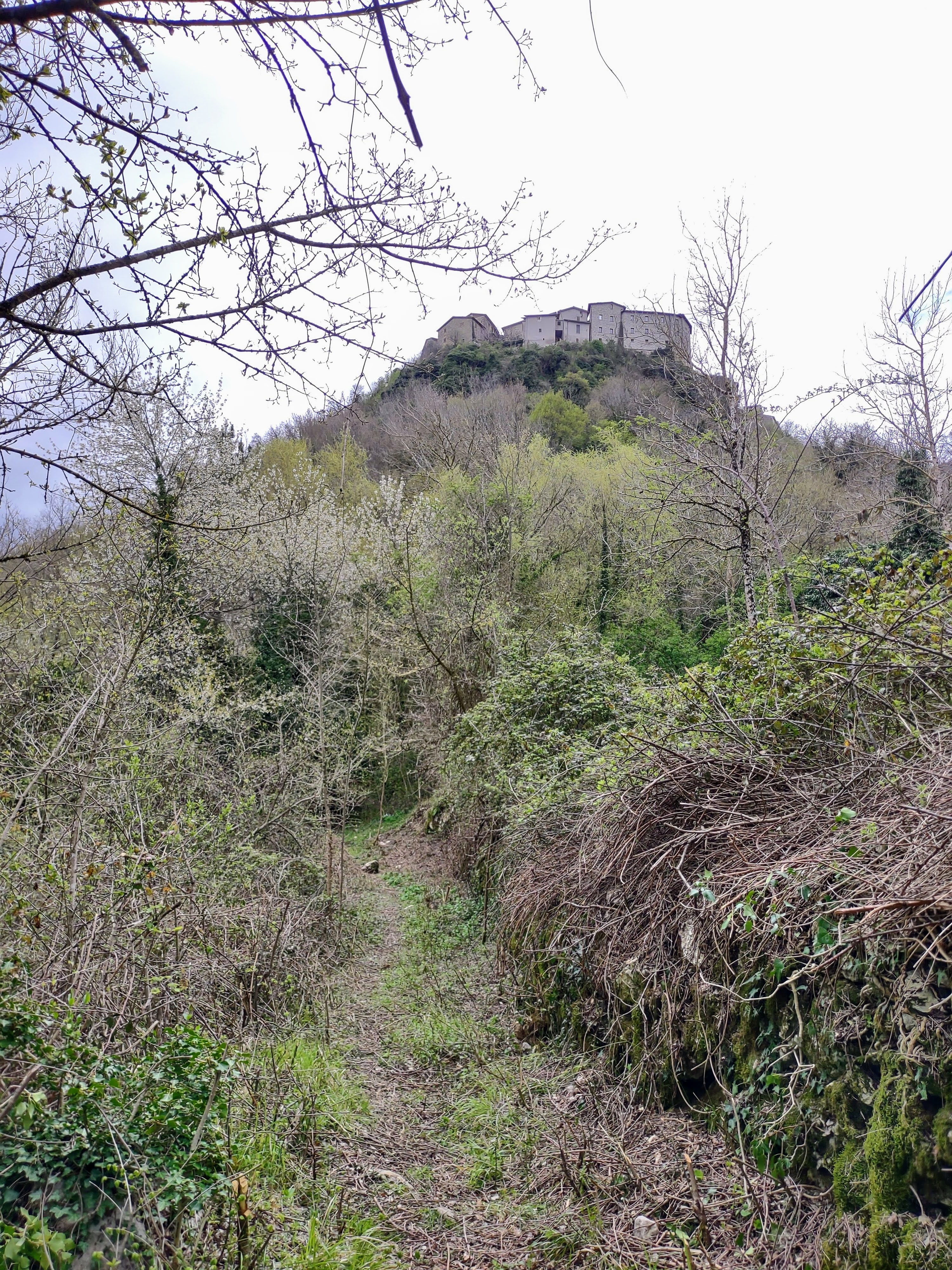
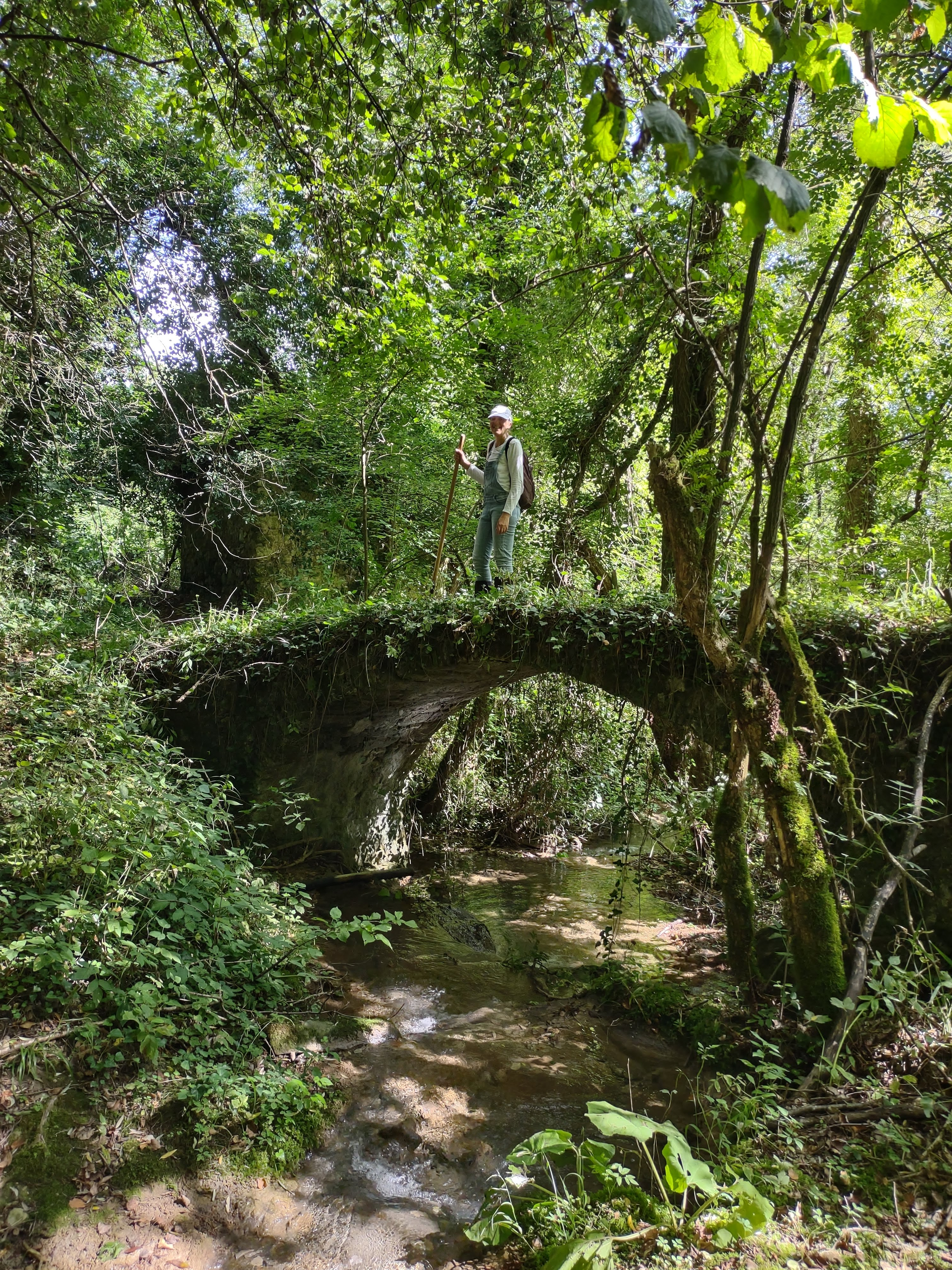
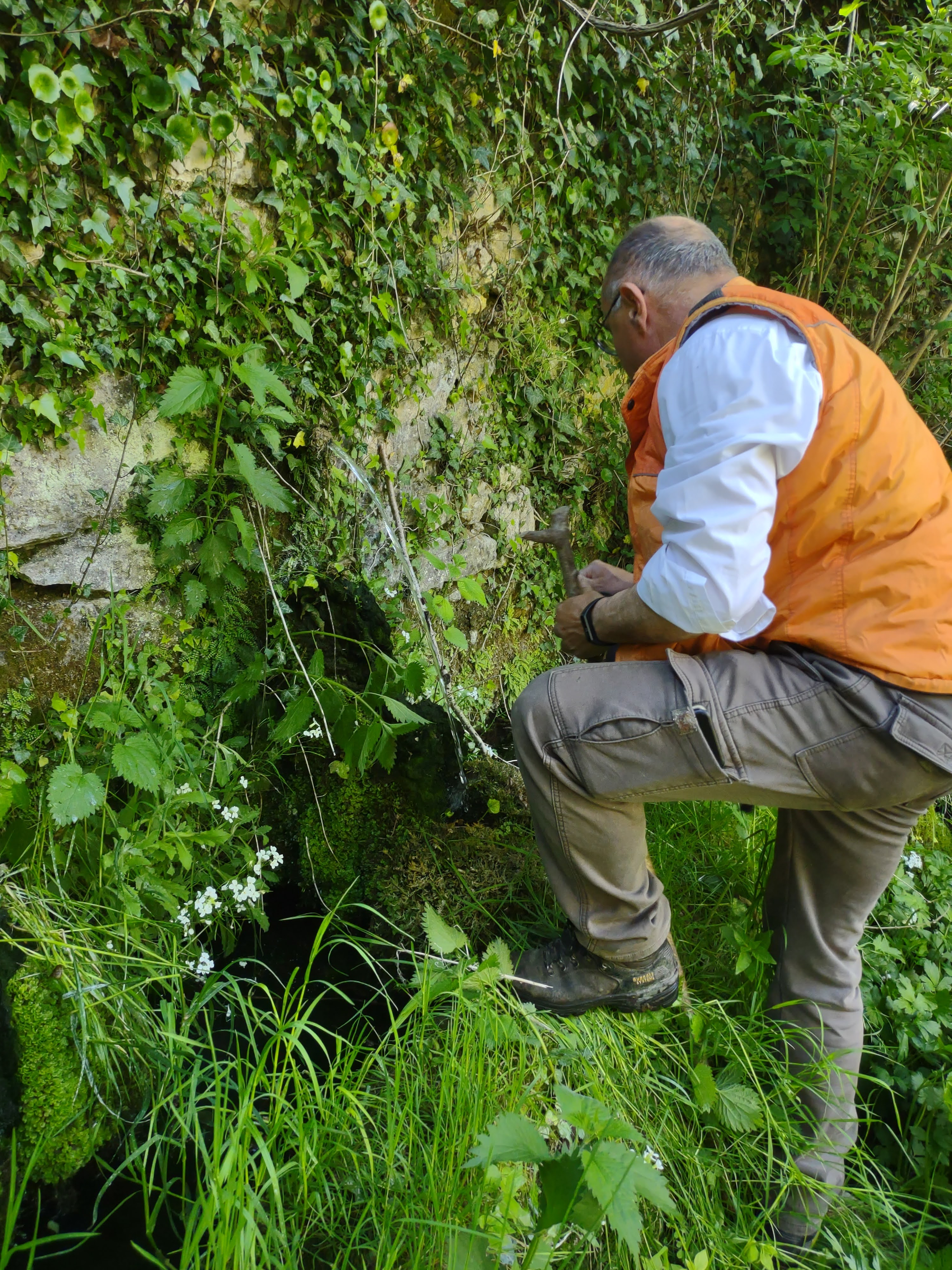
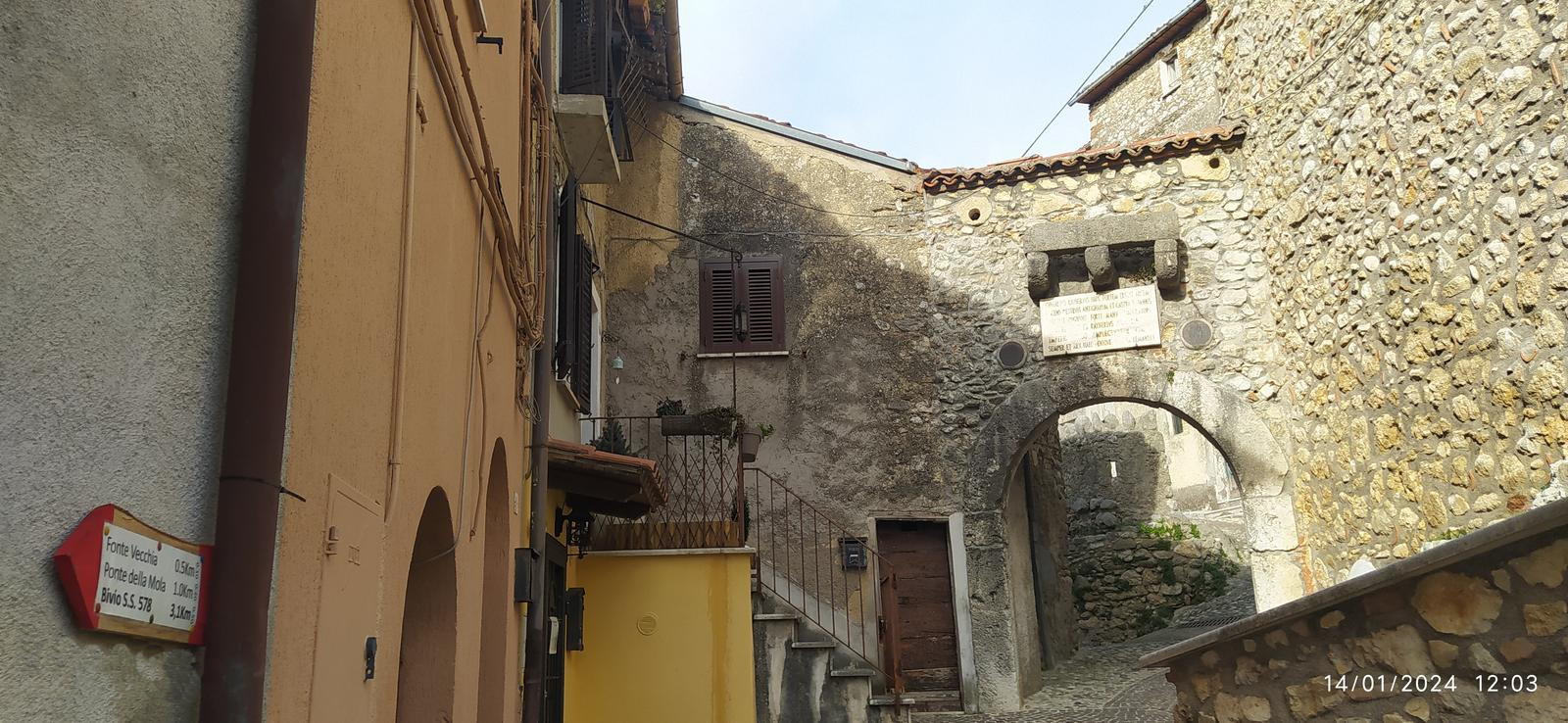

#### Il futuro del progetto (2025-2027)

##### Roadmap per il ripristino e la segnalazione dei sentieri
Per i restanti 31 sentieri da attrezzare per la RSA - oltre al Sentiero 01: Valle del Salto - Roccaranieri, già in uso, si prevede:
- Ripristino dei sentieri e loro segnalazione secondo la priorità:
  - ai sentieri già percorribili con l'apposizione della segnaletica autoprodotta da parte di volontari per promuovere tra gli abitanti ed i visitatori la curiosità verso il progetto:
    1. Sentiero 02: Roccaranieri - San Silvestro[80]. (transitabile - gennaio 2025, segnalato - febbraio 2025)
    2. Sentiero 03: San Silvestro - Vaccareccia. (transitabile - gennaio 2025)
    3. Sentiero 04: Roccaranieri - Bivio Concerviano (Ponte San Martino). (transitabile - aprile 2025)
    4. Sentiero 05: Vaccareccia - Abbazia di San Salvatore Maggiore. (transitabile - gennaio 2025)
    5. Sentiero 06: Abbazia di San Salvatore Maggiore - Pratoianni. (transitabile - gennaio 2025)
    6. Sentiero 08: San Martino - Capradosso.
    7. Sentiero 09: San Martino - Offeio.
    8. Sentiero 14: Rocca Vittiana - Poggio Vittiano.
    9. Sentiero 15: Abbazia di San Salvatore Maggiore - Longone Sabino. (transitabile - gennaio 2025)
    10. Sentiero 16: Longone Sabino - Vallecupola. (transitabile - gennaio 2025)
    11. Sentiero 20: Roccaranieri - Porcigliano. (transitabile - aprile 2025)
    12. Sentiero 21: Porcigliano - Cenciara. (transitabile - aprile 2025)
    13. Sentiero 24: Cenciara - Valle del Salto. (transitabile - aprile 2025)
    14. Sentiero 26: Longone Sabino - Rocca Sinibalda.
    15. Sentiero 27: Varco Sabino - Mirandella.
    16. Sentiero 28: Vallecupola - Guaita (Madonna di Pagaret). (transitabile - gennaio 2025)
    17. Sentiero 29: Vallecupola - Lutta.
    18. Sentiero 30: Porcignano - Santuario della Madonna dei Cignali. (transitabile - gennaio 2025)
    19. Sentiero 31: Magnalardo - San Silvestro. (transitabile - febbraio 2025)
    20. Sentiero 32: Magnalardo - Vaccareccia.

  - ai sentieri non percorribili (o parzialmente percorribili) con il ripristino del transito e l'apposizione della segnaletica:
    1. Sentiero 22: Roccaranieri - Cenciara.
    2. Sentiero 25: Casette - Cenciara.
    3. Sentiero 23: Porcigliano - Magnalardo.
    4. Sentiero 19: Vaccareccia - Pratoianni.
    5. Sentiero 18: Concerviano - Pratoianni.
    6. Sentiero 10: Offeio - Rocca Vittiana.
    7. Sentiero 17: Bivio Concerviano - Concerviano.
    8. Sentiero 08: San Martino - Capradosso.
    9. Sentiero 13: Varco Sabino - Poggio Vittiano.
    10. Sentiero 16: Longone Sabino - Vallecupola.

##### Sviluppi futuri: segnaletica e attrazioni
- Dialogo e auspicabile coinvolgimento del Club Alpino Italiano per l'integrazione della rete sentieristica RSA nella REI curata dal Club Alpino Italiano.
- Apposita segnaletica di lunga durata: una volta che il progetto si sia dimostrato come uno sforzo apprezzato dagli abitanti e dai visitatori dei territori abbaziali - allorché sia chiaro che almeno una buona parte dei sentieri sono sottoposti ad una sufficiente manutenzione - si potrà allora pensare a sostituire la segnaletica autoprodotta[81] per reperire fondi per l'apposizione di una apposita segnaletica di lunga durata (supporti in legno lavorato/metallo, tabelle in materiale non marcescibile[82]).
- Aggiunta di ulteriori luoghi di interesse e punti panoramici sulla Magna Charta Abbatiae con la partecipazione dei volontari alla stesura di nuove pagine Wikipedia per la documentazione dei nuovi luoghi d'interesse nel territorio abbaziale.
- Realizzazione di una segnaletica relativa ai luoghi di interesse nel territorio abbaziale che prenda spunto dagli articoli Wikipedia relativi agli stessi luoghi per coinvolgere i più anziani.
- Coinvolgimento dei paesi e delle amministrazioni dei comuni confinanti per l'ampliamento della rete di sentieri e la connessione della Rete Sentieristica Abbaziale con il resto della rete sentieristica della provincia di Rieti[83].
- Sistemazione di installazioni che aiutino la promozione della rete sentieristica e del paesaggio sul territorio dell'abbazia. A tal proposito le Grandi Panchine del designer Chris Bangle, parte del progetto Big Bench Community Project[84] - da collocare in uno o due dei punti panoramici[85] del territorio[86] - costituirebbero di certo una attrazione.
- Organizzazione di un circuito di gare di corsa in montagna sui sentieri dell'abbazia[87].

## Sentieri
La rete sentieristica è costituita, nel progetto, da 32 sentieri di diversa lunghezza e difficoltà, segnalati con segnali e segnavia rosso-bianco-rosso con la scritta SSM (San Salvatore Maggiore o, in latino, Sancti Salvatoris Maioris) nella parte bianca. 
La rete sentieristica è percorribile interamente a piedi e, per lunghi tratti, a cavallo e in mountain bike; i sentieri possono essere percorsi per spostarsi da un paese all'altro dando modo agli escursionisti di visitare i paesi e le attrazioni del territorio senza transitare a piedi per strade trafficate. 
L'abbazia di San Salvatore Maggiore, fulcro del progetto e della storia del territorio, è posta al centro della rete di castelli e sentieri.
In alcuni dei sentieri, quelli provvisti di resti di selciato o cordonate in pietra (Sentiero 01: Valle del Salto - Roccaranieri, Sentiero 24: Cenciara - Valle del Salto), è intenzione del progetto, con l'accordo delle amministrazioni locali, interdire il transito ai veicoli a motore - specie alle moto da cross - per preservare la pavimentazione ancora in essere.

### Tavola dei Sentieri della Rete Sentieristica dell'Abbazia di San Salvatore Maggiore
| #      | Percorso                                             | km   | Stato (gennaio 2025)      | Note |  |
| ------ | ---------------------------------------------------- | ---- | ------------------------- | --- |  |
| 1      | Valle del Salto - Roccaranieri                       | 3,2  | percorribile ***          | Cordonate in pietra, basolato, muretti a secco, Ponte della Mola, Fonte di Roccaranieri. |  |
| 2      | Roccaranieri - San Silvestro                         | 4    | percorribile ***          | Guado del Fosso della Fonte dei Colli, possibile passaggio per la Chiesa di San Giovanni ed il Ponte di San Giovanni. Sulla SP30a tra il bivio per Casale Falcetti ed il bivio per i Casali Valli Rose           |  |
| 3      | San Silvestro - Vaccareccia                          | 4,3  | percorribile **           | Passaggio per la Fonte di San Silvestro, guado e vista del Fosso del Canalone, passaggio per Fonte Sponga, arrivo alla Fonte di Vaccareccia.                                                                     |  |
| 4      | Roccaranieri - Bivio Concerviano (Ponte San Martino) | 3,2  | percorribile *            | Interrotto nella versione più breve e antica da rovi a seguito del taglio del bosco. Per la maggior parte carreggiabile, presenti cartelli di una ciclabile della Riserva del Navegna                            |  |
| 5      | Vaccareccia - Abbazia di San Salvatore Maggiore      | 1,3  | percorribile **           | Passa sopra all'antica mola di Vaccareccia |  |
| 6      | Abbazia di San Salvatore Maggiore - Pratoianni       | 2,1  | percorribile **           | Nella cartografia IGM e catastale |  |
| 7      | Bivio Concerviano - San Martino                      | 1,3  | ?                         | Attraversa sulla SS578 il Salto tramite il Ponte San Martino |  |
| 8      | San Martino - Capradosso                             | 2,7  | percorribile *            | Nella sentieristica IGM e catastale |  |
| 9      | San Martino - Offeio                                 | 4,8  | ?                         | Nel bosco |  |
| 10     | Offeio - Rocca Vittiana                              | 5,2  | ?                         | Nel bosco, transita sulla diga del Salto sulle rovine di Rocca del Salto. |  |
| 11     | Rocca Vittiana - Vallecupola                         | 3,5  | percorribile **           | Parte del Sentiero Italia |  |
| 12     | Vallecupola - Varco Sabino                           | 2,5  | percorribile ***          | Parte del Cammino Naturale dei Parchi |  |
| 13     | Varco Sabino - Poggio Vittiano                       | 5,9  | ?                         | Nel bosco |  |
| 14     | Rocca Vittiana - Poggio Vittiano                     | 2,1  | percorribile ***          | Ricalca la strada asfaltata (percorso più veloce tra i due castelli) |  |
| 15     | Abbazia di San Salvatore Maggiore - Longone Sabino   | 2,9  | percorribile ***          | Parte del Sentiero CAI 375 |  |
| 16     | Longone Sabino - Vallecupola                         | 5,2  | percorribile *            | Parte del Sentiero CAI 375 |  |
| 17     | Bivio Concerviano - Concerviano                      | 1,2  | ?                         | Nella cartografia IGM e catastale |  |
| 18     | Concerviano - Pratoianni                             | 3,9  | ?                         | Alternativa alla strada provinciale tra Concerviano e Pratoianni sul versante della valle del Salto. Nella cartografia catastale                                                                                 |  |
| 19     | Vaccareccia - Pratoianni                             | 2,6  | ?                         | Nella cartografia IGM e catastale |  |
| 20     | Roccaranieri - Porcigliano                           | 3,1  | percorribile ***          | Nella cartografia IGM e catastale (anche nel Catasto Gregoriano del 1834), in parte sulla SP30a |  |
| 21     | Porcigliano - Cenciara                               | 2,6  | percorribile *            | Percorribile ma non mantenuta tra Fassinoro e il Fosso di San Biagio. Dal guado sul Fosso di San Biagio a Cenciara mantenuta e segnalata dagli abitanti di Cenciara                                              |  |
| 22     | Roccaranieri - Cenciara                              | 4,9  | parzialmente percorribile | Percorsa tra Case Colle e Le Piana nell'ottobre del 2022, un taglio del bosco nel 2023 ne ha pregiudicato la percorribilità in quel tratto. Il resto del tracciato di uso frequente per la raccolta di castagne. |  |
| 23     | Porcigliano - Magnalardo                             | 5,1  | ?                         | È il sentiero per raggiungere la Grotta di Santa Lucia, prosegue per il guado del Fosso di Rio Secco, nella cartografia IGM e catastale                                                                          |  |
| 24     | Cenciara - Valle del Salto                           | 1,5  | percorribile *            | Presenza di cordonate in pietra nel tratto verso la valle del Salto. Usato dai torrentisti per l'accesso alla Forra del fosso della Mola di Cenciara                                                             |  |
| 25     | Casette - Cenciara                                   | 7,1  | parzialmente percorribile | Nella cartografia IGM e catastale |  |
| 26     | Longone Sabino - Roccasinibalda                      | 10,8 | percorribile **           | Parte del Sentiero CAI 375, transita per la Chiesa di Sant'Anna ed il Conventino a Longone Sabino e per la frazione dei Trampani (l'antico abitato di Insegne)                                                   |  |
| 27     | Varco Sabino - Mirandella                            | 6,3  | percorribile ***          | Parte dei sentieri CAI 325 e 324 (Riserva del Monte Navegna e Cervia) |  |
| 28     | Vallecupola - Guaita (Madonna di Pagaret)            | 3,2  | percorribile **           | Mantenuto dagli abitanti di Vallecupola per devozione mariana. |  |
| 29     | Vallecupola - Lutta                                  | 4,8  | percorribile **           | Parte dei Sentieri CAI 375 e 321, oltre i 1000m è privo di vegetazione |  |
| 30     | Porcignano - Santuario della Madonna dei Cignali     | 1,7  | percorribile ***          | Sulla SP30a quindi su una carreggiabile sterrata |  |
| 31     | Magnalardo - San Silvestro                           | 4,3  | percorribile ***          | Sulla SP30a quindi su una carreggiabile sterrata |  |
| 32     | Magnalardo - Vaccareccia                             | 6,6  | percorribile ***          | Sulla SP30a quindi su una carreggiabile sterrata per il Fosso del Canalone e la strada di Fonte Sponga |  |
|        |                                                      |      |                           | |  |
| totale |                                                      | 124  |                           | |  |

### Percorsi e cammini all'interno della Rete Sentieristica dell'Abbazia
È altresì possibile percorrere i sentieri in anelli che permettono di vistare il territorio partendo da uno dei castelli dell'abbazia (uno qualsiasi dei castelli sul percorso ad anello) per tornare al punto di partenza dopo aver percorso un cammino più o meno lungo a seconda delle capacità di ciascun escursionista. 

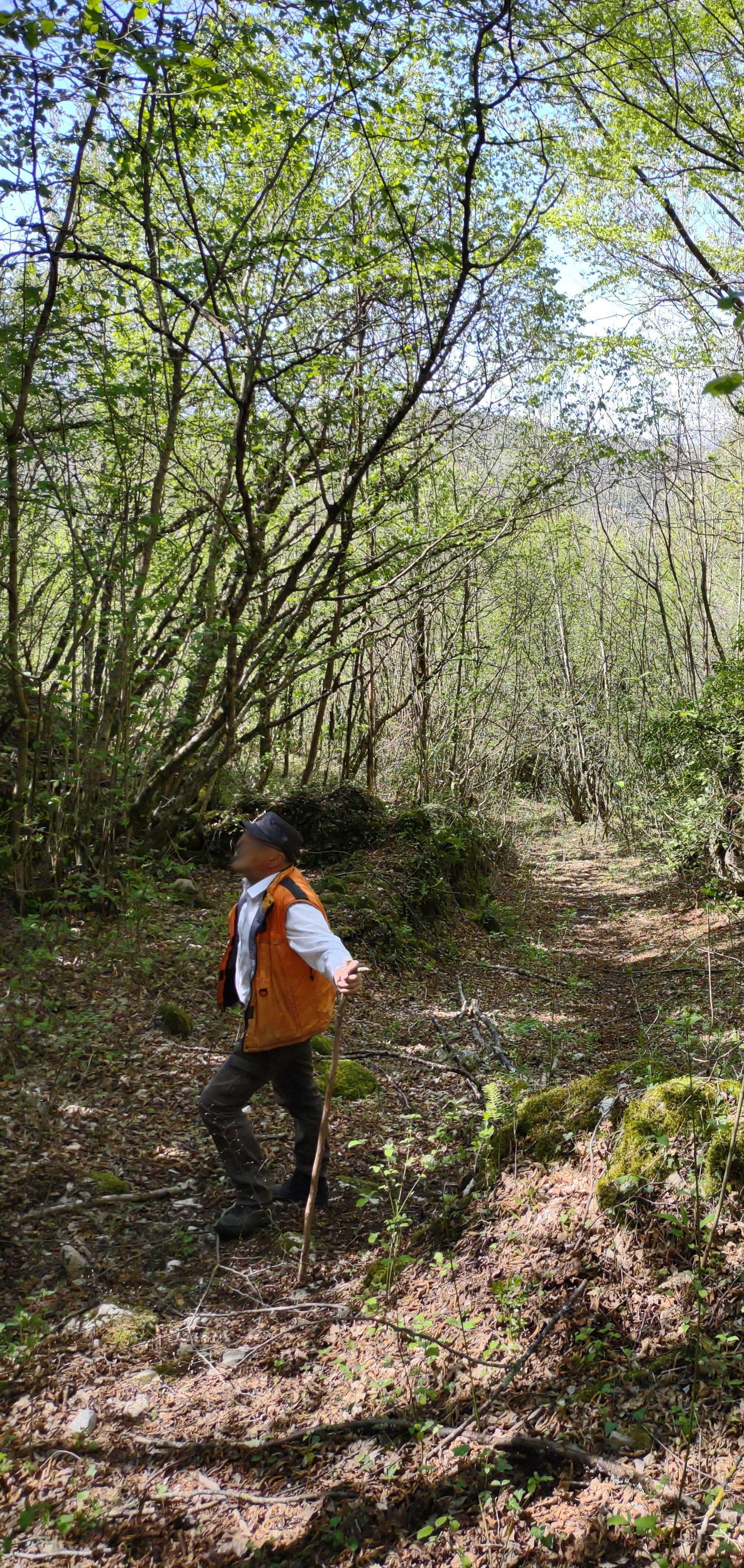
Escursionista sui sentieri della Rete Sentieristica Abbaziale.

In particolare si propongono agli escursionisti:
- Anello corto (20 km): Roccaranieri - San Silvestro - Vaccareccia - Abbazia di San Salvatore Maggiore - Pratoianni - Concerviano - Roccaranieri (982 m di dislivello - Sentieri 02,03,05,17,04).
- Anello medio nord-ovest (30 km): Roccaranieri - Cenciara - Porcigliano - Magnalardo - Vaccareccia - Abbazia di San Salvatore Maggiore - Pratoianni - Concerviano - Roccaranieri (1562 m di dislivello - Sentieri 22,21,23,32,05,17,04).
- Anello medio sud-est (35 km): Longone Sabino - Vallecupola - Varco Sabino - Poggio Vittiano - Rocca Vittiana - Offeio - San Martino - Concerviano - Pratoianni - Abbazia di San Salvatore Maggiore - Longone Sabino (2040 m di dislivello - Sentieri 16,12,13,14,10,09,07,17,18,06,15).
- Anello lungo (70 km): Roccaranieri - San Martino - Offeio - Rocca Vittiana - Varco Sabino - Vallecupola - Longone - Vaccareccia - Magnalardo - Porcigliano - Cenciara - Roccaranieri - San Silvestro - Vaccareccia - Abbazia di San Salvatore - Pratoianni - Concerviano - Roccaranieri.

Oltre ai percorsi ad anello si propongono agli escursionisti dei percorsi in linea, niente altro che delle configurazioni prestabilite di itinerari sulla rete dei sentieri abbaziali, ottenute:
- prendendo spunto dal passaggio di personaggi storici all'interno dei territori abbaziali
- per permettere la visita di particolari attrazioni sul territorio abbaziale.

Tra questi percorsi in linea:
- Cammino di San Leonardo (60 km) - Pensato per ricordare il passaggio nei territori abbaziali di Padre Leonardo di Porto San Maurizio nel 1742[98]. Segue il percorso: Poggio Vittiano - Varco- Vallecupola - Rocca Vittiana - Capradosso - Concerviano - Roccaranieri - San Silvestro - Longone Sabino - Abbazia di San Salvatore Maggiore.
- Cammino dei Ponti (30 km) - Pensato per visitare i cinque piccoli ponti medioevali sopravvissuti nel territorio abbaziale e nel territorio del contiguo borgo di Ascrea, sul Fosso dell'Obito, limite a sud-ovest dei territori abbaziali: Roccaranieri (Ponte della Mola, Ponte di San Giovanni) - San Silvestro - Vaccareccia - Abbazia di San Salvatore Maggiore - Varco Sabino (Ponte del Varco) - Ascrea (Ponticchiu a' pe'e, Ponticchiu a' capu).
- Cammino di Beatrice Cenci in vincoli (15 km) - Pensato per ricordare le tragiche vicende di Beatrice Cenci che una tradizione locale[99] vuole consegnata dalle guardie del regno di Napoli ai gendarmi pontifici sul ponte romanico di Posticciola: Borgo San Pietro - Poggio Vittiano - Rocca Vittiana - Vallecupola - Stipes - Ponte di Posticciola.
- Cammino dei Punti Panoramici (31 km) - Pensato per raggiungere in giornata alcuni dei punti panoramici del territorio segnati sulla Magna Charta Abbatiae: Cenciara (Panorama sulla valle del Salto) - Porcigliano - Madonna dei Cignali (Panorama sulla valle del Turano) - Monte Pelato (Panorama su Rocca Sinibalda) - Monte Porraglia (Panorama su Vallecupola).

## Altri itinerari e cammini nei dintorni
La Rete Sentieristica dell'Abbazia di San Salvatore Maggiore è a ridosso di altri percorsi a tappe:
- Provenienti da nord, transitando per la città di Rieti, costeggiando ad ovest i territori abbaziali nel loro percorso lungo la valle del Turano:
  - Cammino di San Benedetto.
  - Cammino di Francesco.
  - Cammino della Sibilla.
- Proveniente da nord-est, transitando dal massiccio del Terminillo, attraversando i territori abbaziali per proseguire lungo la valle del Turano verso Carsoli, il Sentiero Italia.
- Proveniente da sud-ovest, da Roma, lambisce i territori abbaziali a sud, nel suo percorso verso L'Aquila, il Cammino Naturale dei Parchi.
- A sud, tra la valle del Salto e la Marsica, molto popolare tra gli escursionisti del Centro Italia è il Cammino dei Briganti.

Al margine meridionale dei territori abbaziali, parzialmente sovrapposta ad essi, si trova la Riserva naturale regionale del Monte Navegna e Monte Cervia con la sua ricca rete di sentieri a ridosso dei castelli di Vallecupola e Varco Sabino.

### Mappa della Rete Sentieristica dell'Abbazia di San Salvatore Maggiore

#### Mappa digitale
- Magna Charta Itinerum Abbatiae Sancti Salvatoris Maioris apud Reate, su https://umap.openstreetmap.fr/it/, 10 Settembre 2024.

#### Mappa cartacea
- In formato A0 (84,1 cm x 118,9 cm, ovvero 33 x 47 pollici): Magna Charta RSA in A0

### Risorse per i volontari del progetto RSA

#### Segnaletica della Rete Sentieristica Abbaziale
- Standard delle misure per le tavolette dei segnali e dei pali di supporto.
- Layout delle schede informative da stampare, laminare e apporre alle tavolette dei segnali: Facsimile segnali.

##### Segnaletica del Club Alpino Italiano
- Documenti Cai su Ambiente e sentieri, su cai.it. URL consultato il 12 febbraio 2025.
- Struttura Operativa Sentieri e Cartografia (SOSEC).
- Strumenti operativi per i gestori di Reti Sentieristiche - Luoghi 2.0, Manuale dell'utente Luoghi 2.0, in pdf.
- Club Alpino Italiano – Commissione Centrale per l’Escursionismo - Sentieri: Pianificazione, Segnaletica, Manutenzione. Corso per esperti in pianificazione e gestione di Reti Sentieristiche.
- “Quanto ci metto?” Brevi indicazioni per dare un tempo alle nostre escursioni, su nellanatura.it, 1º Agosto 2016.
- Quanto ci metto 2: il metodo proposto da Luoghi 2.0, su nellanatura.it, 14 Novembre 2016.
- Il diagramma per il calcolo del tempo di percorrenza di un sentiero (PDF), su caipordenone.it.
- La segnaletica dei sentieri, su caifirenze.it.
- La segnaletica del CAI, su caieste.org.
- Commissione centrale per l'escursionismo - Gruppo lavoro sentieri, L'attività dei volontari sui sentieri (PDF), su caieste.org.
- Cartellonistica sentieri: i significati della segnaletica CAI, su naturabenesserecultura.it, 10 agosto 2023.
- Regione Piemonte, Proposta di un sistema di segnaletica per la rete fruitiva ciclabile ed escursionistica della Regione Piemonte. (PDF), su regione.piemonte.it.
- Catasto CAI Ragione Lazio.

##### Segnaletica dei sentieri svizzeri
- La segnalazione dei sentieri svizzeri.

#### La normativa dei sentieri CAI
- La normativa sui sentieri, su caifirenze.it.
«Il sentiero è una infrastruttura oggi normalmente usata per il turismo, la cui competenza e responsabilità è affidata all’ente locale, dunque al Comune. Nei casi in cui attraversa una proprietà privata, la Pubblica Ammistrazione deve garantire la possibilità di frequentazione tramite accordi con i proprietari. I sentieri sono comunemente detti "sentieri CAI", di fatto non sono del CAI, ma il CAI li presidia in virtù di una legge dello Stato e negli ultimi anni anche per accordi e convenzioni con gli Enti Locali.»

- Sentieri e sentieristica, tra norme, responsabilità e frequentazione., su loscarpone.cai.it, 26 febbraio 2021.

### Risorse cartografiche online

#### Il territorio dell'abbazia di San Salvatore Maggiore sui portali cartografici basati su dati OpenStreetMap
- openstreetmap.org
- opentopomap.org
- freemap.sk
- en.mapy.cz
- it.wikiloc.com
- hiking.waymarkedtrails.org
- Catasto Digitale della Rete Sentieristica Italiana (REI) - Infomont
- wikivoyage.toolforge.org

#### Altri portali cartografici utili

##### Ortofoto e dati
- Geoportale Nazionale sul sito del Ministero dell'ambiente e della sicurezza energetica.
- Geoportale Cartografico Catastale sul sito del Ministero dell'ambiente e della sicurezza energetica.

##### Immagini satellitari
- Google Earth
- Bing Satellite sul sito di Bing maps.
- Google Satellite sul sito di Google Maps.
- Satellites.pro Apple o altri servizi.

##### Cartografia storica
- Arcanum Maps.
- Geoplaza
- David Rumsey Map Collection.
- Mapping Past Societies, Harvard University.

- OldMapsOnline, su www.oldmapsonline.org.
«Un nuovo modo di scoprire la storia. Esplora il passato su una mappa interattiva con una cronologia. Cerca mappe scansionate ad alta risoluzione e scopri cosa è successo nel luogo scelto in passato.»

##### Strumenti cartografici
- Map Warper per rettificare le mappe.
- MyOSMMAtic: servizio web basato su software libero che permette di generare mappe (cittadine) usando i dati di OpenStreetMap. Le mappe generate sono disponibili nei formati PNG, PDF e SVG e pronte per essere stampate.

#### Route planners per pianificare escursioni all'interno della RSA
- OpenRouteService.org
- Brouter.de

#### Guide all'uso delle risorse digitali per l'escursionismo
- Oruxmaps: guida base all'applicazione gps outdoor, su lifeintravel.it.
- Manuale Utente OruxMaps (PDF), su oruxmaps.com.

#### Guide alla contribuzione dei dati su OpenStreetMap
- Guida per principianti ad OpenStreetMap.
- Lo standard CAI all'interno di OpenStreetMap.
- Visualizzazione dati OSM su hiking.waymarkedtrails.org: il tag osmc:symbol, su https://hiking.waymarkedtrails.org, settembre 2024.
«Il Club Alpino Italiano (CAI) mantiene la rete di percorsi montani che sono classificati per difficoltà in modo simile a quanto avviene in Svizzera. I percorsi contrassegnati con network=lwn, osmc:symbol=red:.. e un tag cai_scale saranno riconosciuti come mantenuti dal CAI e verranno mostrate come righe rosse in base alla loro difficoltà (cai_scale=T, cai_scale=E, cai_scale=EE, cai_scale=EEA*)»